# 山寺宏一
山寺 宏一（やまでら こういち、1961年〈昭和36年〉6月17日 - ）は、日本の声優、タレント、歌手、ナレーター、司会者、俳優、ものまねタレント、ラジオパーソナリティ。宮城県塩竈市生まれ、宮城県出身。アクロスエンタテインメント所属。
ジャンルを問わず様々な作品に出演し、幅広い役をこなすことから「七色の声を持つ男」と呼ばれる。また、声優としてだけでなくラジオパーソナリティーや俳優、タレントとしてもマルチに活動する。

## 経歴

### 生い立ち
幼い頃からものまね好きであったといい、ものまね番組をよく見ていたほか、自身も物心がついた頃にはものまねをしていたという。
幼少期は引っ込み思案な性格であったが、小学4年生ぐらいのある日、クラスの同級生から「（山寺は）色々な声を出すのが面白い」と言われたことで「他の人よりも色んな声が出せる」と気づき、周囲に動物の鳴き声の再現やモノマネなどを披露するようになった。一方で、小さい頃は職業としての声優のことは無知であった。
中学生時代はバスケットボール部に所属していたが、中学3年生の時に膝を壊す。そのため、高校時代はバスケットボール部でマネージャーを務めたという。
東北学院大学経済学部商学科（現：経営学部経営学科）へ進学。落語研究会に所属し、「波慣家 文好」（はなれや ぶんこう）を名乗り会長を務めた。本人曰く、この落研所属がすべての原点であり「入っていなかったら、声優の仕事をしていないと思います」とのこと。
当初は就職活動に励み、縁のあった広告代理店から声がかかっていたものの、大学生協に偶然あった『声優になるためには』という書籍を読んだことで役者を目指そうと考える。同書籍に記載された劇団や事務所の中から、芝居も舞台も習うことができ「声優の仕事への道筋もある」と考えたことで、俳協養成所へ大学卒業後に上京し14期生として入所する。なお、親は当初「就職したほうが良いんじゃないか」と言ったが、最終的には「やるならやってみれば」と背中を押してくれたという。
同養成所卒業後は、養成所の先輩が旗揚げした舞台と並行し東京俳優生活協同組合に所属。

### キャリア
1985年、OVA『メガゾーン23』の中川真二役で声優デビュー。1986年にテレビアニメ『ボスコアドベンチャー』のオッター役でアニメのレギュラーデビュー。
デビューからしばらくはアニメの仕事が専らだったが、とある先輩の結婚式で披露した余興の芸が関係者の目に留まったことで、吹き替えにも出演するようになる。なお、吹き替えデビュー作は一言二言の役だったため失念したとのこと。1988年には『ヤング・シャーロック/ピラミッドの謎』で初めて主演の吹き替えを行った。
1993年5月23日、声優のかないみかと結婚。
1997年10月、テレビ東京系の子供向けバラエティー番組『おはスタ』のメイン司会者となる。2000年にはドラマ『合い言葉は勇気』で俳優としてデビュー。
2006年にかないとの離婚を表明。
2008年4月、デビュー当初から所属した東京俳優生活協同組合を離れ、同組合の元マネージャーである藤崎敦が立ち上げたアクロスエンタテインメントへ移籍。

### 現在まで
2012年6月17日、Twitterにて声優の田中理恵との結婚を報告。
2013年5月12日、出演の映画『あさひるばん』の撮影のため、一部のレギュラー番組を4週間ほど欠席することを発表。また、映画の役作りで髪を角刈りにした。
2016年3月、本人の「これからは若い世代に任せたい」という意思から長年務めた『おはスタ』のメイン司会者を降板することが発表され、同年4月1日放送回をもって降板した。ただし、その後も派生番組『OHA OHA アニキ』のメイン司会担当や「レジェンドMC」としてゲスト出演するなど、『おはスタ』との関わりは続いている。
2017年1月9日、テレビ朝日にて放映された『人気声優200人が本気で選んだ!声優総選挙!3時間SP』では第1位にランクイン。
2018年8月3日、Twitterにて7月に田中と離婚をしたことを報告。
2019年7月19日、男性声優として初めて音楽番組『ミュージックステーション』（テレビ朝日）に出演した。
2021年6月14日、アイドルグループ「チャオ ベッラ チンクエッティ」の元メンバーでタレントの岡田ロビン翔子との結婚を発表した。
同年、第8回Yahoo!検索大賞声優部門で3位を獲得。
2022年に『マーダーズ・イン・ビルディング』で自身のキャリア初となる海外映画作品における日本語吹替版の制作を発案し、実現させた。また本作では吹替声優のキャスティングにも携わった。

## 人物
声種はバリトン。
声の仕事をはじめ、俳優としてテレビドラマ・舞台へ出演するなど幅広い分野で活躍。
アニメでは『新世紀エヴァンゲリオン』の加持リョウジ役をはじめ、『ドラゴンボール超』のビルス役、『カウボーイ・ビバップ』のスパイク・スピーゲル役、『それいけ!アンパンマン』ではレギュラーのめいけんチーズ役をはじめとする複数の役で出演。また洋画の吹替に数多く携わっており、ジム・キャリーやエディ・マーフィ、ウィル・スミス（本人公認）といったハリウッド俳優の吹き替えを担当。テレビ東京系の子供向けバラエティー番組『おはスタ』のMCを18年半に渡り担当した。
宮城県が提唱するみやぎ夢大使に2002年から2012年まで就任、2013年からはみやぎ絆大使の1人である。2013年から宮城県塩竈市のしおがま文化大使に就任。
ラジオパーソナリティーとしては「バズーカ山寺」と名乗ることが多く、一気に畳み掛けるような大きく弾けたしゃべりを披露する。『フィフス・エレメント』のDVD版吹き替えでは、山寺宏一名義でゲイリー・オールドマン、バズーカ山寺名義でクリス・タッカーを担当した。
好きなアーティストは真心ブラザーズ、鈴木雅之。
東北楽天ゴールデンイーグルスの球団創設以来のファンであり、ファンクラブ名誉会員となっている。
姉がいる。

### 声優仲間との関係
同年代の古谷徹や水島裕、江原正士、三ツ矢雄二、かないみかとは、プライベートでも仲が良く、よく遊びに行ったり、飲みに行ったりしている。また、山寺より年上である神谷明や、野沢雅子、羽佐間道夫とも仲が良い。

### NOMORE 無断生成AI
2024年、梶裕貴ら他の有名声優26名と共同で、本人に無断で学習・生成される生成AI音声や映像に反対する有志の会として『NOMORE 無断生成AI』を結成し、啓発動画を公開した。声明文では「やった覚えのない朗読や歌、そして声そのものが、ネット上に公開され、時に販売」される現状への強い懸念が表明され、「平和的な認識のすり合わせのための議論を有識者も交えて行い、文化的なルール作り」を行うことを提言した。

### 評価
新人時代の山寺の演技を見た野沢雅子は、「この子は絶対伸びる」と評価していた。
巧みに演じ分けることから「カメレオンのよう」と形容されることもあり、押井守は「彼は8通りの声を出すし、20役を演じ分けて見せるんだよ。そのあまりの巧さが逆に彼の欠点となる。山寺自身の声が印象的ではないから、山寺の声を記憶できないんだよね」と評している。
2021年9月に行われ、300人が投票に参加した「好きな男性声優ランキング」では2位を獲得した。
その実力はハリウッドでも高く評価されており、一例としては山寺の持ち役である俳優、ウィル・スミスは自身の声を吹き替える山寺の演技を見てからは「僕も君のように演技しておけば良かったと思うこともある」と絶賛しており、自身の吹替声優として大きな信頼を寄せていることを明かしている。

### 受賞歴
- 2000年 - 第38回ギャラクシー賞奨励賞（『合い言葉は勇気』 毛野智光 役）[69]
- 2009年 - 第3回声優アワード富山敬賞[70]
- 2013年 - ファミ通アワード2013キャラクターボイス賞（『The Last of Us』 ジョエル 役）[71]
- 2015年 - 第24回日本映画批評家大賞アニメーション声優賞[72]
- 2020年 - 第14回声優アワード外国映画・ドラマ賞[73]

## エピソード

### 吹き替え
主な担当俳優に、ジム・キャリーやエディ・マーフィ、ウィル・スミス、マイク・マイヤーズ、クリス・タッカー、チャウ・シンチー（周星馳）、マイケル・キートン、クリス・プラット、ジョン・ハム、ウィル・フェレル、ジャン＝クロード・ヴァン・ダム、ブラッド・ピット、ロビン・ウィリアムズ、トム・ハンクス、イドリス・エルバ、トニー・レオン（梁朝偉）などがある。この内、ウィル・スミスとは複数回の対面を果たしている。過去にはチャーリー・シーン、デンゼル・ワシントン、マイケル・J・フォックス、ウェズリー・スナイプス、トム・クルーズ、ゲイリー・オールドマン、メル・ギブソン、キアヌ・リーブスなどの吹き替えも多く担当していた。
また、黒人俳優やアフリカ系アメリカ人俳優の吹き替えを担当する機会が多い。

#### 俳優について
ジム・キャリーのフィックス声優として知られている。山寺自身も「いろんなスターの吹替えをやらせてもらっていますが、一番占有率が高いのは何を隠そうジム・キャリーだと思っています」と自負しているといい、一番思い出に残っているジムの作品は最初に演じた1994年の『マスク』であり、次いで『マン・オン・ザ・ムーン』と『グリンチ』を挙げ、「吹替えをやった作品はどれも好きなんですけど、この三本は僕の中では特に気に入っている」としている。特に先述の『マスク』は吹き替えでの代表作として度々上げられており高い評価を得ている。山寺は『マスク』のジムについて「色んな面白い芝居をしているから、テクニックもなにも、彼と同じような芝居を同じような声でやれればいいなと思った」と回想し、”Cuban Pete”（「キューバン・ビート」）を歌うシーンは吹き替えられなかったことが心残りだという。また「ジム・キャリーは同年代ということもあり、本当に好きな俳優なので、これからも演じていけたら嬉しい」と話しているほか「これだけは取られたくない」俳優として彼の名を上げている。『ソニック・ザ・ムービー』で久々の担当となった際には同作のアフレコイベントにおいて「彼（ジム）が居てくれたおかげで自分は吹替をする声優としてある程度認めていただいたのかなと思っているんです」とジムへの感謝の気持ちを述べており、特別な想いがあると同時に「彼が活躍してくれないと困る」と思っていたことを明かしている。また、山寺は『おはスタ』の取材を通じてジムと一度対面を果たしており、その際は共演者のレイモンド・ジョンソンが通訳を務め、お互いに『マスク』の原語版と日本語吹替版（ソフト版）のセリフを披露し合う一幕もあったという。ジムの引退宣言（後に撤回）後には、「引退などと言わず、これからも唯一無二の演技で我々を楽しませて下さい。少なくとも僕が声優をやめるまでは」とコメントを寄せた。
エディ・マーフィについては『ハーレム・ナイト』のソフト版から数多くの作品で吹き替え、『ナッティ・プロフェッサー クランプ教授の場合』や『ナッティ・プロフェッサー2 クランプ家の面々』（共にテレビ放送版）などでマーフィ本人同様に一人で何役も演じ分ける演技が高く評価されたことなどから、2010年以降は全ての出演作を担当し、ほぼ専属となっている。声優デビュー以前から特に「この人、絶対にやりたい」と吹き替えするのが夢だと思ってきた俳優だといい、後に夢は叶ったものの、『48時間』では「もうどうしていいか分からない」と苦心したことを後に明かしている。以降も軽妙なマシンガントークの再現には苦労を重ねたといい、「自分は声優としてエディ・マーフィに鍛えられた」と述懐している。また、エディ担当として山寺は比較的後発の存在であることから、自身に先駆け多く担当した下條アトムや富山敬を支持する声も根強いために、未だに自分がエディに合っているのか分からないと話したこともある。しかし山寺はエディと同い歳であることや、長年担当してきたことなどから彼に対しても強い思い入れを持っているという。実写作品の他に、『ムーラン』のムーシュー役などアニメ映画でもマーフィが演じたキャラクターの声を担当しており、『シュレック』シリーズでは原語版でエディが演じたドンキーの吹き替えを全作で担当。「“エディ・マーフィが日本語を喋れたらこうなるよね”と思ってもらえること」が目標であるとし、特にこのドンキー役は「器用に吹き替えているだけではダメだ！」と心掛けていた。そして、製作会社ドリームワークスのCEOジェフリー・カッツェンバーグから「世界で最高のドンキー」とお墨付きをもらった際には「声優を始めた時、エディの作品をやるのが夢だったので、評価してもらえて嬉しいです」と喜びを語った。
ウィル・スミスは、『インデペンデンス・デイ』で初担当。来日したウィル・スミス本人から公認を受けている。山寺は役作りをする上で当初、顔写真を見た際には「身体がデカいしマッチョなのにかわいい顔をしているので、もう少し声は高めかな」と思いつつも、その太い地声を聞いてギャップに驚き、マッチョな雰囲気を出すことを心がけたといい、動きや口調からヒップホップやストリート系の「音楽畑の人」という印象を持ち、次世代の役者だと感じたという。また、過去に顔マネをしていたことから自分の中で勝手な親しみを覚えていたといい「吹き替えを複数回やると、練習の時点でものすごく作品を見てその人の芝居を研究するので他人とは思えなくなって親近感が勝手に湧く」と話した。元来よりウィルの吹き替え声優として名が通っていた山寺だが、2019年公開の『アラジン』でウィル演ずるジーニーを吹き替えた際には、原作のアニメ版のジーニーを山寺が演じていることで「完璧なキャスティング」「山寺しかいない」というファンの声が殺到するなど大きな反響を起こし、世間一般における「ウィル・スミスの吹き替えといえば山寺宏一」との認知がより一層高まったとされている。同作で吹き替えた際には、来日したウィルと初対面し感激したとのこと。対談を行う中、山寺は「自分が吹き替えをしていることをどう思うか？」と質問し、ウィルは「僕はあなたの吹き替えが聞きたいよ」と答え、ウィル本人の要望で生アテレコを披露。本人から「まず誰かが演じ作り上げたものをあなたは違う言語でやらなきゃいけないんだよね。それは本当に難しいことだよ、本当にすごい」と絶賛され、2人はハイタッチした。お墨付きを貰った山寺もまた、「今後も機会があればウィルと同じ作品に携わりたい」と話した。この様子はNTVの「news every.」、「Oha!4 NEWS LIVE」にてそれぞれ6月5日（水）、6月11日（火） に放映。後に「憧れのスーパースターの1人。お会いして、ますますファンになりました。演技もさることながら、その人柄の良さに凄く感動しました」と語った。一番好きなウィル・スミス出演作には「僕が声を演じさせていただきましたし、ウィル自身もこれまでの集大成だと仰っていたので」と『アラジン』を挙げている。また、直接会ってからは次第にウィルを他人とは思えなくなっていたことを明かしている。ウィルを吹き替える上で注意しているポイントについて問われた際には「本人が何を演じたいのか、どう演じてるいるか」をしっかり汲み取るように注意しつつ、ウィルの魅力の一つである太い地声を意識して、彼のイメージや体格に見合う様になるべく普段の自分の声より少し太めの響きのある声に仕立て上げ、あざとくない程度に演じることに気を付けていると話した。ただし、これはどの俳優を演じる時でも一緒で、ウィル・スミスだからということで特別には考えているわけではないという。その後、ウィル本人とも交流が生まれ、『ジェミニマン』のジャパンプレミアカーペットイベントにおいてウィルと再び対面。両者は互いに親友であると認め合っており、「ウィル」「コウイチ」と呼び合う仲となった。ウィルは「僕も（山寺の吹き替えを観て）ああやって演技しておけばよかったと思うことがあるよ」と打ち明け、山寺を喜ばせる一幕もあった。劇場アニメ『劇場版 呪術廻戦 0』において敵キャラクターであるミゲルを演じることが発表された際には、キャラクターの容姿やこれまでの山寺の実績も相まって「実質ウィル・スミス」などとネット上で話題を集めた。『フォーカス』では予告編のナレーションを担当した。
クリス・タッカーについては「体はゴツいですが声は高い」と述べ、「声を張っているときはいいんですけど、シリアスなシーンもそれでやらなければならないので、声質をキープするのが大変でした。不自然に聞こえないようにしつつ、喜怒哀楽をすべて表さなきゃならない」と吹き替える上での難しさについて語った。また、「ラッシュアワー」シリーズでは、石丸博也のジャッキー・チェンと絶妙な掛け合いを披露。山寺は本シリーズにおける石丸のジャッキーとの共演は大変光栄な出来事であったといい「（石丸のジャッキーは）FIXの中のFIXですからね！」と石丸の功績を讃えている。山寺は自身初のアニメレギュラー（「ボスコアドベンチャー」）で既に石丸と共演していたことや、石丸の吹き替えたジャッキー・チェンの映画を幼少期から聞いていたこともあり、「こうやってご一緒させていただけるとは思っていなかったので、すごく嬉しかった」と話している。
テレビ朝日の『日曜洋画劇場』をはじめとした地上波の洋画番組の中で日本語吹き替え版制作が盛んに行われていた時代にはジャン＝クロード・ヴァン・ダムの出演作品のテレビ放送版の吹き替えを専属で担当した。このキャスティングはテレビ東京の『木曜洋画劇場』でも踏襲され、『ノック・オフ』、『レジョネア 戦場の狼たち』、『ヴァン・ダム IN コヨーテ』、『レプリカント』など数多くの作品で吹き替えを担当し、同番組のプロデューサーからも「木曜洋画のヴァン・ダムは山寺宏一さんです」と評された。後にプロデューサーは『ノック・オフ』におけるヴァン・ダムの軽薄なキャラクターに最初、芸達者な山寺が中々役に入り込めず悩んでいたエピソードが印象深かったと語っている。洋画劇場の終焉により、テレビ局独自の吹き替え制作が少なくなった2010年代には山寺はヴァン・ダムを担当する機会は少なくなったものの、2012年の『エクスペンダブルズ2』では、ささきいさおのシルヴェスター・スタローンをはじめスターたちの吹き替えがファンに馴染み深いフィックス（専属）声優陣でキャスティングされた中で、山寺も久々にヴァン・ダムの吹き替えを担当した。なお、劇場公開版およびソフト収録版の吹き替えで山寺がヴァン・ダムを務めたのは本作が初めてとなった。ヴァン・ダムが一人二役で兄弟を演じた『ダブル・インパクト』のテレビ朝日（『日曜洋画劇場』）放送版では山寺がヴァン・ダム本人同様に一人二役で兄弟を吹き替えており、iTunes Storeではこちらの吹替が配信されている。
自身が担当した中でも気に入っている俳優の一人に、かつて多く吹き替えたトム・ハンクスを挙げている。「話が来た時はものすごく嬉しかった」と語ると同時に、現在ハンクスの吹き替えをほぼ専属で担当している江原正士については「江原さんが吹き替えされている声を聞くとトム・ハンクスが喋っているようにしか聞こえません（中略）それだけハマっている証拠だと思います」と評し敬意を表している。また、ハンクスの代表作である『フォレスト・ガンプ/一期一会』を日本テレビの「金曜ロードショー」放映時に山寺が吹き替えた際にはその再現度の高さから「演技が真に迫りすぎている」としてテレビ局に苦情が寄せられることもあったという。また、ハンクスが声を務めた『トイ・ストーリー』のウッディ役にも当初は山寺がキャスティングされており、吹替収録も完了していたが、アメリカ本社から「集客を考慮して日本で一般的に有名な人物をキャスティングしてほしい」との急な要望で唐沢寿明に差し替えられたことで同音源はお蔵入りとなった（同様にバズ役の磯部勉も所ジョージに差し替えられた）。本件は山寺にとっても苦い思い出になったものの、後に山寺は「悔しい気持ちはあったけれど自分の知名度が低いから変更されてしまった。それならもっと有名になろうと決意してタレント活動にも力を入れ『おはスタ』のメイン司会で一般的にも自分のことを知っている方が増えたので、今ではあの降板を感謝している」と語っている。
『バック・トゥ・ザ・フューチャーシリーズ』のソフト版をはじめ、いくつかの作品でマイケル・J・フォックスの吹き替えを担当。山寺とフォックスは同じ歳であり、同作は大好きな映画で吹き替えをやりたいと思っていたところにオファーが来たという。後年では、マイケルのことを「コメディもできてシリアスもできる素晴らしい俳優だった」と評した 。2020年の本シリーズのテレビ放映時には「作品は最高だが昔の自分の演技は恥ずかしい限り。でも当時にしか出来ない表現もあったろうかから良しとしよう」と回想し、改めて傑作の吹き替えを任される責任を感じたという。また、ドク役の青野武をはじめ、富山敬や谷口節と共演出来たことは財産であったとしている。同シリーズで自身の吹き替えたバージョンが放映される際に「テレビ朝日版（先輩にあたる三ツ矢雄二がマイケルを吹き替えた）の方が観たい」という声が殺到する件についても触れており、「長年放映されてきたのは三ツ矢さんのバージョンですからね」と世間の視聴者に理解を示しつつも、「公式版を吹き替えた俺の立場はどうなるんだ」と苦言も呈している。
デンゼル・ワシントンの初期作品を担当していた。『青いドレスの女』では後にデンゼルを専属で務めることになる大塚明夫がトム・サイズモアの吹き替えで出演していたが、その際デンゼルを吹き替えていた山寺の演技について大塚は「彼（デンゼル）の喋り癖を本当に上手につかまえている」と称賛しており、自身がデンゼルの吹き替えを務める際には山寺の演技を脳内でシミュレートした上で取り入れていたと明かすなど多大な影響を受けたと語っている。その経験から、近年デンゼルを務める際には「よく（山寺を差し置いて）俺にまわってくるな」と不思議に感じていると話していた。山寺自身もまた、『マルコムX』で黒人過激派のリーダーを演じる主役のデンゼルを吹き替えた際には苦労したといい、「とにかく全編が激しい演説シーンで、最後まで声が持つか心配であった」としつつも、結果的には良い仕上がりになっていたと感じ、思い出深い作品であるという。
クリス・プラットは『ガーディアンズ・オブ・ギャラクシー』のスター・ロード役で初担当。2017年に『ガーディアンズ・オブ・ギャラクシー:リミックス』のカーペット・イベントにてプラットと対面を果たしたほか、『ジュラシック・ワールド』三部作はザ・シネマで山寺による新録版が制作され、この際にはクリスのフィックス声優とも評された。
江原正士とはトム・ハンクスやロビン・ウィリアムズ、エディ・マーフィ、ウィル・スミスなど共通の担当俳優が多く、テレビの洋画劇場で吹き替え新録がテレビ局ごとに頻繁に行われていたころ、同作品の別の吹き替え音源で同じ役を担当することも多かった。江原は山寺をライバル視しているかという質問に対して、「配役は上の人が決めるため、やりたいと思ったからやれるものじゃないので、当事者である役者同士は意識してないと思います」と答えており、山寺もまた「江原さんは大先輩。ライバルなんておこがましい」と答えている。これらのエピソードを踏まえて、『ジェミニマン』では”史上最強のスナイパー”と”23歳の若きクローン”の2つの世代を一人二役で演じ分けるウィル・スミスの日本語吹き替えに、江原と山寺が揃って登板した。
また、上記のウィル・スミスやジム・キャリー、クリス・プラットのほか、チャウ・シンチー、マイク・マイヤーズ、クリストファー・ロイドとも対面を果たしている。

### 出演作に関して

#### ディズニー作品
ディズニー製作の作品では、ドナルドダックをはじめ『美女と野獣』の野獣や『アラジン』のジーニー、スティッチなど数多くの役を担当。「ディズニーの吹き替えといえば山寺宏一」といわれることもある。
ドナルドダックに関しては、その演技がウォルト・ディズニー・カンパニー本社に認められており、自身の名前が刻まれた特製の腕時計とそれに使用されたドナルドの原画（描きおろし）が贈られている。山寺はドナルドについて、声帯を使わず息を使って楽器のようなイメージで声を出しているといい、日本語では母音・子音などの関係から言いにくい言葉が多く苦労もあることから「何年やっていてもずっと難しいし、僕の強敵でもあります」と語っている。また、ドナルド役のオーディションは、最初は複数の声優がオーディションを受けていたものの、最終的には山寺1人が残り6回ほど受けたことから、今までに受けた中でも忘れられないオーディションだと語った。
スティッチに関しては、原語版でスティッチを演じているクリス・サンダースと同じ発声法で演じてほしいと注文されており、英語と日本語の違いもあることから未だに苦労している役だという。
ジーニーについては「人から褒められるキャラクターNo.1」であるといい、初担当から25年以上経った現在（2019年）でも「山ちゃん（山寺）の吹き替えしたなかで、ジーニーが一番好きです」と言われるため「ジーニーとは切っても切れない関係」だとしている。また「（原語版の）ロビン・ウィリアムズがやりたい放題演じたジーニーを吹き替えるのは本当に大変でした。だからこそ声優の難しさも楽しさも教えてくれたのがジーニーだったんです」と語り、ジーニーは山寺にとって特別なキャラクターであることも明かしている。その後、実写化が決定した際には「俺、（オファー）来なかったら声優やめるわ」などと冗談交じりにラジオで話していたものの、実写版でジーニー役を演じるのは、多くの出演作で山寺が吹き替えを担当するウィル・スミスであったと知り「（ウィル・スミスは）過去に吹き替えしたことあるぞ。自分にジーニーが回ってくる確率上がったかも！」 という気持ちが強まったという。実際にジーニー役に決まった時には「実は（オファーが）こなかったらどうしようという不安の方が、期待よりも大きかったんです。なのでオファーをいただいてよかったなとホッと胸をなでおろしました。そのくらい大切なキャラクターであり、作品なので」と当時の心境を告白している。

#### それいけ!アンパンマン
主な担当キャラクターは、めいけんチーズ（第1話より）、ジャムおじさん（2代目）、かまめしどん（1989年初登場より）、かびるんるん（1988年初登場より）、赤鼻のトナカイくん／ルドルフ（1988年初登場より）である。その他モブキャラクターや代役（ニガウリマンなど）も務めている。
『それいけ!アンパンマン』では、めいけんチーズ役に抜擢されて以降、放送が増すにつれて複数のキャラクターを兼任するようになり、近年では台本のあるページを開くと山寺の担当役の台詞がほとんどを占めている事もある。
山寺によると、放送開始にあたってのオーディションではばいきんまん役を受けたが、不合格となったことで最終的にチーズ役を担当することになったという。なお、ばいきんまん役となった中尾隆聖は後に「今オーディションをしたら山寺が受かっている」と語り、アンパンマン役の戸田恵子は「天下の山寺をイヌで使ってるのはうちの番組だけだよ」と話したという。また、ばいきんまんにそっくりなキャラクター（バイキンマン、アカキンマン）の声を担当したことはある。
カバオくん役は放送初期から担当。当初はエキストラのような役だったが、山寺のアイデアから「おぼっちゃま風のしゃべり方」となり、ガヤでのアドリブなど山寺の印象的な演技によって存在感が増したことで、メインキャラクターに昇格したという。
ジャムおじさん役は、長年担当していた増岡弘が高齢のため降板したことに伴い、2019年8月16日放送分より既に担当している役と兼任する形で引き継ぐことになった。山寺は「増岡弘さんは演技だけでなく、そのお人柄も含めてジャムおじさんそのものです。代われる人などいません。でも30年以上、その優しさと温かさにふれてきた者の一人として、少しでも増岡さんのジャムおじさんに近づけるよう、精いっぱい務めさせて頂きます」とコメントし、戸田恵子は「山ちゃん以外の人は考えられない、増岡さんも安心されてました」とブログに綴っている。その後、増岡は戸田のラジオ番組にゲスト出演した際に「まだ一度も見てはいない」としつつも、山寺のこれまでの姿勢から信頼して任せていると語り、「子供たちにジャムおじさんが変わったということが分からないように、それ以上になるように工夫をして、さらに進化したジャムおじさんにしてくださっているんだと思っています。僕よりはるかにいいと思う。よかったなあ……」と高く評価している。

#### その他の作品
『シティーハンター』には、キャリア初期にテレビシリーズやスペシャルなど140話以上ある中で80話以上に出演し端役を経験。2019年にはフランス制作による実写映画『シティーハンター THE MOVIE 史上最香のミッション』で主人公の冴羽獠にあたるニッキー・ラーソン（演 - フィリップ・ラショー）の吹き替えを担当。山寺は、最初オファーを受けた時「（アニメで獠の声を務めた）神谷さんが獠をやらないのは、絶対におかしい」という考えから辞退しようとしたが、神谷本人から直々の後押しを受け担当することとなった。
『らんま1/2』に出演していた時、山口勝平はアニメは録り直しがきくわけであったことから、山口の最初の頃は「いいものを作りたいという思いから何カットもセリフを録り直してほしい」とお願いしていたと山口は語る。その時、山寺は「いいのものにしたくて言っているのもわかるけど、録音監督がOKを出したものに対して録りなおしてくれという言葉を出すということは、お前はそれに対して責任をもって言っているのか？　ただ自己満足でやり直したいというのだったらやめなさい。本当なら音響監督さんはお前のセリフの全部を録り直したいくらいなんだから」と言った。その時の言葉は2004年時点の山口も深く残り、デビューしてわりと早いうちに山寺に指摘してくれたのが「自分のために本当に良かった」と山口は語る。
1999年に発売されたPSゲーム『宇宙戦艦ヤマト 遥かなる星イスカンダル』では原作者松本零士の推薦で1995年に死去した富山敬の後継として古代進役に抜擢され、以降は古代進役を多く担当。『特打ヒーローズ 宇宙戦艦ヤマト 〜タイピング拡散波動砲〜』では映像作品で富山が生前に声を演じたライブラリー音声に山寺の新録を繋ぎ合わせて作られている。その後、『宇宙戦艦ヤマト2199』では、古代進の仇敵、後に盟友となるデスラー総統に抜擢され「宇宙戦艦ヤマト2199でお話をいただいた時も、古代の役なのかなと思ったのですが、まさかの『デスラー』でした」と驚きのコメントを出している。また、本シリーズを皮切りに、富山の持ち役を数多く引き継ぐこととなった。
リメイク版『ヤッターマン』においては、ナレーション・おだてブタの2役（富山の持ち役だった）に加え、ヤッターワンをはじめとする全てのヤッターメカやゲストキャラクターの声を演じている。劇中でもキャラクターから「山ちゃん」と呼ばれ、時折「本人」が2頭身のキャラクターとして登場することもあった。実写映画版でもナレーター・ヤッターワン・ヤッターキングの声を演じるほか、顔出しでも出演。アニメ劇場版においては、ナレーション・ヤッターキングなど、16の役の声を演じている。
『劇場版ポケットモンスター』では、ゲスト声優として登場するのが恒例になっていた。ただし、あくまで声優としてではなく、タレントおよび『おはスタ』司会者の山寺宏一としてのゲスト出演とされる。『おはスタ』の司会降板後もこの流れは続き、2020年公開の『劇場版ポケットモンスター ココ』までの全ての作品に出演している。
「七色の声を持つ男」といわれる山寺だが、実際には1作品で7役以上を務めたことが何度もあり、2017年の短編アニメ『彼岸島X』では、1人で50役（全登場キャラクターと一部効果音）を担当した。

### タレント活動
タレントとして、『おはスタ』をはじめとしたバラエティ番組のMCも数多く担当したが、中でも2001年には大物タレントのビートたけしと所ジョージの冠番組である『たけし・所のWA風がきた!』のMCを務めたことがある。

### ものまねレパートリー
幼い頃からものまねが好きであり、ものまね番組には定期的に出演している。
- 阿部寛
- 綾小路きみまろ
- 秋川雅史
- アントニオ猪木
- アル・ジャロウ
- 石井竜也
- 稲垣潤一
- ウィル・スミス
- ウィリー・ネルソン
- 梅沢富美男
- エディ・レッドメイン
- 尾崎紀世彦
- 尾崎豊
- 大塚明夫
- 大橋卓弥
- オノ・ヨーコ
- 加山雄三
- 河島英五
- GACKT
- 桐谷健太
- 銀河万丈
- 久保田利伸
- 熊倉一雄
- GReeeeN
- クインシー・ジョーンズ
- ケツメイシ
- ケニー・ロギンス
- ケニー・ロジャース
- 甲本ヒロト
- 郷ひろみ
- 小杉十郎太
- 小林克也
- コウメ太夫
- さかなクン
- さだまさし
- さとう宗幸
- ささきいさお
- ZAZY
- 桜井和寿
- サシャ・バロン・コーエン
- 湘南乃風
- 子門真人
- ジャクソン5
- ジョン・レノン
- スガシカオ
- 鈴木雅之
- スキャットマン・ジョン
- 菅田将暉
- スティーヴィー・ワンダー
- スティーヴン・タイラー
- 武内駿輔
- 高橋ジョージ
- 田島貴男
- 谷村新司
- 玉置浩二
- 武田鉄矢
- 竹原ピストル
- 津田英佑
- 所ジョージ
- 富山敬
- トム・クルーズ
- 中居正広
- 中尾彬
- 中村雅俊
- 野田洋次郎
- ピエール瀧
- 比嘉栄昇
- HIKAKIN
- 平泉成
- ヒュー・ジャックマン
- ピーボ・ブライソン
- ヒューイ・ルイス
- ビリー・ジョエル
- 福山雅治
- 藤岡弘、
- 藤原基央
- 藤巻亮太
- 藤森慎吾
- ブルース・スプリングスティーン
- 堀内賢雄
- マイク・マイヤーズ
- マイケル・ジャクソン
- 松山千春
- みのもんた
- 宮本浩次
- 宮沢和史
- 美輪明宏
- 水谷豊
- ムッシュ吉崎
- 村井國夫
- もう中学生
- 森山直太朗
- やしきたかじん
- 矢沢永吉
- 矢部浩之
- 山崎まさよし
- 矢野顕子
- 八代亜紀
- 横山剣
- 米津玄師
- ラッセル・クロウ
- ライオネル・リッチー
- ルイ・アームストロング
- レイ・チャールズ
- 若本規夫

### その他
2000年には、声優ではなく”『おはスタ』のやまちゃん”として、共演の鴻口可南と共に映画『ゴジラ×メガギラス G消滅作戦』に出演した。
2017年5月31日の『The BAY☆LINE』にて、岡田ロビン翔子のプロデュースにより撮影した写真を「彼氏とデートなう。に使っていいよ。」という文を添えてTwitterにてツイートした結果、話題となり約20万リツイートの反響を呼ぶ。以降、橋本環奈、城田優など、多くの著名人が同様の呟きをする端緒となった。
タレントの声優起用に関して、2007年に「普段お会いすることが難しい方と知り合いになれたり、凄く刺激になることもある」としつつも、話題性や集客を優先した安易なキャスティングに対しては苦言を呈し、特に「シリーズ作品が劇場版になった際、ネームバリューだけでそれまでの声優陣を変えてしまうようなことはあってはならない」と述べている。
田中理恵との結婚を報告したツイートは、2012年に日本で最も多くリツイートされた。
社会現象となったアニメ『鬼滅の刃』のファンである。TBSラジオ『爆笑問題の日曜サンデー』でのゲスト出演時に太田光から同作について尋ねられると「チッ！と思いましたよね、可愛い後輩が主役ですから、素晴らしいと思って」と、主人公の竈門炭治郎を演じた花江夏樹に触れ、後輩思いな一面を見せつつ、自身も出演を熱望していたと告白。「いつか出られるんじゃないかと思って、全部見たんですけど。自分が出ていないものは滅多に見ないのに。『頼むから俺を出せと言ってくれ！花江』と後輩に言ったりしてね」と冗談を交えつつ「見たら面白いなと思って、凄いなと思いました」と作品を絶賛。関智一と対談した際には「鬼滅出られますかね？」と真剣な表情で不死川実弥役の関に訴えかけていた（また、この際には『アナと雪の女王』におけるピエール瀧降板後のオラフ役を狙っていたことも明かしている）。この他に、チーズ役でレギュラー出演している『それいけ!アンパンマン』の劇中においては『紅蓮華』のサビ部分と酷似した鼻歌を披露していた。2023年の『刀鍛冶の里編』にて憎珀天役で念願の出演を果たした。

## 出演
太字はメインキャラクター。

### テレビアニメ
1986年
- ドリモグだァ!!（クッキー、モグラ、男）
- ボスコアドベンチャー（1986年 - 1987年、オッター）

1987年
- 赤い光弾ジリオン（ガードック、ナビゲーターA、マーシー、ノーザ兵、ノーザ軍参謀、参謀A）
- エスパー魔美（部下A、生徒B、ディレクター、男C、カビ）
- 仮面の忍者 赤影（1987年 - 1988年、カラクリ富蔵、上州屋、闇天竺、忍者）
- きまぐれオレンジ☆ロード（警官）
- ゲゲゲの鬼太郎（第3作）（記者）
- シティーハンター（1987年 - 1988年、阿部、殺し屋、スカンク、深町警部、銀狐、マスター 他） - 2シリーズ
- SLIPPY DANDY（スリッピー ダンディー）
- 北斗の拳2（村人、修羅、部下）
- マシンロボ ぶっちぎりバトルハッカーズ（ドリルクラッシャー）
- ミスター味っ子（1987年 - 1989年、玉川、司会者、味吉隆男〈3代目〉、陽子忠 他）

1988年
- いきなりダゴン（パイロット）
- F-エフ（松浦ヒロシ）
- 美味しんぼ（1988年 - 1989年、社員E、司会者、店員B）
- 新グリム名作劇場（二本尾の狐、長男）
- それいけ!アンパンマン（1988年 - 、ジャムおじさん〈2代目〉、チーズ、カバオくん、かまめしどん  他）
- 超音戦士ボーグマン（ダスト・ジード、サンダー）
- ついでにとんちんかん（古沢今日四郎）
- どんどんドメルとロン（ポリス）
- ビックリマン（ヘイコウ鬼）
- ビリ犬（お巡りさん、犬）
- 魔神英雄伝ワタル（1988年 - 1989年、渡部クラマ、ビビデ・セイキマ・ツー、ウマシカ、ニオー・オトート）
- 名門!第三野球部（京本直哉）
- 燃える!お兄さん（先生A、酢張丹悦楠）

1989年
- おぼっちゃまくん（雪男）
- 機動警察パトレイバー（ハイカーC）
- たいむとらぶるトンデケマン!（ツタンカーメン）
- 天空戦記シュラト（1989年 - 1990年、龍王リョウマ、ナレーション）
- ピーターパンの冒険（チェッコ、ナナ）
- 魔動王グランゾート（シャマン）
- らんま1/2（1989年 - 1992年、響良牙 / Pちゃん、呪泉郷ガイド） - 2シリーズ

1990年
- アイドル天使ようこそようこ（蔵人、第一、サイクル・ジャクソン）
- キャッ党忍伝てやんでえ（1990年 - 1991年、カラ丸、フンコロガシ三号）
- それいけ!アンパンマン みなみの海をすくえ!（チーズ、かまめしどん）
- ふしぎの海のナディア（エアトン）
- 魔神英雄伝ワタル2（1990年 - 1991年、司会者、渡部クラマ）
- 勇者エクスカイザー（1990年 - 1991年、徳田オサム）

1991年
- ドラゴンボールZ（天津飯〈代役〉）

1992年
- あしたへフリーキック（ウーゴ）
- お〜い!竜馬（近藤勇）
- 元気爆発ガンバルガー（バナナーン）
- スーパーヅガン（1992年 - 1993年、織田信太郎、玄人、宇米、金子）

1993年
- 熱血最強ゴウザウラー（監督）

1994年
- 勇者警察ジェイデッカー（ミルアミーゴ）

1995年
- 新世紀エヴァンゲリオン（加持リョウジ）

1997年
- 学級王ヤマザキ（山寺）
- シティーハンター グッド・バイ・マイ・スイート・ハート（武藤武明）

1998年
- カウボーイビバップ（スパイク・スピーゲル）
- 男はつらいよ 寅次郎忘れな草（寅さん）
- どっきりドクター（錦小路はるか）
- はれときどきぶた（山ちゃん）
- ポケットモンスター（カモネギ）
- ルパン三世 炎の記憶〜TOKYO CRISIS〜（マイケル・スズキ、ゴンドウ）

1999年
- アレクサンダー戦記（ダリウス三世）
- クレヨンしんちゃん（ボス）

2000年
- 週刊ストーリーランド（2000年 - 2001年、ノロ、橋本ケンタロウ〈男声〉）
- 陽だまりの樹（手塚良庵）

2001年
- だぁ!だぁ!だぁ!（ユズヒコ）
- パラッパラッパー（幸運にも）

2002年
- 攻殻機動隊 STAND ALONE COMPLEX（トグサ、笑い男〈アオイ〉、ベビールース、番犬ロボット）
- 釣りバカ日誌（2002年 - 2003年、浜崎伝助）

2003年
- アストロボーイ・鉄腕アトム（沼田）
- ギャラクシーエンジェル（ハリー大佐）
- SPACE PIRATE CAPTAIN HERLOCK（ハーロック）
- 高橋留美子劇場 人魚の森（湧太）
- デ・ジ・キャラットにょ（山ちゃん）
- はじめの一歩 シリーズ（2003年 - 2014年、真田一機、猫田銀八〈2代目〉） - 1シリーズ + 特別編
- ルパン三世 お宝返却大作戦!!（ラッツ）

2004年
- かいけつゾロリ（2004年 - 2005年、ゾロリ）
- 攻殻機動隊 S.A.C. 2nd GIG（トグサ）
- サムライチャンプルー（永光）

2005年
- アガサ・クリスティーの名探偵ポワロとマープル（ゲイル）
- Xenosaga THE ANIMATION（ガイナン・クーカイ、アルベド・ピアソラ）
- ハチミツとクローバー（ローマイヤ先輩 chapter.L）
- まじめにふまじめ かいけつゾロリ（2005年 - 2007年、ゾロリ）
- 名探偵コナン（2005年 - 2025年、羽賀響輔、平正輝、赤井務武）

2006年
- ああっ女神さまっ それぞれの翼（トルバドール）
- 蒼天の拳（霞拳志郎）

2007年
- 大江戸ロケット（銀次郎、たぬきのひでお、管制官）

2008年
- アリソンとリリア（カー・ベネディクト）
- イナズマイレブン（2008年 - 2009年、野部流来人、二階堂修吾、音村楽也）
- スティッチ!（2008年 - 2015年、スティッチ、ユウナのお父さん、ナレーション） - 3シリーズ + 特別編2作品
- ミチコとハッチン（ダニエラ）
- ヤッターマン（第2作）（ナレーション〈山ちゃん〉、ヤッターワン、おだてブタ、トーク番組司会、東国原知事、モアイ、美川憲一 他）

2009年
- 川の光（お父さん）
- 銀魂（2009年 - 2018年、吉田松陽 / 虚） - 4シリーズ
- 鋼の錬金術師 FULLMETAL ALCHEMIST（アイザック・マクドゥーガル）
- ポケモン不思議のダンジョン 空の探検隊 時と闇をめぐる最後の冒険（ナレーション）

2011年
- アップルシード XIII（ブリアレオス）
- ルパン三世（2011年 - 2022年、銭形警部〈2代目〉 / モニエタ、波越警部） - 4シリーズ + 6作品

2012年
- あらしのよるに 〜ひみつのともだち〜（ギロ、バリー、ナレーション）
- ソードアート・オンライン（2011年 - 2020年、茅場晶彦） - 3シリーズ + 特別編
- HUNTER×HUNTER（第2作）（シルバ＝ゾルディック）

2013年
- 宇宙戦艦ヤマト2199（アベルト・デスラー）※2012年劇場先行公開
- 義風堂々!! 兼続と慶次（織田信長）

2014年
- 監督不行届（カントクくん、その他）
- クロスアンジュ 天使と竜の輪舞（ジュライ・飛鳥・ミスルギ）
- スペース☆ダンディ（トン・ジョラボルタ）
- 信長協奏曲（ヤング）
- ふうせんいぬティニー（2014年 - 2016年、ナレーション、ホエル王） - 2シリーズ
- ポケットモンスター XY 特別編 最強メガシンカ 〜Act I〜（ルイ）
- 魔法少女大戦（タケスズメ）

2015年
- 今、ふたりの道（佐藤芳雄）
- ケイオスドラゴン 赤竜戦役（阿ギト）
- ドラゴンボール超（2015年 - 2018年、ビルス）
- ONE PIECE（コラソン / ドンキホーテ・ロシナンテ）

2016年
- コンクリート・レボルティオ〜超人幻想〜（鷲巣雄星）
- 斉木楠雄のΨ難（2016年 - 2018年、斉木熊五郎） - 2シリーズ
- 終末のイゼッタ（オットー）
- 昭和元禄落語心中（2016年 - 2017年、助六）
- ねこねこ日本史（2016年 - 2021年、ナレーション、黒子） - 5シリーズ
- ポケットモンスター XY&Z（ルイ）

2017年
- 龍の歯医者（悟堂ヨ世夫）
- 鬼平（又太郎）

2018年
- 蒼天の拳 REGENESIS（霞拳志郎） - 2シリーズ
- 魔法少女 俺（改造人間二剛 / 藤本二剛）
- レイトン ミステリー探偵社 〜カトリーのナゾトキファイル〜（2018年 - 2019年、エルシャール・レイトン）
- ポケットモンスター サン&ムーン（2018年 - 2019年、ディア）
- ひもてはうす（紐手いぶき / リビングの鎧）

2019年
- 新幹線変形ロボ シンカリオン（東スバル）
- KING OF PRISM -Shiny Seven Stars-（太刀花菊右衛門〈菊也〉）
- キャロル&チューズデイ（デスモンド）
- ちびまる子ちゃん（露天商のおじさん）
- ポケットモンスター（2019年 - 2022年、ミュウ）

2020年
- Bラッパーズ ストリート（プーケッツ神）
- 僕のヒーローアカデミア（2020年 - 2024年、ジェントル・クリミナル） - 2シリーズ
- もっと!まじめにふまじめ かいけつゾロリ（2020年 - 2022年、ゾロリ） - 3シリーズ
- ハクション大魔王2020（ハクション大魔王）
- LISTENERS リスナーズ（ケヴィン・ヴァレンタイン）

2021年
- いたずらぐまのグル〜ミ〜（グル〜ミ〜、ベビーグル〜ミ〜）
- MARS RED（山上徳一）

2022年
- BLEACH 千年血戦篇（キルゲ・オピー）
- ポプテピピック TVアニメーション作品第ニシリーズ（ポプ子、ピピ美、ヘルシェイク矢野 他〈第7話Bパート〉）
- アークナイツ（2022年 - 2025年、ウェイ・イェンウ） - 3シリーズ

2023年
- ポケットモンスター めざせポケモンマスター 特別編（ナレーター）
- ゴー!ゴー!びーくるずー（ガオにぃ）
- 鬼滅の刃 刀鍛冶の里編（憎珀天）
- マイホームヒーロー（志野）

2024年
- 異修羅（2024年 - 2025年、音斬りシャルク） - 2シリーズ
- 夜桜さんちの大作戦（夜桜百）
- らんま1/2 (2024)（呪泉郷ガイド、響良牙）

2025年
- 未ル わたしのみらい（ヨシムラ）
- LAZARUS ラザロ（スキナー）
- ユア・フォルマ（ナポロフ）
- 機動戦士Gundam GQuuuuuuX（ギレン・ザビ）
- TO BE HERO X（トラ）

### 劇場アニメ
1986年
- キャプテン翼 世界大決戦!! Jr.ワールドカップ（ビクトリーノ）

1987年
- ルパン三世 風魔一族の陰謀（警官B）

1988年
- エスパー魔美 星空のダンシングドール（男A）
- 機動戦士ガンダム 逆襲のシャア（ギュネイ・ガス）
- きまぐれオレンジ☆ロード あの日にかえりたい（講師）

1989年
- 宇宙皇子（釣）
- ヴイナス戦記（ジェフ）
- ギャラガ HYPER PSYCHIC GEO GARAGA（クロメンゴーヌ）
- 機動戦士SDガンダムの逆襲
- 機動戦士SDガンダム 嵐を呼ぶ学園祭（ランバ・ラル）
- SD戦国伝 暴終空城の章（武者斎胡頑駄無）
- それいけ!アンパンマン キラキラ星の涙（チーズ）
- ファイブスター物語（男B）
- 魔女の宅急便（おソノの亭主、警官）

1990年
- それいけ!アンパンマン ばいきんまんの逆襲（チーズ、かまめしどん）
- おむすびまん（たぬきおに）
- MAROKO 麿子（多々良伴内）
- 本気!（白銀本気〈2代目〉）

1991年
- 月光のピアス ユメミと銀のバラ騎士団（魔王子）
- それいけ!アンパンマン とべ! とべ! ちびごん（チーズ）
- それいけ!アンパンマン ドキンちゃんのドキドキカレンダー（チーズ）
- らんま1/2 中国寝崑崙大決戦! 掟やぶりの激闘篇!!（響良牙）

1992年
- サイレントメビウス2（相田那智）
- それいけ!アンパンマン つみき城のひみつ（チーズ、ガランガラ大臣）
- それいけ!アンパンマン アンパンマンとゆかいな仲間たち（チーズ）
- 走れメロス（メロス）
- らんま1/2 決戦桃幻郷! 花嫁を奪りもどせ!!（響良牙）

1993年
- 獣兵衛忍風帖（牙神獣兵衛）
- それいけ!アンパンマン 恐竜ノッシーの大冒険（チーズ）

1994年
- それいけ!アンパンマン リリカル☆マジカルまほうの学校（チーズ）
- それいけ!アンパンマン みんな集まれ! アンパンマンワールド（チーズ）
- ダークサイド・ブルース（炎血）
- らんま1/2 超無差別決戦! 乱馬チームVS伝説の鳳凰（良牙）

1995年
- GHOST IN THE SHELL / 攻殻機動隊（トグサ）
- それいけ!アンパンマン ゆうれい船をやっつけろ!!（チーズ）
- MEMORIES「彼女の想いで」（ミゲル）

1996年
- APO APOワールド ジャイアント馬場90分一本勝負（ジャイアント馬場）
- X －エックス－（有栖川空汰）
- それいけ!アンパンマン 空とぶ絵本とガラスの靴（チーズ、かまめしどん）
- それいけ!アンパンマン ばいきんまんと3ばいパンチ（チーズ、アカキンマン）

1997年
- 劇場版 キューティーハニーF（ロベルト）
- 新世紀エヴァンゲリオン劇場版 シト新生（加持リョウジ）
- 新世紀エヴァンゲリオン劇場版 Air/まごころを、君に（加持リョウジ）
- それいけ!アンパンマン 虹のピラミッド（チーズ、かまめしどん）
- それいけ!アンパンマン ぼくらはヒーロー（チーズ）

1998年
- 機動戦艦ナデシコ -The prince of darkness-（北辰）
- 銀河鉄道999 エターナル・ファンタジー（ハーロック、機関車C62）
- クレヨンしんちゃん 電撃!ブタのヒヅメ大作戦（バレル）
- 劇場版ポケットモンスター ミュウツーの逆襲（ミュウ）
- 新世紀エヴァンゲリオン DEATH(TRUE)2 / Air / まごころを、君に（加持リョウジ）
- それいけ!アンパンマン てのひらを太陽に（チーズ、カバ夫）
- それいけ!アンパンマン アンパンマンとおかしな仲間（チーズ）

1999年
- 劇場版ポケットモンスター 幻のポケモン ルギア爆誕（ルギア）
- ザ☆ドラえもんズ おかしなお菓子なオカシナナ?（ジェドーラ）
- それいけ!アンパンマン 勇気の花がひらくとき（チーズ、ピカール爺さん）
- それいけ!アンパンマン アンパンマンとたのしい仲間たち（チーズ、かまめしどん）

2000年
- アレクサンダー戦記劇場版（ダリウスIII世）
- 劇場版ポケットモンスター 結晶塔の帝王 ENTEI（デイビット）
- それいけ!アンパンマン 人魚姫のなみだ（チーズ、カバ夫）
- それいけ!アンパンマン やきそばパンマンとブラックサボテンマン（チーズ）

2001年
- VAMPIRE HUNTER D（マイエル＝リンク）
- カウボーイビバップ 天国の扉（スパイク）
- 劇場版ポケットモンスター セレビィ 時を超えた遭遇（ハンター）
- サクラ大戦 活動写真（ブレント・ファーロング）
- それいけ!アンパンマン ゴミラの星（チーズ、かまめしどん、カバ夫）

2002年
- 劇場版ポケットモンスター 水の都の護神 ラティアスとラティオス（ロッシ）
- 千年女優（鍵の君）
- それいけ!アンパンマン ロールとローラ うきぐも城のひみつ（チーズ、カバ夫）
- それいけ!アンパンマン 鉄火のマキちゃんと金のかまめしどん（チーズ、かまめしどん）

2003年
- 劇場版ポケットモンスター アドバンスジェネレーション 七夜の願い星 ジラーチ（バトラー）
- それいけ!アンパンマン ルビーの願い（チーズ、カバ夫）
- それいけ!アンパンマン 怪傑ナガネギマンとドレミ姫（チーズ）
- 東京ゴッドファーザーズ（タクシー運転手）

2004年
- イノセンス（トグサ）
- 劇場版ポケットモンスター アドバンスジェネレーション 裂空の訪問者 デオキシス（ロンド博士）
- それいけ!アンパンマン 夢猫の国のニャニイ（チーズ、カバ夫）
- それいけ!アンパンマン つきことしらたま〜ときめきダンシング〜（チーズ）

2005年
- あらしのよるに（バリー）
- 劇場版ポケットモンスター アドバンスジェネレーション ミュウと波導の勇者 ルカリオ（アーロン）
- それいけ!アンパンマン ハピーの大冒険（チーズ）
- それいけ!アンパンマン くろゆき姫とモテモテばいきんまん（チーズ）
- 名探偵コナン 水平線上の陰謀（日下ひろなり）

2006年
- アタゴオルは猫の森（ナゾノ・ヒデヨシ）
- 劇場版ポケットモンスター アドバンスジェネレーション ポケモンレンジャーと蒼海の王子 マナフィ（ジャッキー）
- それいけ!アンパンマン いのちの星のドーリィ（チーズ）
- それいけ!アンパンマン コキンちゃんとあおいなみだ（チーズ）
- 超劇場版ケロロ軍曹（ゾロリ）
- パプリカ（小山内守雄）
- まじめにふまじめ かいけつゾロリ なぞのお宝大さくせん（ゾロリ）

2007年
- 真救世主伝説 北斗の拳 ラオウ伝 激闘の章（ナレーション）
- EX MACHINA -エクスマキナ-（ブリアレオス・ヘカトンケイレス）
- 劇場版ポケットモンスター ダイヤモンド&パール ディアルガVSパルキアVSダークライ（アルベルト男爵）
- ストレンヂア 無皇刃譚（羅狼）
- それいけ!アンパンマン シャボン玉のプルン（チーズ）
- それいけ!アンパンマン ホラーマンとホラ・ホラコ（チーズ）

2008年
- 劇場版ポケットモンスター ダイヤモンド&パール ギラティナと氷空の花束 シェイミ（ムゲン）
- GHOST IN THE SHELL / 攻殻機動隊2.0（トグサ）
- それいけ!アンパンマン 妖精リンリンのひみつ（チーズ）
- それいけ!アンパンマン ヒヤヒヤヒヤリコとばぶ・ばぶばいきんまん（チーズ）
- HIGHLANDER ハイランダー 〜ディレクターズカット版〜（マルカス・オクタビウス）

2009年
- 宇宙戦艦ヤマト 復活篇（古代進）
- ヱヴァンゲリヲン新劇場版:破（加持リョウジ）
- クレヨンしんちゃん オタケベ!カスカベ野生王国（四膳守）
- 劇場版ポケットモンスター ダイヤモンド&パール アルセウス 超克の時空へ（ギシン）
- それいけ!アンパンマン だだんだんとふたごの星（チーズ）
- それいけ!アンパンマン ばいきんまんvsバイキンマン!?（チーズ）
- 劇場版 ヤッターマン 新ヤッターメカ大集合! オモチャの国で大決戦だコロン!（ヤッターメカ、ナレーション）
- よなよなペンギン（大天使）
- レイトン教授と永遠の歌姫（ピエール・スターバック）

2010年
- 劇場版 銀魂 新訳紅桜篇（吉田松陽、ワーさん、ナーさん）
- 劇場版ポケットモンスター ダイヤモンド&パール 幻影の覇者 ゾロアーク（グーン）
- それいけ!アンパンマン ブラックノーズと魔法の歌（チーズ）
- それいけ!アンパンマン はしれ!わくわくアンパンマングランプリ（チーズ）

2011年
- 劇場リミックス版 アップルシード XIII 〜遺言〜（ブリアレオス）
- 劇場リミックス版 アップルシード XIII 〜預言〜（ブリアレオス）
- 映画 プリキュアオールスターズDX3 未来にとどけ! 世界をつなぐ☆虹色の花（ブラックホール）
- 劇場版ポケットモンスター ベストウイッシュ ビクティニと黒き英雄 ゼクロム・白き英雄 レシラム（モーモント）
- それいけ!アンパンマン すくえ! ココリンと奇跡の星（チーズ）
- それいけ!アンパンマン うたって てあそび! アンパンマンともりのたから（チーズ）
- friends もののけ島のナキ（青鬼・グンジョー）

2012年
- それいけ!アンパンマン よみがえれ バナナ島（チーズ）
- それいけ!アンパンマン リズムでてあそび アンパンマンとふしぎなパラソル（チーズ）
- 映画 かいけつゾロリ だ・だ・だ・だいぼうけん!（ゾロリ、ゾロンド・ロン）
- 劇場版ポケットモンスター ベストウイッシュ キュレムVS聖剣士 ケルディオ（コバルオン）
- 映画ドラえもん のび太と奇跡の島 〜アニマル アドベンチャー〜（シャーマン）
- 放課後ミッドナイターズ（キュンストレーキ）
- マジック・ツリーハウス（パパ）
- ももへの手紙（カワ）

2013年
- 映画かいけつゾロリ まもるぜ!きょうりゅうのたまご（ゾロリ）
- 劇場版 銀魂 完結篇 万事屋よ永遠なれ（時間泥棒）
- 劇場版ポケットモンスター ベストウイッシュ 神速のゲノセクト ミュウツー覚醒（赤いゲノセクト）
- SHORT PEACE「九十九」（男）
- ドラゴンボールZ 神と神（ビルス）
- それいけ!アンパンマン とばせ! 希望のハンカチ（チーズ）
- それいけ!アンパンマン みんなでてあそび アンパンマンといたずらオバケ（チーズ）
- ルパン三世VS名探偵コナン THE MOVIE（銭形警部）

2014年
- 奇魂侍（斬児）
- 聖闘士星矢 Legend of Sanctuary（双子座のサガ）
- それいけ!アンパンマン りんごぼうやとみんなの願い（チーズ）
- それいけ!アンパンマン たのしくてあそび ママになったコキンちゃん!?（チーズ）
- ポケモン・ザ・ムービー XY 破壊の繭とディアンシー（ライオット）
- LUPIN THE IIIRD 次元大介の墓標（銭形警部）

2015年
- 映画かいけつゾロリ うちゅうの勇者たち（ゾロリ）
- それいけ!アンパンマン ミージャと魔法のランプ（チーズ）
- それいけ!アンパンマン リズムでうたおう!アンパンマン夏まつり（チーズ）
- ドラゴンボールZ 復活の「F」（ビルス）
- ポケモン・ザ・ムービーXY 光輪の超魔神 フーパ（フーパ〈ときはなたれしすがた〉）
- 夕やけだん団（コトブキ）

2016年
- KINGSGLAIVE FINAL FANTASY XV（タイタス・ドラットー）
- コードギアス 亡国のアキト  最終章「愛シキモノタチヘ」（シンの父、髑髏）
- それいけ!アンパンマン おもちゃの星のナンダとルンダ（チーズ）
- ポケモン・ザ・ムービーXY&Z ボルケニオンと機巧のマギアナ（ジャービス）
- モンスターストライク THE MOVIE（ゲノム）

2017年
- LUPIN THE IIIRD 血煙の石川五ェ門（銭形警部）
- 劇場版 ソードアート・オンライン -オーディナル・スケール-（茅場晶彦）
- KING OF PRISM -PRIDE the HERO-（太刀花菊右衛門）
- それいけ!アンパンマン ブルブルの宝探し大冒険!（チーズ）
- 劇場版ポケットモンスター キミにきめた!（マーシャドー）
- レゴニンジャゴー ザ・ムービー（ブラックガーマドン）
- 映画かいけつゾロリ ZZのひみつ（ゾロリ、ゾロンド・ロン）

2018年
- ニンジャバットマン（バットマン）
- それいけ!アンパンマン かがやけ!クルンといのちの星（チーズ）
- 劇場版ポケットモンスター みんなの物語（オリバー市長、ゼラオラ）
- 若おかみは小学生!（木瀬文太）
- モンスターストライク THE MOVIE ソラノカナタ（センジュ）
- 魔法少女リリカルなのは Detonation（フィル・マクスウェル〈所長〉）
- ドラゴンボール超 ブロリー（ビルス）

2019年
- 劇場版シティーハンター 〈新宿プライベート・アイズ〉（御国真司）
- それいけ!アンパンマン きらめけ!アイスの国のバニラ姫（チーズ）
- ミュウツーの逆襲 EVOLUTION（ミュウ）
- ドラゴンクエスト ユア・ストーリー（スラりん）
- 二ノ国（バルトン・ロッグス）
- ルパン三世 THE FIRST（銭形警部）
- 劇場版 新幹線変形ロボ シンカリオン 未来からきた神速のALFA-X（東スバル）

2020年
- KING OF PRISM ALL STARS -プリズムショー☆ベストテン-（太刀花菊右衛門）
- 映画 ねこねこ日本史 〜龍馬のはちゃめちゃタイムトラベルぜよ!〜（ヤッちゃん）
- 泣きたい私は猫をかぶる（猫店主）
- 劇場版BEM〜BECOME HUMAN〜（マンストール）
- モンスターストライク THE MOVIE ルシファー 絶望の夜明け（クインステラ）
- 君は彼方（ギーモン）
- 劇場版ポケットモンスター ココ（ゼッド）

2021年
- 銀魂 THE FINAL（吉田松陽 / 虚）
- シン・エヴァンゲリオン劇場版𝄇（加持リョウジ）
- 機動戦士ガンダム 閃光のハサウェイ（ハンドリー・ヨクサン）
- それいけ!アンパンマン ふわふわフワリーと雲の国（ジャムおじさん、チーズ）
- サイダーのように言葉が湧き上がる（フジヤマ、トム）
- 劇場版 ソードアート・オンライン -プログレッシブ- 星なき夜のアリア（茅場晶彦）
- EUREKA/交響詩篇エウレカセブン ハイエボリューション（デューイ・ノヴァク）
- 劇場版 呪術廻戦 0（ミゲル）

2022年
- DEEMO サクラノオト -あなたの奏でた音が、今も響く-（バレンスキー教授）
- ドラゴンボール超 スーパーヒーロー（ビルス）
- それいけ!アンパンマン ドロリンとバケ〜るカーニバル（ジャムおじさん、チーズ）
- 映画かいけつゾロリ ラララ♪スターたんじょう（ゾロリ）

2023年
- それいけ!アンパンマン ロボリィとぽかぽかプレゼント（ジャムおじさん、チーズ）

2024年
- BLOODY ESCAPE -地獄の逃走劇-（転法輪）
- それいけ!アンパンマン ばいきんまんとえほんのルルン（ジャムおじさん、チーズ）

2025年
- 映画しまじろう しまじろうとゆうきのうた（ゴリのすけ）
- LUPIN THE IIIRD THE MOVIE 不死身の血族（銭形警部）
- クレヨンしんちゃん 超華麗!灼熱のカスカベダンサーズ（カビール）

### OVA
1985年
- メガゾーン23（中川真二）

1987年
- ダーティペア（スヌーク）
- たいまんぶるうす 清水直人編（仁）
- バブルガムクライシス（ファーゴ）

1988年
- エースをねらえ!2
- ガイ -妖魔覚醒-（ガイ）
- 機甲猟兵メロウリンク（ボルフ）
- 恐怖のバイオ人間 最終教師（コンビニエンス店長）
- テンリトル ガルフォース（しょのらけんにち）
- 哭きの竜（平松）
- レイナ剣狼伝説（ヴェルト・ザルク）

1989年
- アッセンブル・インサート（部下参〈河森〉）
- ARIEL（1989年 - 1991年、デモノバ）
- 華星夜曲（男A）
- 寒月一凍悪霊斬り（カワラ版売り）
- 機動戦士SDガンダム MARK-III（武者精太頑駄無、武者仁宇頑駄、初代将頑駄無、新殺駆）
- 強殖装甲ガイバー（ゼルブブス）
- 虚無戦史MIROKU（服部半蔵）
- 御先祖様万々歳!（多々良伴内）
- 真魔神英雄伝ワタル 魔神山編（渡部クラマ）
- 青春夫婦物語 恋子の毎日（マツ）
- ザ・ボーグマン ラストバトル（カーチス・火鷹）
- 超獣機神ダンクーガ-白熱の終章-（アベル）
- 朱鷺色怪魔（雷雷）
- 風魔の小次郎（琳彪）
- ぶっちぎり（桐山大介）
- MIDNIGHT EYE ゴクウ（検死官）
- メガゾーン23 PARTIII（シオン）
- 燃える!お兄さん（ダック・ニコルソン）

1990年
- ガッデム（轟源）
- ゴルゴ13（サム・シャイアン）
- サムとチップのはちゃめちゃ大レース（ダチョノスケ）
- 超音戦士ボーグマン LOVERS RAIN（サンダー）
- THE八犬伝（犬山道節）
- しあわせのかたち（こいつ）
- 魔神英雄伝ワタル 創界山英雄伝説（渡部クラマ）
- CBキャラ 永井豪ワールド（1990年 - 1991年、あしゅら男爵〈男〉）
- NINETEEN 19（川原和也）
- ライトニングトラップ レイナ&ライカ（ザリック）
- らんま1/2 熱闘歌合戦（響良牙 / Pちゃん、呪泉郷ガイド）

1991年
- くまのおいしゃさん
- サムライダー（マサオ）
- 帝都物語（鳴滝順一）
- 天空戦記シュラト 創世への暗闘（龍王リョウマ）
- DETONATORオーガン（真道トモル、オーガン）
- 人魚の森（湧太）
- 夢枕獏 とわいらいと劇場〜夢蜉蝣〜（壬生）

1992年
- 愛物語 9 Love Stories 「時間よ止まれ」（昇一）
- OZ（オーティス・ネイト）
- ガイ SECOND TARGET -黄金の女神編-（ガイ）
- グリーンレジェンド乱（チミン）
- ハード&ルーズ 〜私立探偵・土岐正造トラブル・ノート〜（田代）
- 宝島メモリアル 夕凪と呼ばれた男（ジム・ホーキンズ）
- 東京BABYLON A SAVE FOR TOKYO CITY STORY（山川刑事）

1993年
- 雲界の迷宮ZEGUY（土方歳三）
- お江戸はねむれない!（菊之助）
- THE 八犬伝 〜新章〜（犬山道節）
- 魔神英雄伝ワタル 終わりなき時の物語（1993年 - 1994年、渡部クラマ）
- 超音戦士ボーグマン2 -新世紀2058-（妖魔使いマスター）
- 超時空世紀オーガス02（マニング）
- どチンピラ（海藤仁）
- 人魚の傷（湧太）
- 妖世紀水滸伝（羽村良）
- らんま1/2 シャンプー豹変! 反転宝珠の禍（響良牙）
- らんま1/2 天道家 すくらんぶるクリスマス（響良牙 / Pちゃん）

1994年
- おたくの星座（男）
- 銀河英雄伝説（ブルーノ・フォン・シルヴァーベルヒ）
- Compiler（五十嵐那智）
- 七都市物語 〜北極海戦線〜（アルマリック・アスヴァール）
- 爆炎CAMPUSガードレス（地龍、ナレーション）
- 水木しげるの妖怪画談（語り）
- 幽幻怪社（狩野功蔵）
- らんま1/2 学園に吹く嵐! アダルトチェンジひな子先生（響良牙）
- らんま1/2 道を継ぐ者（響良牙 / Pちゃん）
- らんま1/2 SPECIAL（響良牙 / Pちゃん）
- ワイルド7（八百）

1995年
- アイドル防衛隊ハミングバード（矢島）
- 真・女神転生 東京黙示録（久鬼武彦）
- 秘境探検ファム&イーリー（ミゲル）
- 妖精姫レーン（宝田ゴウ）
- らんま1/2 SUPER（響良牙 / Pちゃん）

1996年
- 覚悟のススメ（葉隠覚悟）
- シャーマニックプリンセス（華月）
- 特務戦隊シャインズマン（山寺省吾 / シャインズマングレー）

1997年
- 貯金戦士キャッシュマン（キャッシュマン / チャパット）
- ヴァンパイアハンター The Animated Series（ザベル＝ザロック）
- フォトン（パパチャアリーノ・ナナダン）

1998年
- 火聖旅団 ダナサイト999.9（ハーロック）
- クイーン・エメラルダス（大山トチロー）
- ジオブリーダーズ（入江）
- バトルアスリーテス大運動会（キャスター）

1999年
- 最遊記（沙悟浄）
- 太陽の船 ソルビアンカ（サンチョ）
- ハーロック・サーガ ニーベルングの指環〜ラインの黄金〜（ハーロック / 大山トチロー）

2003年
- ハートカクテルアゲイン

2006年
- 攻殻機動隊 STAND ALONE COMPLEX Solid State Society（トグサ）

2007年
- シルバニアファミリー（くるみリスお父さん）
- 茄子 スーツケースの渡り鳥（ジャン・ルイージ・チョッチ）

2010年
- らんま1/2 悪夢!春眠香（響良牙）

2011年
- 戦場のヴァルキュリア3 誰がための銃瘡（ダハウ）

2012年
- ルパン三世 Master File（ナレーション）

2017年
- 宇宙戦艦ヤマト2202 愛の戦士たち（デスラー）※ODS作品

2018年
- ルパン三世 ルパンは今も燃えているか?（銭形警部）

### Webアニメ
2000年代
- 幕末機関説 いろはにほへと（2006年、坂本龍馬）
- めぐみ（2008年、横田滋）
- ヤッターマン×トウシバ（2009年、ナレーション、ヤッターメカ関連、おだてブタ等のコクピットメカ）

2010年代
- 日本アニメ（ーター）見本市（2014年 - 2016年）
- 彼岸島X（2017年、宮本明 他）

2020年代
- スーパードラゴンボールヒーローズ 宇宙創成編プロモーションアニメ（2020年、ビルス）
- 攻殻機動隊 SAC 2045（2020年 - 2022年、トグサ） - 2シリーズ
- 魔神英雄伝ワタル 七魂の龍神丸（2020年、渡部クラマ）
- エデン（2021年、ゼロ）
- 範馬刃牙（2021年、リップ、トゥース、タング）
- もっと!まじめにふまじめ かいけつゾロリ ゾロリのへや（2022年、ゾロリ）
- かいけつゾロリと水のおひめさま（2022年、ゾロリ）
- ルパン三世VSキャッツ・アイ（2023年、銭形警部）
- Fate/Grand Order 藤丸立香はわからない（2023年、項羽）
- 名探偵ピカチュウ 〜華麗なるモーニングルーティン〜（2023年、ピカチュウ）
- PLUTO（2023年、ノース2号）
- 世界の終わりに柴犬と（吹き替え企画） - （2023年、ハルさん）
- ヤクザと目つきの悪い女刑事の話（せか柴コラボアニメ） - （2023年、轟蛍一〈ハルさん〉）
- LUPIN THE IIIRD 銭形と2人のルパン（2025年、銭形警部）

### ゲーム
1990年
- らんま1/2 シリーズ（1990年 - 1996年、響良牙 / Pちゃん、呪泉郷ガイド） - 9作品

1992年
- 改造町人シュビビンマン3 -異界のプリンセス-（太助）
- デトネイター・オーガン（真道トモル / オーガン）

1993年
- 天外魔境 風雲カブキ伝（満月のウンギエ、モースフィール祭司）

1994年
- エメラルドドラゴン（ヤマン）※PCエンジン版
- 3×3EYES 〜三只眼變成〜（サーレス）※PCエンジン版

1995年
- ロゴスパニック ごあいさつ

1996年
- 新スーパーロボット大戦（ギュネイ・ガス）
- ワルキューレの伝説 外伝 ローザの冒険（ナレーション、ムラム・スメ、サンザーA・B・C）

1997年
- OUTLIVE Be Eliminate Yesterday（アイ＝ノーデンス）
- BSイーハトーヴォ物語
- エイブ・ア・ゴーゴー（エイブ）
- 覚悟のススメ（覚悟）
- がんばれゴエモン〜ネオ桃山幕府のおどり〜
- 新世紀エヴァンゲリオン 鋼鉄のガールフレンド（加持リョウジ）
- テイルズ オブ デスティニー（ジョニー・シデン、バティスタ・ディエゴ）
- 天外魔境 第四の黙示録（火門、狂楽のスカルビート）

1998年
- SDガンダム GGENERATION（1998年 - 2025年、マスター・P・レイヤー、ジョッシュ・オフショー、ギュネイ・ガス） - 14作品
- カウボーイビバップ（スパイク・スピーゲル）
- ストリートファイターZERO3（コーディー、バイソン）
- 機動戦士ガンダム ギレンの野望 ジオンの系譜（マスター・P・レイヤー）
- GUNばれ!ゲーム天国（ポーク）
- ジャーニーマン・プロジェクト3 レガシー・オブ・タイム（アーサー）
- 私立ジャスティス学園 LEGION OF HEROES（風間醍醐） - PlayStation版追加キャラクター
- 新世紀エヴァンゲリオン エヴァと愉快な仲間たち（加持リョウジ）
- 双界儀（我舞要）
- ブレイヴフェンサー 武蔵伝（エド、ヤクイニック国王）

1999年
- 宇宙戦艦ヤマト 遥かなる星イスカンダル（古代進）
- おはスタ やまちゃん&レイモンド
- たまごDEパズル（ゲーム実況）※バズーカ山寺名義
- 私立ジャスティス学園 熱血青春日記2（風間醍醐）
- 新世紀エヴァンゲリオン（加持リョウジ）※NINTENDO 64版
- スーパーロボット大戦コンプリートボックス（ギュネイ・ガス）
- 大乱闘スマッシュブラザーズシリーズ（1999年 - 2018年、ミュウ、マーシャドー） - 6作品
- トロンにコブン（シタッパー）

2000年
- ゲイルガンナー（グレイブ・アクセル）
- コスモウォーリアー零（ヤング・ハーロック、グレートサムライ・トチロー）
- さらば宇宙戦艦ヤマト 愛の戦士たち（古代進、ミー君）
- おはスタ Dance Dance Revolution
- カプコン バーサス エス・エヌ・ケイ ミレニアムファイト 2000（マイク・バイソン）
- CARRIER（ジャック・イーグルフェザー）
- スーパーロボット大戦α（ギュネイ・ガス）
- pop'n music DISNEY TUNES（ドナルドダック）

2001年
- アドベンチャーオブ東京ディズニーシー 〜失われた宝石の秘密（ジーニー、セバスチャン）
- カプコン バーサス エス・エヌ・ケイ ミレニアムファイト 2000 PRO（マイク・バイソン）
- CAPCOM VS. SNK 2 MILLIONAIRE FIGHTING 2001（マイク・バイソン）
- 機甲兵団 J-PHOENIX（グレンリーダー）
- スーパーロボット大戦α for Dreamcast（ギュネイ・ガス）
- 松本零士999 〜Story of Galaxy Express 999〜（トチロー）

2002年
- 機動戦士ガンダム ギレンの野望 ジオン独立戦争記（リド・ウォルフ）
- 機動戦士ガンダム戦記 Lost War Chronicles（ユウ・カジマ、マスター・P・レイヤー）
- 機甲兵団 J-PHOENIX バーストタクティス（グレンリーダー）
- キングダム ハーツ（ドナルドダック、ジーニー、セバスチャン、ビースト、ムーシュー）
- GetBackers -奪還屋-〜奪われた無限城〜（筧十兵衛）
- スーパーロボット大戦IMPACT（ギュネイ・ガス、宇門大介 / デューク・フリード、アベル）
- ゼノサーガ エピソードI［力への意志］（ガイナン・クーカイ、アルベド・ピアソラ）
- Disney Sports：Soccer（ドナルドダック）
- ディズニーのマジカルパーク（ドナルドダック）
- テイルズ オブ ザ ワールド なりきりダンジョン2
- ハリー・ポッターと秘密の部屋（ギルデロイ・ロックハート）

2003年
- 機動戦士ガンダム めぐりあい宇宙（ユウ・カジマ）
- SUNRISE WORLD WAR Fromサンライズ英雄譚（スパイク、ギュネイ、クラマ）
- 新世紀エヴァンゲリオン2（加持リョウジ）
- 第2次スーパーロボット大戦α（ギュネイ・ガス）
- ドラッグオンドラグーン（レオナール）
- 武刃街（雷震龍〈レイ・ジェンロン〉）

2004年
- 宇宙戦艦ヤマト イスカンダルへの追憶（古代進、大山歳郎、ミーくん）
- かいけつゾロリ めざせ!いたずらキング（ゾロリ）
- キングダム ハーツ チェイン オブ メモリーズ（ドナルドダック、ジーニー、ビースト）
- 攻殻機動隊 STAND ALONE COMPLEX（トグサ）
- スーパーロボット大戦MX（宇門大介 / デューク・フリード、北辰）
- ゼノサーガ フリークス（ガイナン・クーカイ、アルベド・ピアソラ）
- ゼノサーガ エピソードII［善悪の彼岸］（ガイナン・クーカイ、アルベド・ピアソラ）

2005年
- 宇宙戦艦ヤマト 暗黒星団帝国の逆襲（古代進、大山歳郎、ミーくん）
- 宇宙戦艦ヤマト 二重銀河の崩壊（古代進、大山歳郎、ミーくん）
- カウボーイビバップ 追憶の夜曲（スパイク・スピーゲル）
- キングダム ハーツII（ドナルドダック、ジーニー、セバスチャン、ビースト、ムーシュー、スティッチ）
- 攻殻機動隊 STAND ALONE COMPLEX -狩人の領域-（トグサ）
- スーパーロボット大戦MX ポータブル（宇門大介 / デューク・フリード、北辰）
- テイルズ オブ ザ ワールド なりきりダンジョン3
- ローグギャラクシー（砂漠の爪 / ミゼル）

2006年
- 機動戦士ガンダム クライマックスU.C.（ギュネイ・ガス）
- 新世紀エヴァンゲリオン 鋼鉄のガールフレンド 特別編（加持リョウジ）
- 新世紀エヴァンゲリオン2 造られしセカイ -another cases-（加持リョウジ）
- シークレット オブ エヴァンゲリオン（加持リョウジ）
- ゼノサーガI・II（ガイナン・クーカイ、アルベド・ピアソラ）
- ゼノサーガ エピソードIII［ツァラトゥストラはかく語りき］（ガイナン・クーカイ、アルベド・ピアソラ）
- テイルズ オブ デスティニー（ジョニー・シデン）※PlayStation 2リメイク版

2007年
- ああっ女神さまっ（トルバドール）
- Another Century's Episode 3 THE FINAL（北辰、ギュネイ・ガス）
- キングダム ハーツ Re:チェイン オブ メモリーズ（ドナルドダック、ジーニー、ビースト、ムーシュー）
- 名探偵エヴァンゲリオン（加持リョウジ）
- シークレット オブ エヴァンゲリオン ポータブル（加持リョウジ）
- ドラゴンクエストソード 仮面の女王と鏡の塔（ジェイム）
- BINGO PARTY PIRATES（司会）
- ファイナルファンタジーIV（カイン・ハイウインド）※ニンテンドーDS版
- マリオカート アーケードグランプリ2（実況アナウンサー）

2008年
- ガンダム無双2（ギュネイ・ガス）
- スーパーロボット大戦A PORTABLE（宇門大介 / デューク・フリード）
- スーパーロボット大戦Z（宇門大介 / デューク・フリード）
- ヤッターマンDS ビックリドッキリ大作戦だコロン（ヤッターワン、おだてブタ、ナレーション）
- ヤッターマンDS2 ビックリドッキリアニマル大冒険（ヤッターワン、ヤッターペリカン、おだてブタ、ナレーション）

2009年
- Wiiの間（一部番組のナレーション）
- キングダム ハーツ 358/2 Days（ドナルドダック）
- キングダム ハーツ コーデッド（ドナルドダック）
- BLEACH DS 4th: フレイムブリンガー（緋願花）

2010年
- アンパンマン にこにこパーティ（めいけんチーズ、かまめしどん、アオキンマン）
- キングダム ハーツ Re:コーデッド（ドナルドダック）
- キングダム ハーツ バース バイ スリープ（ドナルドダック、ジャック、試作品626号〈スティッチ〉）
- ザ・サード バースデイ（カイル・マディガン）
- 龍が如く4 伝説を継ぐもの（秋山駿）

2011年
- イナズマイレブン ストライカーズ（2011年 - 2012年、音村楽也） - 3作品
- キャサリン（ヴィンセント・ブルックス）
- 戦場のヴァルキュリア3（ダハウ）
- TERA - The Exiled Realm of Arborea（エルリオン・クベル）
- ディシディア デュオデシム ファイナルファンタジー（カイン・ハイウインド）
- FRONTIER GATE（フォルカー）
- みんなのGOLF 6（アクセル）
- 龍が如く OF THE END（秋山駿）

2012年
- キングダム ハーツ 3D ［ドリーム ドロップ ディスタンス］（ドナルドダック）
- ドラえもん のび太と奇跡の島 〜アニマル アドベンチャー〜3DS（シャーマン）
- バイナリー ドメイン（ダン・マーシャル、秋山駿）
- 龍が如く5 夢、叶えし者（秋山駿）

2013年
- キングダム ハーツ HD 1.5 リミックス（ドナルドダック、ジーニー、セバスチャン、ビースト、ムーシュー）
- 真・ガンダム無双（ギュネイ・ガス）
- The Last of Us（ジョエル）
- ドラゴンボールヒーローズ（2013年 - 2017年、ビルス） - 5作品
- ボーイフレンド（仮）（高村英嗣）

2014年
- 機動戦士ガンダム サイドストーリーズ（マスター・P・レイヤー）
- キングダム ハーツ HD 2.5 リミックス（ドナルドダック、セバスチャン、ビースト、ジーニー、ムーシュー、スティッチ/試作品626号、ジャック）
- コアマスターズ（ロードカムイ）
- 神撃のバハムート（ポルトス）
- スーパーヒーロージェネレーション（ヤクト・ドーガ）
- ソニック&オールスターレーシング トランスフォームド（ラルフ）
- 第3次スーパーロボット大戦Z 時獄篇 / 天獄篇（2014年 - 2015年、ギュネイ・ガス、加持リョウジ） - 2作品
- FREEDOM WARS フリーダムウォーズ（サイモン）
- MURDERED 魂の呼ぶ声（ロナン・オコナー）
- 龍が如く 維新!（新堀松輔 / 桂小五郎）
- レゴ ムービー ザ・ゲーム（バットマン、おしごと大王）

2015年
- ドラゴンボール ゼノバース（ビルス）
- ドラゴンボールZ 超究極武闘伝（ビルス）
- ドラゴンズドグマ オンライン（レオ）
- 機動戦士ガンダム エクストリームバーサス（2015年 - 2016年、ギュネイ・ガス） - 2作品

2016年
- League of Legends（ザック）
- 夢王国と眠れる100人の王子様（ビッキー）
- ヴァルキリーアナトミア -ジ・オリジン-（オーディン）
- 討鬼伝2（時継）
- ドラゴンボールフュージョンズ（ビルス）
- ドラゴンボール ゼノバース2（ビルス）
- ファイナルファンタジーXV（タイタス・ドラットー）
- 龍が如く6 命の詩。（秋山駿）
- ONE PIECE トレジャークルーズ（コラソン / ドンキホーテ・ロシナンテ）
- モンスターストライク（2016年 - 2022年、ゲノム、アカシャ、センジュ、加持リョウジ、クインステラ、吉田松陽 / 虚、ドナルドダック、ミゲル）

2017年
- キングダム ハーツ HD 2.8 ファイナル チャプター プロローグ（ドナルド）
- ニューダンガンロンパV3 みんなのコロシアイ新学期（モノダム、モノスケ、モノタロウ、モノファニー、モノキッド）
- スーパーロボット大戦V（北辰、アベルト・デスラー）
- 無双☆スターズ（時継）
- ガンダムバーサス（ギュネイ・ガス、マスター・ピース・レイヤー）
- レゴニンジャゴー ムービー ザ・ゲーム（ブラックガーマドン）

2018年
- ディシディア ファイナルファンタジー NT（カイン・ハイウインド）
- 銀魂乱舞（吉田松陽 / 虚）
- ドラゴンボール ファイターズ（ビルス）
- グランブルーファンタジー（メタトロン）
- 北斗が如く（ナレーション）
- スーパーロボット大戦X（渡部クラマ）
- 斉木楠雄のΨ難 妄想暴走 Ψキックバトル（斉木熊五郎）
- ファンタジーライフ オンライン
- 機動戦士ガンダム エクストリームバーサス2（2018年 - 2025年、ギュネイ・ガス） - 4作品
- 龍が如く ONLINE（秋山駿）
- Fate/Grand Order（項羽）
- √Letter ルートレター Last Answer（中村貴之〈マックス〉）

2019年
- HUNTER×HUNTER グリードアドベンチャー（シルバ＝ゾルディック）
- キングダム ハーツIII（ドナルドダック）
- キャサリン・フルボディ（ヴィンセント・ブルックス）
- 白猫プロジェクト（ケンセイ・ライゴウ）
- スーパーロボット大戦T（ギュネイ・ガス、スパイク・スピーゲル、北辰、大山トチロー）
- スーパーロボット大戦X-Ω（2019年 - 2020年、デューク・フリード、北辰）
- ワンダーグラビティ 〜ピノと重力使い〜（レノン）
- スーパードラゴンボールヒーローズ ワールドミッション（ビルス）
- スーパーロボット大戦DD（2019年 - 2025年、ギュネイ・ガス、デューク・フリード、北辰、シャマン）

2020年
- ドラゴンボールZ カカロット（ビルス）
- テイルズ オブ ザ レイズ（ジョニー）
- The Last of Us Part II（ジョエル・ミラー）
- キングダム ハーツ メロディ オブ メモリー（ドナルドダック）
- 北斗の拳 LEGENDS ReVIVE（2020年 - 2024年、霞拳志郎）

2021年
- 共闘ことばRPG コトダマン（2021年 - 2023年、シルバ＝ゾルディック、虚、加持リョウジ、ミゲル、半天狗）
- MARS RED 〜彼ハ誰時ノ詩〜（山上徳一）
- 機動戦隊アイアンサーガ（スパイク・スピーゲル）
- SINoALICE -シノアリス-（バットマン）
- 機動戦士ガンダム U.C. ENGAGE（2021年 - 2025年、ギュネイ・ガス）

2022年
- ワンダーランズ 〜タイニー・ティナと魔法の世界〜（キャプテン・バレンタイン）
- 妖怪ウォッチ ぷにぷに（響良牙、加持リョウジ）
- コードギアス Genesic Re;CODE（シュナイゼル・エル・ブリタニア）
- SDガンダム バトルアライアンス（ギュネイ・ガス）
- 機動戦士ガンダム アーセナルベース（ギュネイ・ガス）
- コードギアス 反逆のルルーシュ ロストストーリーズ（2022年 - 2023年、シュナイゼル・エル・ブリタニア〈2代目〉）
- 僕のヒーローアカデミア ULTRA IMPACT（ジェントル・クリミナル）

2023年
- ONE PIECE ODYSSEY（ドンキホーテ・ロシナンテ）
- 龍が如く 維新！ 極（新堀松輔）
- 帰ってきた 名探偵ピカチュウ（ピカチュウ / ハリー・グッドマン）
- 人生ゲーム for Nintendo Switch（ハラン・バンジョー）
- マブラヴ：ディメンションズ（トグサ）

2024年
- 金色のガッシュベル!! 永遠の絆の仲間たち（ナゾナゾ博士）
- 龍が如く8（秋山駿）
- グランブルーファンタジー リリンク（ガランツァ）
- ファイナルファンタジーVII リバース（ディオ）
- ドラゴンボール Sparking! ZERO（ビルス）

2025年
- 鬼滅の刃 ヒノカミ血風譚2（憎珀天）

2026年
- MARVEL：TOKON FIGHTING SOULS（スターロード）

### ドラマCD
- ああっ女神さまっ 特典王＋（トルバドール[149]）
- アリソンとリリア ドラマCDI 〜アリソンとヴィル Another Story〜（カー・ベネディクト）
  - アリソンとリリア ドラマCDII 〜リリアとトレイズ Another Story〜
- イズミ幻戦記（如月士郎）
- X CHARACTER FILE1 YUZURIHA & SORATA（有栖川空汰）
- 王都妖奇譚シリーズ（藤原将之）
  - 王都妖奇譚
  - 王都妖奇譚〜妖星〜（前編）
  - 王都妖奇譚〜妖星〜（後編）
- 風色の組曲〜第二楽章〜シリーズ（天地王じん）
  - 風色の組曲〜第二楽章〜春の声
  - 風色の組曲〜第二楽章〜仔象の行進
  - 風色の組曲〜第二楽章〜大地の声
- ガイア・ギア（メッサー・メット）
- 黒いチューリップ（Dr.八巻）
  - 黒いチューリップ 恋の奴隷試写会！（Dr.八巻）
- キャッ党忍伝てやんでえ 猫座第一回公演（カラ丸、河馬バカ之進）
- 原獣文書（村上静馬）
- 恋の診察室（黒沼竜一）
  - 恋の診察室 2〜診療時間〜（黒沼竜一）
- COMBINATION（羽柴茂光）
  - COMBINATION
  - COMBINATION F(A/U)N BOOK SPECIAL CD EDITION
- 最遊記 ドラマCD（沙悟浄）
  - 最遊記1
  - 最遊記2
  - 最遊記オリジナル・サウンドトラック〈ドラマ編〉
- サクヤ×アヤセシリーズ 標的（アヤセ）※カセット
- THE八犬伝オリジナルサウンドトラック（〈ドラマ編〉犬山道節）
  - THE八犬伝〜新章〜八犬士の超こわ〜〜いはなし
- しあわせのかたち 水晶の滑鼠（コイツ）
  - しあわせのかたち 番外編
- 幸せはこんなカタチでやってくる（堤圭司）
- JANE（ラシード・C・ジャクス）
  - JANE〜オフェリアナイト〜
  - UNOFFICIAL MISSION 2
- stigma（ストーク）
- 西洋骨董洋菓子店（橘圭一郎）
- ゼノサーガOUTER FILE（ガイナン・クーカイ）
- 超音戦士ボーグマン A Midsummer Night's Dream（ダスト・ジード、サンダー）
- テイルズ オブ デスティニーシリーズ （ジョニー・シデン）
  - Tales of Destiny 地上編 Vol.2（1998年12月19日、MACM-1027）
  - Tales of Destiny 地上編 Vol.3（1999年1月23日、MACM-1028）
  - Tales of Destiny 天上編 Vol.3（1999年8月28日、MACM-1048）
  - テイルズ オブ デスティニー PROUST-FORGOTTEN CHRONICLE（1999年12月22日、MACM-1092）
- CDドラマ 天外魔境(1) 風雲カブキ伝 アメリケン異聞 凱旋公開！カブキ伝顛末記（満月のウンギエ）
- 天空戦記シュラトシリーズ（龍王リョウマ）
  - 天空戦記シュラト 天山瞑楽
  - 天空戦記シュラト異聞 上海小夜曲（陸軍第十三軍司令部付将校・リョウマ、ナレーション）
  - 天空戦記シュラト SOUL LOVERS ONLY!
  - 天空戦記シュラト 八部衆 THE WORLD
  - 天空戦記シュラト Celestial warrious Battle for GENESIS
- デトネイター・オーガン（トモル）
- トーキョー・ガーディアン・イメージアルバム（嘉数建城）
- 特務戦隊シャインズマン（山寺省吾）
- 20面相におねがい!!シリーズ（明智茂貴）
  - 20面相におねがい!! SHINING STAR[149]
  - 20面相におねがい!! 恋ほど素敵なミュージカルはない
- ピエールと魔法の杖（ナレーション）
- 不帰の迷宮-THE GREAT MAZE OF OVERKILL（ココ）
- 不思議の国の少年アリス（狼男）
- ブルボンの封印（アドリアン・モーリス）
- 星へ行く船（山仲真吾）※カセット文庫
- 冒険ラジオムービー1 アフリカのダイヤモンド（円城寺達馬）
  - 冒険ラジオムービー2 天空回廊 カトマンドウ（円城寺達馬）
  - 冒険ラジオムービー3 はるかなるインカ 太陽と月の伝説（円城寺達馬）
- 僕のロミオ・僕のジュリエット（Aジ）※カセット文庫
- 魔神英雄伝ワタルシリーズ
  - 魔神英雄伝ワタル（渡部クラマ）※カセット
  - 魔神英雄伝ワタル2（渡部クラマ）※カセット
  - 魔神英雄伝ワタル4 CDシネマ2「小さな恋の海火子」（渡部クラマ）
  - 魔神英雄伝ワタル4 CDシネマ4「ワタル&クラマ オン ステージ」（渡部クラマ、ワシントン、怪盗マスカドーレ、安城カズキ、赤鼻の金蔵、茶店の親父 他）
  - 魔神英雄伝ワタル4 CDシネマ5「創界山パラダイス」（渡部クラマ）
- ミュウツーの誕生（ミュウ）
- もう一人のマリオネット（神真之）
- モンスターメーカー ドラマCD 魔剣デスデリバーを探せ!（マリオン）
- テレビ東京アニメ キャプテン翼 / 世界大決戦！Jr.ワールドカップ オリジナル・サウンドトラック（1986年）（〈ドラマ編〉ラモン・ビクトリーノ）
- 妖精姫レーン（宝田ゴウ）
- 流星皇子TOMMY（流星皇帝DADDY、ずっぽん導師）
- わちふぃーるど物語〜ダヤンのおいしい夢 イメージ・アルバム（バク）
- 白魔の惑星 ※カセット文庫
- 紅伝説（風王早手）
- 天翔凰・輪廻転生篇シリーズ（幸村直人〈晃月〉）
  - 天翔凰・輪廻転生篇1「再会」
  - 天翔凰・輪廻転生篇2「宿命」
  - 天翔凰・輪廻転生篇3「回帰」
- 聖痕者ユウ 薔薇のストレンジャー（祭貴優）※カセットブック
- カルとブラの大冒険 夢みる帝司に御用心（ディアブラリィ）※カセットブック
- フォトン「のドラマその1」（パパチャアリーノ・ナナダン）
  - フォトン「のドラマその2」
- 機動戦艦ナデシコ 特別篇 -The prince of darkness- / Special Episode（北辰）
- モスラ '61（クラーク・ネルソン）
- ろくでなしBLUES（前田太尊）※CDブック

### ラジオドラマ
- エメラルドドラゴン（ヤマン）（文化放送）
- OZ（オーティス・ネイト少尉）（1993年2月15日、NHKFM 青春アドベンチャー）
- X キャラクターファイル（有栖川空汰）（TBSラジオ ミッドナイト☆あすかちゃんねる）
- キル・ゾーン（エイゼン）（ニッポン放送「カフェ・デ・ゲルゲ」）
- AKB48の"わたしたちの物語"（2010年8月14日、NHKFM、脚本：北阪昌人）
- あさひるばん ビギニング（阪元雷蔵〈監督〉）（文化放送）[364]

### 朗読CD
- やさしく聞ける日本の名作
  - 虞美人草（夏目漱石）
  - 屁のやうな歌（金子光晴）
  - 家（島崎藤村）
  - 人間失格（太宰治）
  - 山の音（川端康成）
  - 富嶽百景（太宰治）
  - 春と修羅（宮沢賢治）
- 名作を読もう
  - 三四郎（夏目漱石）
  - セロひきのゴーシュ（宮沢賢治）

### 吹き替え

#### 担当俳優
アダム・サンドラー
- チャックとラリー おかしな偽装結婚!?（チャック・ルヴィーン）
- モンスター・ホテル（ドラキュラ）
  - モンスター・ホテル2（ドラキュラ）
  - モンスター・ホテル クルーズ船の恋は危険がいっぱい?!（ドラキュラ）

イドリス・エルバ
- キャッツ（マキャヴィティ）
- ザ・スーサイド・スクワッド “極”悪党、集結（ロバート・デュボア / ブラッドスポート）
- ワイルド・スピード/スーパーコンボ（ブリクストン）

ヴァル・キルマー
- アット・ファースト・サイトあなたが見えなくても（バージル）
- ドアーズ（ジム・モリソン）
- トップ・シークレット（ニック・リバース）※テレビ朝日版

ウィル・スミス（本人公認）
- アイ・アム・レジェンド（ロバート・ネビル）※テレビ朝日版
- アイ,ロボット（デル・スプーナー）※ソフト版
- アラジン（ジーニー）
- Undawn（トレイ・ジョーンズ）
- インデペンデンス・デイ（スティーブン・ヒラー大尉）※ソフト版、テレビ朝日版（日本語吹替完全版Blu-rayBOX収録）
- 奇跡の星（本人）※全20回、NHK版
- ジェミニマン（ジュニア）

ウィル・フェレル
- 奥さまは魔女（ジャック）
- おさるのジョージ/Curious George（テッド〈黄色い帽子のおじさん〉）
- 俺たちステップ・ブラザース -義兄弟-（ブレナン・ハフ）
- 主人公は僕だった（ハロルド・クリック）
- タラデガ・ナイト オーバルの狼（リッキー・ボビー）
- メガマインド（メガマインド）
- LEGO® ムービー（おしごと大王）
  - レゴ® ムービー2（おしごと社長）

ウェズリー・スナイプス
- ザ・ファン（ボビー・レイバーン）※ソフト版
- ニュー・ジャック・シティ（ニーノ・ブラウン）※ソフト版
- ハード・プレイ（ビリー）
- パッセンジャー57（ジョン・カッター）※ソフト版
- メジャーリーグ（ウィリー・メイズ・ヘイズ）※日本テレビ版
- マネートレイン（ジョン）※機内上映版
- ライジング・サン（ウェップ・スミス）

ウディ・ハレルソン
- ハンガー・ゲームシリーズ（ヘイミッチ・アバーナシー）
  - ハンガー・ゲーム
  - ハンガー・ゲーム2
  - ハンガー・ゲーム FINAL: レジスタンス
  - ハンガー・ゲーム FINAL: レボリューション

- マネートレイン（チャーリー）※フジテレビ版

エディ・マーフィ
- アイ・スパイ（ケリー・ロビンソン）
- ゴールデン・チャイルド（チャンドラー・ジャレル）※テレビ朝日版、配信版
- サッポロビール ビーンズコーヒー CM（本人）
- ザ・ピックアップ 〜恋の強盗大作戦〜（ラッセル・ピアース）
- ジャックはしゃべれま1,000（ジャック・マッコール）
- シュレックシリーズ（ドンキー）
  - シュレック
  - シュレック2
  - シュレック3
  - シュレック フォーエバー
  - シュレック 泥んこコレクション
  - シュレックの愉快なクリスマス

- ショウタイム（トレイ・セラーズ）※テレビ朝日版
- 大逆転（ビリー・バレンタイン）※テレビ朝日版
- チャーリーと14人のキッズ（チャーリー・ヒントン）
- ドクター・ドリトル（ジョン・ドリトル）※日本テレビ版
  - ドクター・ドリトル2（ジョン・ドリトル）※テレビ朝日版

- トランスフォーマー/ロストエイジ（バンブルビーのラジオから流れるエディ・マーフィの声）
- ドリームガールズ（ジェームス・“サンダー”・アーリー）
- ナッティ・プロフェッサー クランプ教授の場合（シャーマン・クランプ、バディ・ラヴ、クランプ家の面々）※日本テレビ版
  - ナッティ・プロフェッサー2 クランプ家の面々（シャーマン・クランプ、バディ・ラヴ、クランプ家の面々）※フジテレビ版

- ネゴシエーター（スコット・ローパー）※ソフト版、テレビ朝日版
- ハーレム・ナイト（クイック）※ソフト版
- ビバリーヒルズ・コップシリーズ（アクセル・フォーリー）
  - ビバリーヒルズ・コップ ※配信版
  - ビバリーヒルズ・コップ2 ※テレビ朝日版、配信版
  - ビバリーヒルズ・コップ3 ※テレビ朝日版
  - ビバリーヒルズ・コップ: アクセル・フォーリー

- ブーメラン（マーカス）※ソフト版
- ペントハウス（スライド）
- ホーンテッドマンション（ジム・エヴァース）
- 星の王子 ニューヨークへ行く（アキーム王子）※日本テレビ版
  - 星の王子 ニューヨークへ行く2（アキーム王子 他）

- ホワイトハウス狂騒曲（トーマス・ジェファーソン・ジョンソン）※ソフト版、日本テレビ版
- マッド・ファット・ワイフ（ノービット・ライス、ラスプーシャ・ラティモア、Mr.ウォン）
- ムーラン（ムーシュー）
- ルディ・レイ・ムーア（ルディ・レイ・ムーア）
- ユー・ピープル 〜僕らはこんなに違うけど〜（アクバー・モハメド）
- 48時間（レジー・ハモンド）※日本テレビ版、テレビ朝日版、配信版
  - 48時間PART2/帰って来たふたり（レジー・ハモンド）※ソフト版、日本テレビ版、テレビ朝日版

キアヌ・リーブス
- スピード（ジャック・トラヴェン）※ソフト版
- 雲の中で散歩（ポール・サットン）
- チェーン・リアクション（エディ・カサリビッチ）※ソフト版
- DC がんばれ!スーパーペット（バットマン）

クリス・タッカー
- AIR/エア（ハワード・ホワイト）
- ビリー・リンの永遠の一日（アルバート）
- フィフス・エレメント（ルビー・ロッド）※VHS・DVD版、日本テレビ版
- ラッシュアワーシリーズ（ジェームズ・カーター）
  - ラッシュアワー※ソフト版
  - ラッシュアワー2
  - ラッシュアワー3

- ランナウェイ（フランクリン・ハチェット）

クリス・プラット
- ジュラシック・ワールド（オーウェン・グレイディ）※ザ・シネマ版
  - ジュラシック・ワールド/炎の王国
  - ジュラシック・ワールド/新たなる支配者

- ターミナル・リスト（ジェームズ・リース）
- トゥモロー・ウォー（ダン・フォレスター）
- マーベル・シネマティック・ユニバース（ピーター・クイル / スター・ロード）
  - ガーディアンズ・オブ・ギャラクシー
  - ガーディアンズ・オブ・ギャラクシー:リミックス
  - アベンジャーズ/インフィニティ・ウォー
  - アベンジャーズ/エンドゲーム
  - ソー:ラブ&サンダー
  - ガーディアンズ・オブ・ギャラクシー ホリデー・スペシャル
  - ガーディアンズ・オブ・ギャラクシー:VOLUME 3

クリストファー・ロイド
- 全米捜索!バック・トゥ・ザ・フューチャー（本人）
- バック・トゥ・ザ・フューチャーシリーズ（ドク）※BSジャパン版、日本テレビ版
  - バック・トゥ・ザ・フューチャー
  - バック・トゥ・ザ・フューチャー PART2
  - バック・トゥ・ザ・フューチャー PART3

ゲイリー・オールドマン
- 蜘蛛女（ジャック・グリマルディ）※テレビ朝日版
- 告発（ミルトン・グレン）
- フィフス・エレメント（ゾーグ）※VHS・DVD版、Blu-ray版
- レオン（ノーマン・スタンスフィールド）※Blu-ray版

ジム・キャリー
- イエスマン “YES”は人生のパスワード（カール・アレン）
- エース・ベンチュラ（エース・ベンチュラ）※スターチャンネル版
- キック・アス/ジャスティス・フォーエバー（サル・バートリーニ / スターズ・アンド・ストライプス大佐）
- グリンチ（グリンチ）※ソフト版、NHK版
- ジム・キャリーはMr.ダマー（ロイド・クリスマス）
  - 帰ってきたMr.ダマー バカMAX!

- ジム・キャリーinロングウェイ・ホーム（ティム・カーター）※VHS版
- ソニック・ザ・ムービー（ドクター・ロボトニック）
  - ソニック・ザ・ムービー/ソニック VS ナックルズ（ドクター・ロボトニック）
  - ソニック×シャドウ TOKYO MISSION（ドクター・ロボトニック、ジェラルド・ロボトニック）

- 空飛ぶペンギン（トム・ポッパー）
- Disney's クリスマス・キャロル（スクルージ）
- ディック&ジェーン 復讐は最高!（ディック・ハーパー）
- ナンバー23（ウォルター・スパロウ）
- ブルース・オールマイティ（ブルース・ノーラン）
- マスク（スタンリー・イプキス）※ソフト版、日本テレビ版、機内上映版1
- マン・オン・ザ・ムーン（アンディ・カウフマン）
- ライアー ライアー（フレッチャー・リード）※VHS・旧DVD版
- レモニー・スニケットの世にも不幸せな物語（オラフ公爵）

ジャン＝クロード・ヴァン・ダム
- ヴァン・ダム IN コヨーテ（エディ・ロマックス）※テレビ東京版
- エクスペンダブルズ2（ジャン・ヴィラン）
- サドン・デス（ダレン・マッコード）※テレビ朝日版
- タイムコップ（マックス・ウォーカー）※テレビ朝日版
- ダブル・インパクト（チャド / アレックス）※テレビ朝日版（iTunes Storeで配信）
- ダブルチーム（ジャック・クィン）※テレビ朝日版
- ノック・オフ（マーカス・レイ）※テレビ東京版
- ボディ・ターゲット（サム）※テレビ朝日版
- マキシマム・リスク（アラン・モロー / ミカエル・スヴァロフ）※テレビ朝日版
- ユニバーサル・ソルジャー（ルーク・デブロー）※テレビ朝日版
- レジョネア 戦場の狼たち（アラン・ルフェーブル）※テレビ東京版
- レプリカント（レプリカント / ギャレット）※テレビ東京版

ジョン・トラボルタ
- ベイビー・トークシリーズ（ジェームズ）※日本テレビ版
  - ベイビー・トーク
  - リトル★ダイナマイツ/ベイビー・トークTOO

- ヘアスプレー（エドナ・ターンブラッド）

ジョン・ハム
- グッド・オーメンズ（ガブリエル）
- ビトウィーン・トゥ・ファーンズ: ザ・ムービー（本人）
- ベイルート（メイソン・スカイルズ）
- ホテル・エルロワイヤル（ララミー）
- MAD MEN（ドン・ドレイパー）
- ヤング・ドクター（シニア・ドクター）

スティーヴ・ブシェミ
- スパイキッズ2 失われた夢の島（ロメロ）
  - スパイキッズ3-D:ゲームオーバー（ロメロ）

- シャーロットのおくりもの（ネズミのテンプルトン）
- ボス・ベイビー（フランシス・フランシス）※劇場公開版

チャウ・シンチー
- カンフーハッスル（シン）
- 少林サッカー（シン）※日本公開版、インターナショナル版
- ミラクル7号（ティー）
- 西遊記2 〜妖怪の逆襲〜（映画館の清掃員）

チャーリー・シーン
- ウォール街（バド・フォックス）※テレビ朝日版
- キング・オブ・ハーレー（ダン・サンソン）※VHS版
- 三銃士（アラミス）※ソフト版
- 処刑ライダー（ジェイク）※テレビ朝日版（DVD収録）
- ターミナル・ベロシティ（ディッチ・ブロディ）※ソフト版
- プレッシャー/壊れた男（ライル・ワイルダー）※VHS版
- ホット・ショット（トッパー・ハーレー）※ソフト版
  - ホット・ショット2（トッパー・ハーレー）※ソフト版

- ルーキー（デヴィッド・アッカーマン）※TBS版

チャーリー・チャップリン
- チャップリンの午前一時（酔っ払い）※スター・チャンネル版
- チャップリンの消防士（消防士）※スター・チャンネル版
- チャップリンの冒険（脱獄囚）※スター・チャンネル版
- 独裁者（独裁者ヒンケル、ユダヤ人の床屋）※Blu-ray版

デンゼル・ワシントン
- 青いドレスの女（エゼキエル・“イージー”・ローリンス）
- ザ・ハリケーン（ルービン・カーター）※日本テレビ版
- クリムゾン・タイド（ロン・ハンター少佐）※日本テレビ版
- 遠い夜明け（スティーヴ・ビコ）※日本テレビ版
- マルコムX（マルコムX）

トニー・レオン
- ハード・ボイルド 新・男たちの挽歌（トニー）※ソフト版
- レッドクリフ PartI（周瑜）
  - レッドクリフ Part II -未来への最終決戦-（周瑜）

トム・クルーズ
- オースティン・パワーズ ゴールドメンバー
- ザ・エージェント（ジェリー・マグワイア）※ソフト版
- 7月4日に生まれて（ロン・コーヴィック）※テレビ朝日版
- マグノリア（フランク・T・J・マッキー）
- レインマン（チャーリー・バビット）※TBS版

トム・ハンクス
- アポロ13（ジム・ラヴェル）※日本テレビ版
- おはスタ（本人）※ボイスオーバー
- グリーンマイル（ポール・エッジコム）※バラエティ番組にてワンシーンのみ
- すべてをあなたに（ミスター・ホワイト）
- 続・ボラット 栄光ナル国家だったカザフスタンのためのアメリカ貢ぎ物計画（本人）
- ターナー&フーチ/すてきな相棒（スコット・ターナー）※TBS版
- トイ・ストーリー（ウッディ・プライド）※初回収録版
- フォレスト・ガンプ/一期一会（フォレスト・ガンプ）※日本テレビ版
- プライベート・ライアン（ジョン・H・ミラー大尉）※テレビ朝日版
- メイフィールドの怪人たち（レイ・ピーターソン）※テレビ朝日版
- めぐり逢えたら（サム・ボールドウィン）※ソフト版

ピーター・ディンクレイジ
- アングリーバード（マイティ・イーグル）
  - アングリーバード2

- ウィキッド ふたりの魔女（ディラモンド教授）

ブラッド・ピット
- 悪の法則（ウェストリー）
- アド・アストラ（ロイ・マクブライド）
- イングロリアス・バスターズ（アルド・レイン中尉）
- カリフォルニア（アーリー・グレイス）
- ザ・メキシカン（ジェリー・ウェルバック）※ソフト版
- ジャッキー・コーガン（ジャッキー・コーガン）
- 白い帽子の女（ローランド）
- スパイ・ゲーム（トム・ビショップ）※ソフト版
- セブン・イヤーズ・イン・チベット（ハインリヒ・ハラー）※ソフト版
- トロイ（アキレウス）※テレビ朝日版
- ファイト・クラブ（タイラー・ダーデン）※ソフト版
- ベンジャミン・バトン 数奇な人生（ベンジャミン・バトン）
- Mr.&Mrs. スミス（ジョン・スミス）※ソフト版、テレビ朝日版

マーティン・ショート
- キャプテン・ロン（マーティン・ハーヴェイ）
- トレジャー・プラネット（ベン）
- ピュア・ラック（ユジーン・プロクター）
- マーダーズ・イン・ビルディング（オリバー）

マーティン・ローレンス
- ナショナル・セキュリティ（アール）
- バッドボーイズシリーズ（マーカス・バーネット）
  - バッドボーイズ ※ソフト版
  - バッドボーイズ2バッド ※ソフト版
  - バッドボーイズ フォー・ライフ
  - バッドボーイズ RIDE OR DIE

マイク・マイヤーズ
- ウェインズ・ワールド（ウェイン・キャンベル）
  - ウェインズ・ワールド2（ウェイン・キャンベル）

- オースティン・パワーズ シリーズ（オースティン・パワーズ / Dr.イーブル / ファット・バスタード / ゴールド・メンバー）
  - オースティン・パワーズ
  - オースティン・パワーズ:デラックス
  - オースティン・パワーズ ゴールドメンバー

マイケル・キートン
- ガン・ホー（ハント・スティーブンソン）※フジテレビ版
- ザ・フラッシュ（ブルース・ウェイン / バットマン）
- ジャッキー・ブラウン（レイ・ニコレット）
- バットマン（ブルース・ウェイン / バットマン）※テレビ朝日版・WOWOW追加録音部分
  - バットマン・リターンズ（ブルース・ウェイン / バットマン）※テレビ朝日版

- ビートルジュース ビートルジュース（ビートルジュース）
- ファウンダー ハンバーガー帝国のヒミツ（レイ・クロック）※BSテレ東版
- マイ・ライフ（ボブ・ジョーンズ）※日本テレビ版

マイケル・J・フォックス
- ガッテン!（本人）※ボイスオーバー
- ドク・ハリウッド（ベン・ストーン）※ソフト版
- バック・トゥ・ザ・フューチャーシリーズ（マーティ・マクフライ）※ソフト版
  - バック・トゥ・ザ・フューチャー
  - バック・トゥ・ザ・フューチャー PART2
  - バック・トゥ・ザ・フューチャー PART3

- ハード・ウェイ（ニック・ラング）※ソフト版
- 摩天楼はバラ色に（ブラントリー・フォスター / カールトン・ウィットフィールド）※TBS版
- ライフwithマイキー（マイキー）

マシュー・モディーン
- ハード・リボルバー 堕ちた恋人たち（ヘンリー）※ビデオ版
- パシフィック・ハイツ（ドイレク・グッドマン）※ビデオ版
- メンフィス・ベル（デニス・ディアボーン大尉）※ビデオ版

マット・ディロン
- 最高の恋人（ガス）
- ビューティフル・ガールズ（ウィリー）
- レベル・反逆者 ※TV版

フィリップ・ラショー
- シティーコップ 余命30日?!のヒーロー（トニー）
- シティーハンター THE MOVIE 史上最香のミッション（ニッキー・ラーソン）
- バッドマン 史上最低のスーパーヒーロー（セドリック・ドゥジモン / バッドマン）

メル・ギブソン
- 陰謀のセオリー（ジェリー・フレッチャー）※テレビ朝日版
- フォーエヴァー・ヤング 時を超えた告白（ダニエル）※テレビ朝日版
- ブレイブ・ハート（ウィリアム・ウォレス）※テレビ朝日版
- マッドマックス2（マックス・ロカタンスキー）※テレビ朝日版（BD収録）

ロビン・ウィリアムズ
- アラジン（ジーニー）
  - アラジン完結編 盗賊王の伝説（ジーニー）
  - ワンス・アポン・ア・スタジオ -100年の思い出-（ジーニー）

- ジャック（ジャック）※ソフト版
- ハッピー フィート2 踊るペンギンレスキュー隊（ラモン / ラブレイス）
- ファーザーズ・デイ（デイル・パトリー）
- フラバー（フィリップ・ブレイナード）
- ミセス・ダウト（ダニエル・ヒラード）※ソフト版、テレビ朝日版
- ロボッツ（フェンダー）

#### 映画
- アイアンマン（ジェームズ・“ローディ”・ローズ〈テレンス・ハワード〉）※テレビ朝日版
  - アイアンマン2（ジェームズ・“ローディ”・ローズ / ウォーマシン〈ドン・チードル〉[408]）※テレビ朝日版
- 愛の選択（ビクター〈キャンベル・スコット〉[149][409][410]）
- アヴァロン（スタンナ〈バルトウォミエイ・シフィデルスキ〉）
- アラビアのロレンス（トーマス・エドワード・ロレンス〈ピーター・オトゥール〉）※テレビ東京版
- 暗黒英雄伝（ヨーク〈アンディ・ラウ〉）
- アストロ・コップ/地球クライシス2050（ジョー・ブロディ〈マイケル・パレ〉）※VHS版
- アンタッチャブル（エリオット・ネス〈ケヴィン・コスナー〉）※テレビ朝日版
- アンブレイカブル（イライジャ・プライス〈サミュエル・L・ジャクソン〉）※テレビ東京版
- イースターラビットのキャンディ工場（イービー〈ラッセル・ブランド〉）
- いまを生きる（ノックス・オーバーストリート〈ジョシュ・チャールズ〉）※ソフト版
- INSIDE インサイド（マーティ・ストレイドム〈エリック・ストルツ〉）
- ヴァージニア（アレックス〈ジュリアン・サンズ〉）※テレビ東京版
- ウエスト・サイド物語（ベルナルド〈ジョージ・チャキリス〉）※TBS新版
- 海の上のピアニスト（ダニー・ブードマン〈ビル・ナン〉[411]）※BD版
- エア★アメリカ（ビリー・コヴィントン〈ロバート・ダウニー・Jr〉）※日本テレビ版
- エベレスト 3D（スコット・フィッシャー〈ジェイク・ジレンホール〉[412]）
- エボリューション（ハリー〈オーランド・ジョーンズ〉）※日本テレビ版
- オーバー・ザ・トップ（リンカーン・ホーク〈シルヴェスター・スタローン〉）※機内上映版
- 鬼ママを殺せ（レスター〈ブランフォード・マルサリス〉）※機内上映版
- キスへのプレリュード（ピーター〈アレック・ボールドウィン〉[149]）※VHS版
- キャット・ピープル（オリヴァー・イェーツ〈ジョン・ハード〉）※テレビ朝日版
- ギャング（マイケル・ラスカー〈ブライアン・ベンベン〉）※フジテレビ版
- キングピン/ストライクへの道（イシュマエル〈ランディ・クエイド〉）※VHS版
- 空海-KU-KAI- 美しき王妃の謎（瓜翁〈チェン・タイシェン〉[413]）
- グラディエーターII 英雄を呼ぶ声（アカシウス〈ペドロ・パスカル〉[414]）
- グリーン・ホーネット（ブリット・リード / グリーン・ホーネット〈セス・ローゲン〉）
- グリーンマイル（パーシー・ウェットモア〈ダグ・ハッチソン〉）※フジテレビ版
- クリエイター（ヴィンセント・スパーノ）※日本テレビ版
- グリフターズ/詐欺師たち（ロイ・ディロン〈ジョン・キューザック〉）※VHS版
- グレイストーク -類人猿の王者- ターザンの伝説（ターザン / ジョン・クレイトン〈クリストファー・ランバート〉）※TBS版
- グレムリン（ロッキン・リッキー・リアルトの声）※フジテレビ版
- グレムリン2 新・種・誕・生（ダニエル・クランプ〈ジョン・グローヴァー〉[149]）※ソフト版
- クローサー（ラリー〈クライヴ・オーウェン〉）
- ゴースト・イン・ザ・シェル（トグサ〈チン・ハン〉）[415]
- ゴーリキー・パーク
- 荒野の七人（ヴィン〈スティーヴ・マックイーン〉）※スター・チャンネル版
- ゴッドファーザー・サガ（マイケル・コルレオーネ〈アル・パチーノ〉）※テレビ東京版
- ゴッドファーザー PART III※機内上映版
- コップ・ベイビー（クロモフ警部 / おっさんベイビー〈セルゲイ・ガルマッシュ〉）
- 殺しのナイフ ジャック・ザ・リッパー（リック〈ジェームズ・スペイダー〉[149]）※テレビ東京版
- コンクリート・ウォー（ジョン・ロンバルディ〈ボビー・ディ・シッコ〉）
- コンフェッション（チャック・バリス〈サム・ロックウェル〉）
- 13デイズ（ジョン・F・ケネディ〈ブルース・グリーンウッド〉）※テレビ朝日版
- 西遊記 〜はじまりのはじまり〜（孫悟空〈ホアン・ボー〉[416]）
  - 西遊記2 〜妖怪の逆襲〜（孫悟空〈ケニー・リン〉[417]）
- ザ・エージェント（ロッド・ティドウェル〈キューバ・グッディングJr.〉）※日本テレビ版
- ザ・フライ2 二世誕生（マーティン・ブランドル〈エリック・ストルツ〉）※ソフト版
- ザ・フラッシュ/超音速のSF新ヒーロー誕生!（バリー・アレン / フラッシュ〈ジョン・ウェズリー・シップ〉）※テレビ朝日版
  - ザ・フラッシュ2/超音速のSFヒーローに謎の怪人が逆襲（バリー・アレン / フラッシュ〈ジョン・ウェズリー・シップ〉）※テレビ朝日版
- ザ・ロック（スタンリー・グッドスピード〈ニコラス・ケイジ〉）※テレビ朝日版
- 幸せの向う側（ジャック・ソーンダース〈ジョン・ハード〉）
- シェーン（シェーン〈アラン・ラッド〉[418]）※スター・チャンネル版
- シェイクダウン（ローランド・ダルトン〈ピーター・ウェラー〉※テレビ朝日版
- ジェイコブズ・ラダー（ジェイコブ・シンガー〈ティム・ロビンス〉）※ソフト版
- 地獄のヒットターゲット（フランク・デサルボ〈レオ・ロッシ〉[149]）
- シャークボーイ&マグマガール 3-D（エレクトリシダッド先生、エレキ魔王、氷の女王の父、トッポロ、アイスマン〈ジョージ・ロペス〉）
- シャイン（デビッド・ヘルフゴット〈ジェフリー・ラッシュ〉）
- ジャッジメント/推定有罪（ボビー〈ブレンダン・フレイザー〉[149]）
- ジャンヌ・ダルク（シャルル7世〈ジョン・マルコヴィッチ〉）※日本テレビ版
- 10人の泥棒たち（マカオ・パク〈キム・ユンソク〉）
- スーパーマンⅣ 最強の敵
- スター・ウォーズ エピソード5/帝国の逆襲（ハン・ソロ〈ハリソン・フォード〉）※テレビ朝日版
- スタートレックIII ミスター・スポックを探せ!（デビッド・マーカス博士〈メリット・バトリック〉）※日本テレビ
- スティング（ジョニー・フッカー〈ロバート・レッドフォード〉）※テレビ朝日版
- 素晴らしき日（ジャック・テイラー〈ジョージ・クルーニー〉）※ソフト版
- スペース・ジャム（マイケル・ジョーダン）
- スマーフ（ガーガメル〈ハンク・アザリア〉）
- スマーフ2 アイドル救出大作戦!（ガーガメル〈ハンク・アザリア〉）
- スリーサム（スチュアート〈スティーヴン・ボールドウィン〉）
- スリーメン&リトルレディ（マイケル〈スティーヴ・グッテンバーグ〉[149]）※ソフト版
- 青春の輝き（デヴィッド・グリーン〈ブレンダン・フレイザー〉）
- ソラリス（クリス・ケルヴィン〈ジョージ・クルーニー〉）
- ダーク・ハーフ（サッド・ボーモント / ジョージ・スターク〈ティモシー・ハットン〉）
- ターザン ニューヨークへ行く（ターザン〈ジョー・ララ〉[149]）
- タイタニック（キャルドン・ホックリー〈ビリー・ゼイン〉[419]） VHS・DVD版
- ダイ・ハード（アーガイル〈デヴロー・ホワイト〉、フリッツ）※機内上映版
- 007 消されたライセンス（ジェームズ・ボンド〈ティモシー・ダルトン〉）※テレビ朝日版
- 小さい魔女とワルプルギスの夜（カラスのアブラクサス[420]）
- チャーリー（チャーリー・チャップリン〈ロバート・ダウニー・Jr〉）
- TINA ティナ（アイク・ターナー〈ローレンス・フィッシュバーン〉）
- テロリスト・ゲーム2/危険な標的（マイケル・グラハム〈ピアース・ブロスナン〉）※VHS・旧DVD版
- 天使とデート（ジム・サンダース〈マイケル・E・ナイト〉[149]）※TBS版
- 天地創造（3人の天使たち〈ピーター・オトゥール〉）※テレビ朝日版
- トータル・フィアーズ（ジャック・ライアン〈ベン・アフレック〉）※フジテレビ版
- トゥルー・ロマンス（クラレンス・ウォリー〈クリスチャン・スレーター〉）※日本テレビ版、テレビ東京版
- ドッジボール（ホワイト・グッドマン〈ベン・スティラー〉）
- トッツィー（マイケル・ドーシー / ドロシー・マイケルズ〈ダスティン・ホフマン〉）※ソフト版
- ナイトアイズ 危険な肉体（ウィル〈アンドリュー・スティーヴンス〉）※テレビ東京版
- バーニーズ あぶない！？ウィークエンド（ラリー・ウィルソン〈アンドリュー・マッカーシー〉）
- バタリアン2（トム〈ダナ・アシュブルック〉）※日本テレビ版
- バック・イン・ザ・USSR（アーチャー〈フランク・ホエーリー〉）※VHS版
- バックマン家の人々（ネイサン〈リック・モラニス〉）※VHS版
- 800万の死にざま（エンジェル〈アンディ・ガルシア〉※TBS版
- パラダイス・アーミー（エルモ〈ジャッジ・ラインホルド〉）※フジテレビ版
- パルプ・フィクション（ブッチ・クリッジ〈ブルース・ウィリス〉）
- ヴァン・ヘルシング（ヴァン・ヘルシング〈ヒュー・ジャックマン〉）※テレビ朝日版
- ヒー・セッド・シー・セッド（ダン〈ケヴィン・ベーコン〉）
- ピクセル（宇宙人マックス〈マット・フリューワー〉）
- ビッグ・ガン（トニー・アルゼンタ〈アラン・ドロン〉）※2014年新録版
- ビバリーヒルズ・コップ（デトロイトの警官など端役）※テレビ朝日版
- 評決のとき（ジェイク・ブリガンス〈マシュー・マコノヒー〉）※ソフト版
- ファイティング・キッズ（ショートカット）
- ファミリー
- フィッシャー・キング（キャバレー・シンガー〈マイケル・ジェッター〉）
- フィラデルフィア・エクスペリメント（デビッド〈マイケル・パレ〉[149]）※テレビ朝日版
- フェラーリ（エンツォ・フェラーリ〈アダム・ドライバー〉[421]）
- プリティ・ウーマン（エドワード・ルイス〈リチャード・ギア〉[422]）※テレビ朝日版
- ブルーベルベット（ジェフリー・ボーモント〈カイル・マクラクラン〉）※テレビ東京版
- ブルドッグ（ショーン・ヴェッター〈ヴィン・ディーゼル〉）※テレビ東京版
- ブルワース（ブルワース〈ウォーレン・ベイティ〉）
- ブロンド・ターゲット 美人検事VS戦慄の殺人コップ（レミー〈デニス・クエイド〉）※テレビ東京版
- ペット・セマタリー（パスコー〈ブラッド・クリーンフィスト〉）※ソフト版
- ヘブンズ・プリズナー（デイヴ・ロビショー〈アレック・ボールドウィン〉）※VHS版
- ホーム・アローン2（マーヴ・マーチャント〈ダニエル・スターン〉）※テレビ朝日版
- 暴走特急（トラヴィス・デイン〈エリック・ボゴシアン〉）※ソフト版
- ボウリング・フォー・コロンバイン（マイケル・ムーア）※テレビ東京版
- 星の王子 ニューヨークへ行く（セミ〈アーセニオ・ホール〉[149]）※ソフト版
- ボラット 栄光ナル国家カザフスタンのためのアメリカ文化学習（ボラット〈サシャ・バロン・コーエン〉）
  - 続・ボラット 栄光ナル国家だったカザフスタンのためのアメリカ貢ぎ物計画
- ボニー&クライド（クライド・バロー〈ダナ・アシュブロック〉）
- ボンバー・ライダーズ（グレイディ・ウェストフォール〈ジョン・ステイモス〉）
- マイ・フレンド・フランケン（ジェイ〈クリストファー・バーンズ〉）
- マイ・ブルー・ヘブン（バーニー・クーパースミス〈リック・モラニス〉）
- マインクラフト/ザ・ムービー（スティーブ〈ジャック・ブラック〉[423]）
- マペットのクリスマス・キャロル（カーミット、サム、ピーター、ビーカー 他）
- マペットの宝島（カーミット、サム）
- ミスティック・ピザ（チャールズ〈アダム・ストーク〉）
- 未知との遭遇（ロイ・ニアリー〈リチャード・ドレイファス〉）※テレビ朝日新版
- ミュータント・ニンジャ・タートルズ2（レオナルド）※劇場公開版
- 名探偵ピカチュウ（2019年、ミュウツー[424]）
- メタル・ブルー（バリョネフ少佐〈マーク・イヴァニル〉[149]）
- メリー・ポピンズ（バート、ミスター・ドース・シニア/歌と台詞〈どちらもディック・ヴァン・ダイク〉）※ソフト版
- ヤングガン2（ビリー・ザ・キッド〈エミリオ・エステベス〉）※VHS版
- ヤング・シャーロック/ピラミッドの謎（シャーロック・ホームズ〈ニコラス・ロウ〉）※フジテレビ版
- U-571（アンドリュー・タイラー大尉〈マシュー・マコノヒー〉）※テレビ朝日新版
- ライフ・イズ・ビューティフル（グイド〈ロベルト・ベニーニ〉）※テレビ朝日版
- ラスト・ボーイスカウト（ジミー・ディックス〈デイモン・ウェイアンズ〉）※ソフト版
- ランド・オブ・ザ・デッド（アンカー）
- リービング・ラスベガス（ベン・サンダーソン〈ニコラス・ケイジ〉）
- リバー・ランズ・スルー・イット（ノーマン・マクリーン〈クレイグ・シェイファー〉）
- リロ&スティッチ（スティッチ[425]）
- ルームメイト（サム〈スティーヴン・ウェバー〉）※ソフト版
- レーシング・ストライプス（ノーラン〈ブルース・グリーンウッド〉）※ソフト版
- レザボア・ドッグス（DJ K-ビリー〈スティーブン・ライト〉）
- レディ・プレイヤー1（オグデン・モロー〈サイモン・ペッグ〉[426]）
- 恋愛専科（トロイ・ドナヒュー）※テレビ東京版
- ロード・オブ・ザ・リングシリーズ（エオメル〈カール・アーバン〉）
  - ロード・オブ・ザ・リング/二つの塔
  - ロード・オブ・ザ・リング/王の帰還
- ローマの休日（マリオ・デラーニ〈パオロ・カルリーニ〉）※ソフト版
- ロケッティア（クリフ・シーコード〈ビル・キャンベル〉[149]）※ソフト版
- ロジャー・ラビット（ロジャー・ラビット[149]、ドナルドダック）※ソフト版、機内版
  - おなかが大変!
  - ローラー・コースター・ラビット
  - キャンプは楽しい
- ROCK YOU!（ジェフリー・チョーサー〈ポール・ベタニー〉）※日本テレビ版
- ワンス・アポン・ア・タイム・イン・アメリカ（ジミー〈トリート・ウィリアムス〉）※VHS版

#### ドラマ
- 悪魔の嵐（マイケル〈ティモシー・デイリー〉）
- アボンリーへの道 第4シーズン 11話「行方不明のジョナサン」（ジェラルド・ヤング〈ジョナサン・レイブンハースト・ブラックウェル〉）
- アリーmyラブ
  - 第3シーズン12話（デニス）
  - 第5シーズン18話〜（ウィルソン・ジェイド）
- インディ・ジョーンズ/若き日の大冒険（T・E・ロレンス〈ジョセフ・ベネット〉）
- 宇宙船レッド・ドワーフ号（キャット〈ダニー・ジョン＝ジュールス〉）
- ウルトラマンG（ロイド・ワイルダー副隊長〈リック・アダムス〉）
- うわさの刑事テキーラとボネッティ 12話「ヤダネー 2枚目は!」（チャド・ライデール〈ジョン・ディアクーノ〉[149]）
- カウボーイビバップ（スパイク・スピーゲル〈ジョン・チョー〉[427]）
- ザ・ギャング （マイケル・ラスカー〈ブライアン・ベンベン〉）
- ザ・ケープ 漆黒のヒーロー（ヴィンス・ファラデー〈デヴィッド・ライオンズ〉）
- THE LAST OF US（ジョエル〈ペドロ・パスカル〉[428]）
- 新・刑事コロンボ 殺人講義（クーパー・レッドマン〈ゲイリー・ハーシュバーガー〉）
- 新・弁護士ペリー・メイスン（クリス・フルマー[149]）
- スーパーフォース（ザック・ストーン / スーパーフォース〈ケン・オーラント〉）
- セサミストリート: 世界の国からハッピーニューイヤー（グローバー、フーフリック、オスカーのパパ、ボブ〈ボブ・マグラス〉）※スペシャル版
- ダークエンジェル（ローガン〈マイケル・ウェザリー〉）※テレビ朝日版
- タイムマシーンにお願い 第1シーズン 8話「改造車でぶっとばせ！！」（ボブ〈ケビン・ブレア〉[149]）
- 超音速ヒーロー ザ・フラッシュ（バリー・アレン / フラッシュ〈ジョン・ウェズリー・シップ〉[149]）※日本テレビ版
- ハウス・オブ・カード 野望の階段（ギャレット・ウォーカー〈ミシェル・ギル〉）
- バンド・オブ・ブラザース（ルイス・ニクソン大尉〈ロン・リビングストン〉）
- ブラインドスポット タトゥーの女（カート・ウェラー〈サリバン・ステイプルトン〉）
- フルハウス（ジョーイ・グラッドストーン〈デイブ・クーリエ〉[149]）
  - フラーハウス
- 北京バイオリン（阿輝〔アフェイ〕）
- ボニーとクライド（クライド〈ダナアシュ・ブロック〉）TV映画
- マイ・フレンド・フランケン（VHS版） ※TV映画
- マックス・ヘッドルーム（マックス・ヘッドルーム〈マット・フリューワー〉）
- ミッキーマウス60周年記念（ドナルドダック、ロジャー・ラビット）

#### アニメ
- アーリーマン 〜ダグと仲間のキックオフ!〜（ブライアン[429]）
- アイス・エイジシリーズ（マニー）
  - アイス・エイジ
  - アイス・エイジ2
  - アイス・エイジ3/ティラノのおとしもの
  - アイス・エイジ クリスマス
  - アイス・エイジ4/パイレーツ大冒険
  - アイス・エイジ5/止めろ! 惑星大衝突
  - アイス・エイジ バックの大冒険
- afterworld アフターワールド（ラッセル・シューメーカー）
- ATOM（オーリン）
- アニメゴーストバスターズ（スライマー）
- アラジンシリーズ（ジーニー）
  - アラジン
  - アラジン ジャファーの逆襲
  - アラジンの大冒険
  - アラジン完結編 盗賊王の伝説
- ウィッシュ（バレンティノ[430]）
- ウッディー・ウッドペッカー（ウッディー・ウッドペッカー）※オリジナルビデオ版
- X-MEN（サイクロプス[149]）
- おさるのジョージ2/ゆかいな大冒険!（テッド〈黄色い帽子のおじさん〉）
- おやゆび姫 サンベリーナ（ジャキモ）
- 怪盗グルーシリーズ
  - 怪盗グルーの月泥棒 3D（ベクター）
  - 怪盗グルーのミニオン危機一発（フロイド・イーグル・サン）
  - ミニオンズ（VNCスポークスマン）
  - ミニオンズ:アルバイト大作戦（アシスタント）
  - 怪盗グルーのミニオン大脱走（フリッツ[431]）
  - ミニオンのミニミニ脱走（茶ひげ看守[432]）
  - ミニオンの月世界（ベクター[433]）
- 恐竜大行進（ドゥイーブ）
- クイア・ダック ザ・ムービー（クイア・ダック）
- グリンチ（バーソロミュー[434]）
- クワック・パック（ドナルドダック）
- 交通戦争裁判（タイヤ工場）
- サーフズ・アップ（レジー）
- ザ・シンプソンズ「マイケルがやって来た!」（リオン・コーパウスキー：マイケル・ジャクソン）
- 三人の騎士（ドナルドダック）
- シュガー・ラッシュ（ラルフ）
  - シュガー・ラッシュ:オンライン（ラルフ）[435]
- シュレックシリーズ（ドンキー）
  - ドリームワークス ハロウィーン・コレクション
  - ドリームワークス ハロウィーン・コレクション2
  - ドリームワークス ホリデイ・コレクション
- SING/シング（マイク[436]）
- SING/シング: ネクストステージ（クラウス・キッケンクローバー[437]）
- シンデレラシリーズ（ジャック）
  - シンデレラ※BVHE版
  - シンデレラII
  - シンデレラIII 戻された時計の針
- タイニー・トゥーンズ（プラッキー・ダック[149]）
- ダックテイルズ（ドナルドダック[438]）
- チップとデールの大作戦（デール[149]）※テレビ東京版
- ディズニー 各作品（ドナルドダック、ミッキー孤児たち）※BVHE版

- となかいロビー 炎のランナー（ロビー）
  - となかいロビー2 伝説の勇者（ロビー）
- とび★うおーず（マックリル教授）
- ドンキーコング（ドンキーコング）
- パワーパフガールズ・ムービー（ハ-チャチャチャ、ハッピー・ワーピー）
- ハウス・オブ・マウス（ドナルドダック、マイク、ムーシュー、ジーニー、野獣、エアコン）
- バットマン（OPナレーション）
- 美女と野獣シリーズ（野獣）
  - 美女と野獣[149]
  - 美女と野獣 ベルの素敵なプレゼント
  - 美女と野獣 ベルのファンタジーワールド
- 101匹わんちゃんII パッチのはじめての冒険（サンダーボルト）
- ペット（オゾン[439]）
- ポパイの大冒険〜海にひそむ謎を追え!〜（ポパイ）
- ホワット・イフ...?（ピーター・クイル）
- マスク・アニメーション（スタンリー・イプキス / マスク）
- マダガスカル2（モトモト）
- ミッキーのマジカル・クリスマス 雪の日のゆかいなパーティー（ドナルドダック、野獣）
- ミッキーマウス!（ドナルドダック）
- ミッキーマウスとロードレーサーズ（ドナルドダック）
- ミッキーマウス ミックス・アドベンチャー（ドナルドダック）
- ムーラン2（ムーシュー）
- メイシー（ナレーション）
- モンスター・ホテル 変身ビームで大パニック!（ドラキュラ）
- ライオン・キング3 ハクナ・マタタ（ジーニー、ドナルドダック、スティッチ、動物たち）
- 雄獅少年/ライオン少年（チアン[440]）
- リトルフット（リトルフットのおじいちゃん）※劇場公開版
- リトル・マーメイド 各作品（セバスチャン〈3代目〉）
  - リトル・マーメイドII Return to The Sea
  - リトル・マーメイドIII はじまりの物語
- リロ・アンド・スティッチ 各作品（スティッチ）
  - リロ・アンド・スティッチ
  - スティッチ!ザ・ムービー
  - リロ アンド スティッチ ザ・シリーズ
  - リロ・アンド・スティッチ 2
  - リロイ・アンド・スティッチ（リロイ）
- リンカーン物語（リンカーン〈青年時代〉）
- LEGO® ムービー（バットマン）
  - レゴ® ムービー2（バットマン[441]）
- レゴニンジャゴー ザ・ムービー（ガーマドン卿）
- LEGO® バットマン:ザ・ムービー 〈ヒーロー大集合〉（バットマン / ブルース・ウェイン）
- LEGO スーパー・ヒーローズ:ジャスティス・リーグ〈クローンとの戦い〉（バットマン / バットザロ）
- LEGO スーパー・ヒーローズ:ジャスティス・リーグ〈悪の軍団誕生〉（バットマン）
- LEGO スーパー・ヒーローズ:ジャスティス・リーグ〈ゴッサム大脱出〉（バットマン）
- レゴバットマン ザ・ムービー（バットマン）
- ロード・オブ・ザ・リング/ローハンの戦い（ターグ将軍[442]）
- ロラックスおじさんの秘密の種（オヘア）
- ワンス・アポン・ア・スタジオ -100年の思い出-（ドナルドダック、野獣、ジーニー、スティッチ、ラルフ）
- ワンダフルデイズ（スハ）
- わんぱくダック夢冒険（ナレーション、バーガー・ビーグル、ビーバップ・ビーグル）※テレビ東京版、バンダイ版
  - ダックテイル（ドナルドダック）※WOWOW版
  - ダックテイルズ（ドナルドダック）

#### その他吹き替え
- 刑事エデン（エデン役） TV
- サンデリーナ
- DISTANT JUSTICE 復讐は俺がやる ※東映Vアメリカ
- 野獣特攻隊
- シャバッシュ・インディア （吹替え：山寺宏一）（DVD 2009年12月16日発売）
- タクシー&ザ・シティー （ドライバー）（BS朝日）
- 地獄小甲子園（キャラクター全役）（映画地獄甲子園 スーパートルネードBOX 特典映像）

### 特撮
2000年代
- 爆竜戦隊アバレンジャー（2003年、浜崎伝助の声）

2010年代
- 獣電戦隊キョウリュウジャーVSゴーバスターズ 恐竜大決戦! さらば永遠の友よ（2014年、ティラノサウルスの声）
- 劇場版 ウルトラマンオーブ 絆の力、おかりします!（2017年、ガピヤ星人サデスの声）
- 仮面ライダーゼロワン（2019年 - 2020年、ナレーション）

2020年代
- 劇場版 仮面ライダーゼロワン REAL×TIME（2020年、ナレーション）
- シン・ウルトラマン（2022年、ゾーフィの声）
- シン・ウルトラファイト（2022年、実況）
- 続・ウルトラファイト（2022年、実況）
- 仮面ライダーゼッツ（2025年、ゼッツドライバーシステム音声）

### 人形劇
- 連続人形活劇 新・三銃士（2009年10月12日 - 2010年5月28日、NHK）アトス、プランシェ、ロシュフォール、ルイ13世、パトリック、オルレアン公
- シャーロック ホームズ（2014年、NHK）シャーロック・ホームズ[451]

### ナレーション
- ポップジャム'93/'94→POP JAM→POP JAM DX.（2006年7月まで）
- 未来創造堂（主にシアター創造堂）
- シネマ・アトラクション〜シネマ・シネマ・シネマ〜Hollywood Express ※WOWOWで放映されている映画情報番組
- 奇跡の地球物語〜近未来創造サイエンス（2009年10月4日 - 2014年9月28日、テレビ朝日）
- マチャミの名曲100選 心に残るこの一曲「あの時聴いた、歌ったのはこんな歌」
- 歌え!ヒット・ヒット
- チャンネル☆ロック!
- 世界超密着TV!ワレワレハ地球人ダ!!
- 木曜洋画劇場 予告編ナレーション
- ザ・マジックアワー 予告編ナレーション
- レンタルビデオ店ゲオ（TVCM） - ナレーション
- 恋するTV すごキュン（フジテレビ）
- 囚われつかじ〜13人の容疑者〜（WOWOW）
- 金曜ロードショー 予告編ナレーション（日本テレビ）
- テリーの実話ナイト!（TBS）
- 楽天わしづかみ（スカイ・ASports+、ナレーション）
- ディズニー・オン・アイス2011
- PHRMAKER（プロモーションDVDナレーション）
- 未来設計・MRI総合ライフケア
- 櫻井・有吉 THE夜会（2016年4月7日 - 2024年9月19日、TBS）
- ガッテン!（2016年4月13日 - 2022年2月2日、NHK総合）[452]
- あしたの内村!!（2022年4月18日 - 2023年3月20日、フジテレビ）
- かのサンド（2025年5月4日 - 25日、フジテレビ）5月マンスリーナレーター

### テレビドラマ
- 妻たちの危険な関係（1986年、日本テレビ） - ギャルソン 役
- 合い言葉は勇気（2000年、フジテレビ） - 毛野智光 役
- トトの世界〜最後の野生児〜（2001年、NHK） - 宮垣編集長 役
- キテレツ（2002年、NHK） - 木手英太郎 役
- ヨイショの男（2002年、TBS） - 松永信也 役（ナレーションも兼任）
- サイコドクター（2002年、日本テレビ） - 力石 役
- ブルーもしくはブルー 〜もう一人の私〜（2003年、NHK） - 緑川和夫 役
- ミニモニ。でブレーメンの音楽隊（ドラマ愛の詩）（2004年、NHK） - 栗村有人 役
- 仔犬のワルツ（2004年、日本テレビ） - 今井勝之 役
- 火消し屋小町（2004年、NHK） - 東ママ 役
- 喰いタン（2006年、日本テレビ）
- 女子アナ一直線!（2007年、テレビ東京）第10話ゲスト
- 鹿男あをによし（2008年、フジテレビ） - 鹿 役（声の出演）
- 上海タイフーン（2008年、NHK総合） - 城山丈一 役
- 松本清張生誕100年スペシャルドラマ『霧の旗』（2010年、日本テレビ） - 堀田弁護士 役（声の出演）
- MM9-MONSTER MAGNITUDE-（2010年、MBS）第8話・「密着!気特対24時」のナレーション
- トライエイジ 第二夜 金田一一家三代の物語 （2011年2月10日、NHK BS-hi） - 本居長世 役
- SPEC〜翔〜（2012年4月1日、TBS） - 御前会議のメンバー 役
- 特集ドラマ はじまりの歌（2013年9月23日、NHK） - 宮田悦郎 役
- オリエント急行殺人事件 第2夜（2015年1月12日、フジテレビ） - パインさん 役
- エンジェル・ハート（2015年10月 - 12月、日本テレビ） - ホーリー 役[453]
- 銭形警部（2017年2月10日、日本テレビ） - 渕上丈三郎 役[454]
- 吾輩の部屋である（2017年9月 - 11月、日本テレビ） - ビンたち 役（声の出演）
- 連続テレビ小説（NHK） 
  - 半分、青い。第48回（2018年5月26日） - 医師 役[455]
  - なつぞら 第64回（2019年6月13日） - 豊富遊声 役[456]
  - おかえりモネ（2021年9月28日 - ） - 遠藤克敏 役[457]
  - あんぱん 第26回 - （2025年5月5日 - ） - 座間晴斗 役[458]
- 24時間テレビ41「愛は地球を救う」ドラマスペシャル 『ヒーローを作った男 石ノ森章太郎物語』（2018年8月25日、日本テレビ）ナレーション（晩年の石ノ森章太郎） 役
- ミストレス〜女たちの秘密〜（2019年） - 樹里パパ
- 世にも奇妙な物語 雨の特別編『永遠のヒーロー』（2019年6月8日、フジテレビ） - マスターカイザー、ゲルゲルゲ、手下1、手下2、手下3、手下4、手下5、手下6、手下7、ナレーション 役（声の出演）
- 声春っ!（2021年、日本テレビ） - 大俵玄米 役[459]
- 真犯人フラグ（2021年10月10日、日本テレビ） - 劇中アニメ『シベツ』キョウゴク 役（声の出演）
- 大河ドラマ 鎌倉殿の13人（2022年、NHK） - 慈円 役[460]
- 弁護士ソドム 第6話（2023年6月9日、テレビ東京） - 戸部譲 役[461]
- 藤子・F・不二雄 SF短編ドラマ シーズン2「3万3千平米」（2024年4月28日、NHK BS）[462]
- 119エマージェンシーコール 最終話（2025年3月31日、フジテレビ） - 通報者 役（声の出演）[463]

### Webドラマ
- おままごと〜結婚は人生の墓場ですか？～（2025年7月1日 - 、FOD SHORT） - うさたん 役（声の出演）[464]

### 実写映画
- トーキング・ヘッド（1992年） - 大塚 役
- ゴジラシリーズ
  - ゴジラ×メガギラス G消滅作戦（2000年） - 本人 役[17]
  - ゴジラ・モスラ・キングギドラ 大怪獣総攻撃（2001年） - TVプロデューサー 役[17]
  - ゴジラ FINAL WARS（2004年）ナレーション[17]
- みんなのいえ（2001年） - 青沼菊馬 役
- Movie Box-ing〜自転少年〜（2003年） - お父さん 役
- THE 有頂天ホテル（2006年） - ダブダブ 役（声の出演）
- 立喰師列伝（2006年） - ナレーション、フランクフルトの辰 役（声の出演）
- ヒトリマケ（2008年）
- ヤッターマン（2009年） - ナレーション、ヤッターワン 役（声の出演）、ヤッターキング 役（声の出演）、遊園地の従業員 役（顔出し）
- 20世紀少年 - コンチ（今野裕一） 役
  - 第2章 最後の希望（2009年）
  - 最終章 ぼくらの旗（2009年）
- 28 1/2 妄想の巨人（2010年）劇中コメント協力
- ワンダフルワールド（2010年） - 木崎潤一郎 役
- 劇場版TRICK 霊能力者バトルロイヤル（2010年） - バスの車掌 役
- ルパンの奇巌城（2011年） - アルセーヌ・ルパン 役
- デッドボール（2011年） - アナウンサー 役
- 神☆ヴォイス（2011年） - 久保寺辰之進 役[465]
- ステキな金縛り（2011年）声の出演
- 劇場版 SPEC〜天〜（2012年） - 御前会議のメンバー 役
- 清須会議（2013年）声の出演
- あさひるばん（2013年） - 坂東欽三 役
- ヌイグルマーZ（2014年） - デ・パルザ 役、チャーリー 役（声）
- 瀬戸内海賊物語（2014年）声の出演
- ゆめはるか（2014年12月13日、ベストブレーン）
- ギャラクシー街道（2015年） - さまざまな声
- 銀魂（2017年） - 吉田松陽 役（声の出演）
- 記憶にございません!（2019年）声の出演
- アキラとあきら（2022年）[466]
- その声のあなたへ（2022年9月30日）[467]

### 顔出しテレビ番組（バラエティなど）
- ものまねグランプリ
- オールスター感謝祭（2002年9月28日 解答者）
- シャル・ウィ・ダンス?〜オールスター社交ダンス選手権〜
- めちゃ2イケてるッ!（「爆烈お父さん」・「しりとり侍」ゲスト）
- ものまねバトル（MC） - MCではあるが、尾崎豊、ルイ・アームストロング、玉置浩二などのものまねも披露している。
- アクトリーグ 芸能プロダクション対抗トーナメント（フジテレビ）（ナビゲーター）
- タモリ倶楽部
- 鋼の錬金術師スペシャル番組「鋼の錬金術師」徹底解明!!〜賢者の石を求めて〜（2003年10月2日）（司会）
- アニマックス開局10周年記念特別番組 テレビアニメ45年史 なんでアニメはおもしろい!?
- 行け！行け！東京ムービー（アニマックス）
- 踊る!さんま御殿!!
- 開運!なんでも鑑定団
- 輝け!!県－1 G.P（フジテレビ）
- サタスマ
- 史上最強のオークョン（BSフジ）
- 世界超密着TV! ワレワレハ地球人ダ!!（フジテレビ）
- 超豪華！史上最強ものまねバトル大賞（日本テレビ）
- 東映アニメヒーロー大集合! PART-II 〜テレビアニメ編〜（司会）
- メレンゲの気持ち
- RCドック（BSフジ）（MC）
- おはスタ（MC）（1997年10月1日 - 2016年4月1日）[468]
  - ゲスト出演（2020年7月31日[注 12]）
- 声♥遊倶楽部（MC）
- サキよみ ジャンBANG!（MC）
- たけし・所のWA風がきた!（テレビ朝日）(前期MC)
- 映画魔術師（日本テレビ）（MC）
- 史上最大のショッピングショー（BSフジ）（MC）
- オートバックスM-1グランプリ2002（2002年12月29日NHK、吉本興業主催）（MC）
- 所さんの日本ジツワ銀行
- 今週のJ:COM（MC）
- 美女JAZZ（MC、BSジャパン）
- OHA OHA アニキ（テレビ東京、2016年10月 - 2018年3月） - MC [469][468]
- 雨上がり決死隊のトーク番組アメトーーク!（テレビ朝日、2018年4月28日） - 東北楽天ゴールデンイーグルス芸人
- NET BUZZ（NHK）
- グッド!モーニング (テレビ番組)（テレビ朝日、2023年4月3日から出演予定） - みんなのエンタメなど。

### WebTV
- 滝口順平さん追悼特別番組 羽佐間道夫・野沢雅子・山寺宏一が語る『これが声優だべぇ〜』（2011年11月1日、ニコニコLIVE）
- 声優のホンネ シーズン2〈第2回：大塚明夫×山寺宏一〉（2021年11月19日、ファミリー劇場CLUB）[470][471]

### ラジオ
※はインターネット配信。
- JAPAN DANCE SCRAMBLE（bayfm）
- JAPAN RENTAL LEAGUE HOT30（bayfm）
- BAY LINE 7300（1993年 - 2009年、bayfm）
- BAY LINE GO!GO!（2009年 - 2015年、bayfm）
- The BAY☆LINE（2015年 - 2020年3月、bayfm）

bayfmで27年、バズーカ山寺名義で「水曜ベイライン」を担当した。
- 山寺宏一のGAP SYSTEM（1994年 - 1997年、東海ラジオ・ラジオ大阪・青森放送）
- 電リクパラダイス 山ちゃん・志穂のサンデーバズーカ!!（TBSラジオ）
- はいぱぁナイト（1994年 - 1995年、KBS京都）
- バズーカ山寺のうたきんダイナマイト!!（1997年、TBSラジオ）
- OHA-OHA NIGHT（2001年 - 2005年、ニッポン放送ほか）
- Keep On Smiling（2代目DJ、2011年 - 2018年、FM OSAKA制作JFN26局ネット）
- AKB48の"私たちの物語"（2011年 - 2019年、NHK-FM）
- BANANA FRITTERS A-Go-Go!!!（2017年、超!A&G+※）
- The 45 Vibes（2017年 - 、bayfm） - 山寺宏一名義
- New Normal Life 〜優しさであふれる毎日を〜（2022年4月 - 2024年9月、FM大阪制作・JFN9局ネット）[473]

### ラジオ・企画CD
| 発売日         | タイトル                                                                                                | 規格品番      |
| -------------- | --- | ------------- |
| 1990年3月21日  | 獣神英雄伝ワタライガー 今宵はここまで                                                                   | KICA-6        |
| 1990年7月1日   | 声優コレクション Vol.1 『Message』                                                                      | PLCA-808      |
| 1991年2月25日  | おしゃれ(秘)指令レッツゴー声優大作戦                                                                    | SHCU-1001     |
| 1991年9月21日  | GAP SYSTEM 時代の申し子                                                                                 | VAD-1021      |
| 1991年10月25日 | 新おしゃれ(秘)指令 クラブ・ロワイヤル                                                                   | SHCU-1008     |
| 1992年3月21日  | 山寺宏一 GAP SYSTEM2 山寺を買え!                                                                        | VAD-1022      |
| 1993年1月21日  | バナナフリッターズ CLAIR DE LUNE Vol.1                                                                  | MECH-36001〜2 |
| 1993年2月21日  | バナナフリッターズ CLAIR DE LUNE Vol.2                                                                  | MECH-36003〜4 |
| 1993年3月21日  | バナナフリッターズ CLAIR DE LUNE Vol.3                                                                  | MECH-36005〜6 |
| 1993年7月21日  | GAP SYSTEM3 ツボをおさえた男                                                                            | VAD-1023      |
| 1993年9月21日  | Radioマガジン1 山寺宏一＆かないみか                                                                     | CRCP-15012    |
| 1993年10月27日 | おしゃれ(秘)セッション 番外編 平和自動車教習所昼下がりのクランク                                        | PICA-1023     |
| 1994年11月23日 | SUPER GAP SYSTEM 快適な世紀末                                                                           | BVCH-614      |
| 1995年5月24日  | GAP SYSTEM SUPER LIGHT                                                                                  | BVCR-1534     |
| 1995年9月21日  | GAP SYSTEM MENTHOL                                                                                      | BVCH-1508     |
| 1995年11月22日 | SUPER GAP SYSTEM うしろめたい気持ち                                                                     | BVCH-625      |
| 1997年11月25日 | 声優グランプリ スペシャルCD'97 主婦の友社 「声優グランプリ」Vol.14 1997年12月号付録                     | OPTC-0006     |
| 1998年11月25日 | 声優グランプリ スペシャルCD クリスマスバージョン 主婦の友社 「声優グランプリ」Vol.20 1999年1月号付録    | OPTC-0008     |
| 1999年11月26日 | 声優グランプリSpecial CD 5th Anniversary 主婦の友社 「声優グランプリ」Vol.26 2000年1月号付録            | OPTC-0010     |
| 1999年12月18日 | Radio Tales Ring D.P DJCD                                                                               | MACM-1091     |
|                | 声優グランプリSpecial CD スパークリングサマー！ボーカルコレクション 主婦の友社 「声優グランプリ」付録   |               |
| 2000年9月10日  | 月刊声優グランプリSpecial CD エモーショナルハート大放送!! 主婦の友社 「声優グランプリ」2000年10月号付録 | SIJ-0001      |

### CM
- アスキー・ファミ通（ナレーション）
- 安楽亭（家族の父親役で顔出し、ナレーション）
  - 安楽亭・企業CM ご一緒に/ ノリノリ家族篇
  - 安楽亭・炭火焼肉
- 麒麟麦酒・KIRINチューハイ氷結
- ディズニー映画作品多数（ナレーション）
- 劇場版ポケットモンスター各作品（ナレーション）
- 興和（OTC医薬品・ヘルスケア商品のCMナレーション、ウナコーワクールのCMには自ら出演）
  - 興和・バンテリン
  - 興和・コルゲンコーワ クスリ
- トヨタ自動車
  - ラクティス
  - 「"Made in 東北" 〜東北の仲間と作るトヨタ〜」
- ハウス食品/こくまろカレー（家族の父親役で顔出し、ナレーション）
- カプコン・ビューティフル ジョー
- カプコン・ロックマン5 ブルースの罠!?
- ケムコ・P-マン
- ハドソン・天外魔境 風雲カブキ伝（満月のウンギエ）
- バンダイナムコゲームス・ドラゴンボールヒーローズ アルティメットミッションX（ビルス）
- 理研ビタミン・ノンオイルスーパードレッシング（ナレーション。CMには「BAY LINE GO!GO!」で共演する関根麻里が出演）
- 日本マクドナルド・マクドナルドハッピーセット（1996年 - 2001年）（ドナルド・マクドナルド〈2代目〉）
- 森永製菓・ウィダーインゼリー
- 伊藤園・おーいお茶 海外旅行篇
- 三洋電機・サンヨーエアコン CLOVER 北風よ篇
- ドナルド ワッキーキングダムファイナル 強制終了！篇（オリエンタルランド）
- ドール・ドール・スィーティオ どちらでしょう/おいしさの理由篇
- 日本養鶏協会
- P&G・プリングルス・ホット＆スパイシー 韓国篇
- カネボウ食品
  - ベルミーコーヒー アメリカン・セミブラックDX 連続テレビラジオドラマ ルパン三世篇
  - ベルミーコーヒー アメリカン・セミブラックDX 連続テレビラジオドラマ アタックNo.1篇
  - ベルミーコーヒー アメリカン・セミブラックDX 連続テレビラジオドラマ あしたのジョー篇
  - ベルミーコーヒー アメリカン・セミブラックDX 連続テレビラジオドラマ ハリスの旋風篇
- KING RECORDS・CDアルバム「林原めぐみ feel well」（カウボーイビバップ友情出演 スパイク）
- ケロッグ チョコワ（メルビン）
- 映画『告白』（ナレーション）
- 池田模範堂 ムヒのきずぐすり液（それいけ!アンパンマンタイアップ時）（カバオくん）
- ジャポニカ学習帳
- 月刊コミックゼノン（公式サイトのCMナレーション）
- ディズニーハロウィーン
- アサヒ飲料・「三ツ矢サイダー」「三ツ矢サイダー オールゼロ」（2011年 - ）（歌のみ。「幸せなら手をたたこう」の替え歌を歌唱。CM出演は北川景子、瀧本美織、向井理、田中将大）
- 山崎製パン・薄皮つぶあんぱん（ナレーション）
- 理研ビタミン株式会社・リケンのノンオイル（ナレーション）
- LGYankees 5thアルバム「GO! GO! LGYankees!!!」（ナレーション）
- 任天堂
  - 星のカービィ64
  - ドンキーコング リターンズ 3D（ドンキーコングの声、ナレーション）
  - ミッキーのレーシングチャレンジUSA
- 映画『最強のふたり』（ナレーション）
- 映画『ラストスタンド』（ナレーション）
- 東北学院大学（ナレーション。「声：卒業生 山寺宏一」とクレジットあり）
- 名取市 閖上地区プロモーション「移住!定住!ユリアゲッツ!!」[474]
- スクウェア・エニックス・ドラゴンクエストVIII 空と海と大地と呪われし姫君（ナレーション）
- スライムもりもりドラゴンクエスト3 大海賊としっぽ団（ナレーション）
- パズドラ・スーパーマリオブラザーズエディション（ナレーション）
- セガ・『ファンタシースターオンライン2』（ナレーションのみ。CM出演は劇団ひとり）
- 映画『ピクセル』（ナレーション）
- 映画『ニンジャバットマン』×『ポプテピピック』コラボCM（ポプ子〈バットマン〉）
- サントリー
  - 『サントリー生ビール』「追いかけて生きる人」篇（銭形警部の声）
  - 『からだを想うオールフリー』「深夜ラーメンの誘惑」（SNS更新音、冷蔵庫、麺、ネギ、フクロウ、コオロギ、時計、環境音、おなかの音、のど、椅子、机、袋麺、鍋、ガスコンロ、まな板、のり、チャーシュー、缶、唇、息、ラーメン、バイク、車、ナレーション）[475]
- 高速・高速PR篇（おとどけチータくん）[476]
- オートバックスセブン『オートバックス』（カーレンダさんの声）[477]

### 舞台
1990年
- トリックすたあ公演『天国からきたバットマン』（2月）

1991年
- トリックすたあ公演『THE. 新撰組』心もとない俺たちに…いつかロックンロール（3月21日 - 24日、Space107）土方歳三 役
- The Star Spangled Girl（1991年6月27日 - 7月3日、東京芸術劇場 / 7月27日・28日、KBSホール、小ホール）アンディ 役

1992年
- 魔神英雄伝ワタル3 メモリアル・ライブ 〜See You Again〜（3月28日）

1993年
- トリックすたあ公演『FIRST・STEP』もう一度歩き始める為に（3月20日 - 21日、Space Zero）戸山タケル 役
- 魔神英雄伝ワタル W復活祭 60分間世界一周!（8月29日）クラマ 役
- トリックすたあ公演『トリックすたあ秋の祭典』（10月2日 - 3日、青山円形劇場）

1994年
- トリックすたあ公演『THE DOOR』開けてみないか…勇気をだして…（3月23日 - 28日、Space 107）桃井太郎 役

1995年
- 劇団岸野組公演『夢盗人 石川五右衛門』-五月場所-（5月17日 - 23日、本多劇場）トク 役

1996年
- 81ドラマティックカンパニー公演 ミュージカル『ハッピーライド』（5月19日 - 26日、東京芸術劇場小ホール / 5月31日 - 6月2日、大阪近鉄小劇場）井本良彦、沢南役（二役）

2000年
- WAKUプロデュース『れ・り・びぃ 〜Let it be〜』「switch」（1月15日 - 20日）相川千春 役

2003年
- すたあトリック公演『サイキックドリーマー』（10月16日 - 19日、新宿スペース107）声の出演

2005年
- パルコ・プロデュース公演『12人の優しい日本人』（11月30日 - 12月30日、PARCO劇場 / 2006年1月6日 - 29日、梅田芸術劇場 シアター・ドラマシティ）陪審員12号 役

2006年
- 平家物語の夕べ「倶梨伽羅落」（10月1日、紀尾井ホール）
- 恐いモノ見たさびっくり大会 太紀ちゃん祭り Vol.7 花も嵐も踏み越えて・PART2 "GOOD BETTER BEST"（10月15日、六行会ホール）
- パルコ・プロデュース LOVE 30 〜女と男と物語〜（11月3日 - 15日、PARCO劇場）
- マスクプレイミュージカル「ロビンフットの大冒険」アーサー 役（声の出演）
- マスクプレイミュージカル「まじめにふまじめかいけつゾロリ」ゾロリ 役（声の出演）

2007年
- 小堺一機&山寺宏一LIVE「不定期ライブマン★コミック君!!〜もじゃメガネ君登場！〜」（11月21日 - 25日、東京品川プリンスホテル クラブeX）
- LOVE LETTERS（8月10日、PARCO劇場）アンディ 役

2009年
- ミュージカルコメディー『作者をせかす六人の主人公たち』（2月11日 - 15日、東京芸術劇場中ホール）作者 役
- 東京サンシャインボーイズ公演「returns」（3月18日 - 29日、THEATER/TOPS）ナレーション
- 音楽朗読劇『HYPNAGOGIA ヒプナゴギア』（10月15日 - 19日、アサヒアートスクエアー）ピアニスト 役
- 『おしゃべりなレストラン 〜ア・ラ・カルト リニューアルオープン 準備中〜』（12月19日 - 20日、青山円形劇場）

2010年
- 劇団岸野組1990プロジェクト公演『森の石松外伝4〜誰かが誰かを狙ってる〜』（6月5日、銀座・博品館劇場）ゲストシンガー
- 青山円形劇場プロデュース『ア・ラ・カルト2』〜役者と音楽家のいるレストラン（12月18・19日、こどもの城 青山円形劇場

2011年
- Sound Theatre（新感覚•音楽朗読劇）『HYPNAGOGIA ヒプナゴギア』（3月12日 - 13日、コレド日本橋）ピアニスト 役
- 青山円形劇場プロデュース『ア・ラ・カルト2』〜役者と音楽家のいるレストラン（16日・18日、こどもの城 青山円形劇場）

2012年
- Sound Theatre『MERMAID BLOOD（マーメイド ブラッド）』（6月2日 - 3日、日本橋三井ホール）
- Sound Theatre『Cross Road〜悪魔のバイオリニスト〜』（9月22日 - 23日）執事のアルマンド 役

2014年
- Sound Theatre『THANATOS』（5月31日 - 6月1日、日本橋三井ホール）デイヴィッド・スウェイン 役

2019年
- 『ヒプノシスマイク-Division Rap Battle-』Rule the Stage -track.1-（11月15日 - 12月1日、品川プリンスホテル ステラボール）ナレーション

2021年
- READPIA朗読劇『風の聲 〜妖怪大戦争 外伝〜』（7月3日 - 4日、ところざわサクラタウンジャパンパビリオン ホールA）語り部

2024年
- ミュージカル『CROSS ROAD〜悪魔のヴァイオリニスト パガニーニ〜』再演（4月22日 - 5月12日、シアタークリエ / 5月17日 - 19日、新歌舞伎座 / 5月24日 - 26日、博多座） - アルマンド 役
- ノサカラボ『TASTE OF SOUND WAVE Reading with Live music Sherlock Holmes 4』（7月13日 - 14日、大手町三井ホール） - シャーロック・ホームズ 役

2025年
- ノサカラボ Reading Echoes『Fiend/Friend in 20faces』（1月30日 - 2月2日、THEATER MILANO-Za / 2月6日 - 9日、COOL JAPAN PARK OSAKA WWホール） - 怪人二十面相 / 遠藤平吉 役（山口勝平とWキャスト）
- 『平家物語 -胡蝶の被斬-』（3月14日 - 17日、新国立劇場）
- ノサカラボ『TASTE OF SOUND WAVE Readings with Live music Sherlock Holmes #5』（7月18日 - 20日〈予定〉、大手町三井ホール） - シャーロック・ホームズ 役

### 声優口演
- 『声優口演〜アテレコ ライブ イン サイレント ムービー〜』（2006年10月22日、映画「犬の生活」 監督・主演：チャールズ・チャップリン、口演：山寺宏一）
- 『第20回東京国際映画祭 声優口演 ライブ with 山下洋輔』（2007年10月21日、映画「犬の生活」、口演：山寺宏一）
- 『声優口演inしたコメ』（2008年9月14日、チャールズ・チャップリン「犬の生活」、口演：山寺宏一）
- 『声優口演ライブ 〜いま、無声映画を甦させる〜』（2008年10月11日、映画「犬の生活」、口演：山寺宏一）
- 『声優口演ライブ』（2009年8月15日 - 16日）
- 『声優口演ライブinしたコメ 2009』（2009年9月25日、「チャップリンの冒険」、口演：山寺宏一）
- 『声優口演ライブwith山下洋輔』（2009年10月3日、チャップリン「犬の生活」、口演：山寺宏一）
- 『声優口演ライブ in 下関』（2010年7月25日、海のホール（大ホール）、チャップリン「犬の生活」、口演：山寺宏一）
- 『声優口演ライブ in したコメ2010』（2010年9月19日、チャップリン「犬の生活」、口演：山寺宏一）
- 『声優口演ライブ in したコメ2011』（2011年9月18日、不忍池水上音楽堂、「チャップリンの犬の生活」、口演：山寺宏一）
- 『声優講演ライブ in 山元』（2012年6月10日、中央公民館2階の大ホール、チャップリンの犬の生活、口演：山寺宏一）
- 『声優口演ライブ in したコメ2012』（2012年9月16日、東京 上野恩賜公園野外ステージ不忍池水上音楽堂、チャップリンの午前一時、口演：山寺宏一、シーフキャッチャー〈ゲスト〉）
- 『声優口演ライブ in 明石』（2012年11月24日、兵庫県　明石市民会館大ホール、チャップリンの犬の生活、口演：山寺宏一）
- 『声優口演ライブ in 新歌舞伎座』（2012年12月23日、大阪市・新歌舞伎座）
- 『チャップリン・ザ・ワールド声優口演SPECIAL〜ヴォイス・オブ・チャップリン〜』（2013年3月29日 - 30日、赤坂ACTシアター〈29日ゲスト 出演〉）
- 『声優口演ライブ in 宮城2013』（2013年6月1日、多賀城市民会館小ホール&塩竈市　遊ホール、チャップリンの犬の生活、口演：山寺宏一）
- 『声優口演ライブ in したコメ2013』（2013年9月15日、東京 上野恩賜公園野外ステージ不忍池水上音楽堂）
- 『声優口演ライブ in 新歌舞伎座』（2013年11月30日、大阪市・新歌舞伎座）

### 玩具
- 仮面ライダーゼッツ 変身ベルト DXゼッツドライバー（2025年9月）
- 仮面ライダーゼッツ DXブレイカムゼッツァー（2025年9月）

### その他コンテンツ
- CR魔神英雄伝ワタル（2014年、渡部クラマ）
- CRヤッターマン（2015年、ナレーション）
- ロバート秋山のクリエイターズ・ファイル No.27 「声優 二木陽次」（honto+2017年3月号）
- チンプイ エリさまのグッドラック（2025年、ワンダユウ）[483]

## ディスコグラフィ

### シングル
| 発売日         | タイトル     | 規格品番  |
| -------------- | ------------ | --------- |
| 1990年8月22日  | GLORY DAYS   | TYTY-5131 |
| 1991年12月21日 | My Dear Girl | PODH-1063 |
| 1996年2月21日  | つかれた     | BVDR-1084 |
| 2000年2月19日  | ウタウ       | MLCS-1013 |

### アルバム
| 発売日         | タイトル                    | 規格品番  |
| -------------- | --------------------------- | --------- |
| 1992年12月16日 | BREATH                      | TYCY-5272 |
| 1998年11月26日 | CUBE/9 キュウブンノキュウブ | MLCN-3006 |

### タイアップ曲
| 楽曲         | タイアップ                             |
| ------------ | -------------------------------------- |
| My Dear Girl | OVA『DETONATORオーガン』イメージソング |

### キャラクターソング
| 発売日         | 商品名                                                         | 歌 | 楽曲                                                        | 備考                                                              |
| -------------- | -------------------------------------------------------------- | --- | ----------------------------------------------------------- | ----------------------------------------------------------------- |
| 1986年11月21日 | ボスコアドベンチャー 音楽編                                    | フローク（中原茂）、タッティ（石丸博也）、オッター（山寺宏一）、アプリコット姫（皆口裕子） | 「ボスコアドベンチャー」                                    | テレビアニメ『ボスコアドベンチャー』挿入歌                        |
| 1990年11月21日 | 乱馬的企画音盤II らんま1/2 歌暦（平成3年度版）                 | 響良牙（山寺宏一） | 「拝啓 あかねさん」                                         | テレビアニメ『らんま1/2』関連曲                                   |
| 1990年11月21日 | 乱馬的企画音盤II らんま1/2 歌暦（平成3年度版）                 | 乱馬的歌劇団御一行様 | 「キャラクターズ・クリスマス」                              | テレビアニメ『らんま1/2』関連曲                                   |
| 1991年12月4日  | らんま1/2 格闘歌かるた                                         | 響良牙（山寺宏一） | 「【う】プレゼント」 「【に】いったいここは、何処なんだ！」 | テレビアニメ『らんま1/2』関連曲                                   |
| 1991年12月4日  | らんま1/2 格闘歌かるた                                         | 呪泉郷案内人 | 「【し】呪泉郷よいとこ」                                    | テレビアニメ『らんま1/2』関連曲                                   |
| 1991年12月4日  | らんま1/2 格闘歌かるた                                         | 良牙＆案内人 | 「【ち】チャイナからの手紙」                                | テレビアニメ『らんま1/2』関連曲                                   |
| 1991年12月4日  | らんま1/2 格闘歌かるた                                         | 乱馬的歌劇団御一行様 | 「【ん】乱馬ダ☆Ranma'92」                                   | テレビアニメ『らんま1/2』関連曲                                   |
| 1992年10月21日 | らんま1/2 熱闘歌合戦                                           | 乱馬的歌劇団御一行様 | 「乱馬ダ☆RANMA(カーテン・コール・ヴァージョン)」            | テレビアニメ『らんま1/2』関連曲                                   |
| 1993年7月21日  | 天外魔境 風雲カブキ伝 オリジナル・サウンドトラック             | 満月のウンギエ（山寺宏一） | 「満月のウンギエ」                                          | ゲーム『天外魔境 風雲カブキ伝』劇中歌                             |
| 1994年1月26日  | 空と大地の間で/狼は夢を見ない                                  | 犬山道節（山寺宏一） | 「狼は夢を見ない」                                          | OVA『THE八犬伝〜新章〜』関連曲                                    |
| 1994年2月23日  | THE八犬伝 〜新章〜 音楽篇 Vol.1                                | THE八犬士（関俊彦、山口勝平、日髙のり子、大塚明夫、西村智博、山寺宏一、玄田哲章、高山みなみ） | 「迷いの船出」                                              | OVA『THE八犬伝〜新章〜』オープニングテーマ                        |
| 1994年6月22日  | 魔神英雄伝ワタル3 ヴォーカル・コレクション2                    | 渡部クラマ（山寺宏一） | 「青い月」                                                  | ラジオドラマ『魔神英雄伝ワタル3』関連曲                           |
| 1994年10月21日 | 爆炎CAMPUSガードレス 徹底攻略公式ガイドCD4                     | 地龍先輩（山寺宏一） | 「地龍組曲「わが祖国」」                                    | OVA『爆炎CAMPUSガードレス』関連曲                                 |
| 1995年4月26日  | 『THE八犬伝〜新章〜ベストアルバム』                            | 犬山道節（山寺宏一） | 「忠:狼は夢を見ない」                                       | OVA『THE八犬伝〜新章〜』関連曲                                    |
| 1995年11月1日  | 『それいけ！アンパンマン ベストヒット'96』                     | かまめしどん（山寺宏一） | 「山育ちかまめしどん」                                      | テレビアニメ『それいけ!アンパンマン』挿入歌                       |
| 1995年11月1日  | 『それいけ！アンパンマン ベストヒット'96』                     | アンパンマン（戸田恵子）、ばいきんまん（中尾隆聖）、ジャムおじさん（増岡弘）、バタコさん（佐久間レイ）、めいけんチーズ（山寺宏一）、ドキンちゃん（鶴ひろみ）、しょくぱんまん（島本須美）、カレーパンマン（柳沢三千代）、メロンパンナ（かないみか）、てんどんまん（坂本千夏）、カツドンマン（三ツ矢雄二）、かまめしどん（山寺宏一）、ホラーマン（肘付兼太） | 「すすめ!アンパンマン号」                                   | テレビアニメ『それいけ!アンパンマン』挿入歌                       |
| 1996年5月1日   | 秘境探検ファム＆イーリー ソングコレクション                    | ミゲル（山寺宏一） | 「千人と戦った男」                                          | OVA『秘境探検ファム&イーリー』関連曲                              |
| 1997年5月25日  | 原獣文書                                                       | 村上静馬（山寺宏一） | 「そして冒険は始まった」                                    | ドラマCD『原獣文書』オープニングテーマ                            |
| 1999年12月29日 | JANE UNOFFICIAL MISSION 2                                      | ラシード・C・ジャクス（山寺宏一） | 「Amazing Grace(Space Mix)」                                | 漫画『JANE』関連曲                                                |
| 2000年3月18日  | 明日になったら…                                                | ドンキー（山寺宏一）&ディディー（林原めぐみ） | 「明日になったら…」                                         | テレビアニメ『ドンキーコング』オープニングテーマ                  |
| 2000年3月18日  | 明日になったら…                                                | ドンキー（山寺宏一）&ディディー（林原めぐみ） | 「バナナ天国」                                              | テレビアニメ『ドンキーコング』エンディングテーマ                  |
| 2002年7月24日  | またここであいましょう                                         | GLAY（セリフ：Dr.MOOG（山寺宏一）、緑川光、西田裕美） | 「GIANT STRONG FAUST SUPER STAR」                           |                                                                   |
| 2004年2月25日  | それいけ！アンパンマン大全集 もっともっとアンパンマンソングス2 | てんどんまん（坂本千夏）、カツドンマン（三ツ矢雄二）、かまめしどん（山寺宏一） | 「どんぶりまんトリオ うきうき歌」                           | テレビアニメ『それいけ!アンパンマン』挿入歌                       |
| 2004年2月25日  | それいけ！アンパンマン大全集 もっともっとアンパンマンソングス2 | たぬきおに（山寺宏一） | 「たんたんたぬきおに」                                      | テレビアニメ『それいけ!アンパンマン』挿入歌                       |
| 2004年3月24日  | ハッスル                                                       | かいけつゾロリ（山寺宏一） | 「ハッスル」                                                | テレビアニメ『かいけつゾロリ』オープニングテーマ                  |
| 2005年4月22日  | あじゃぱー                                                     | かいけつゾロリ（山寺宏一）、イシシ（愛河里花子）、ノシシ（くまいもとこ） | 「あじゃぱー」                                              | テレビアニメ『まじめにふまじめ かいけつゾロリ』オープニングテーマ |
| 2006年5月26日  | ゼッコーチョー！                                               | ゾロリ（山寺宏一） | 「ゼッコーチョー！」                                        | テレビアニメ『まじめにふまじめ かいけつゾロリ』オープニングテーマ |
| 2006年7月      | CDブック かいけつゾロリ ゆめのハッスル歌謡ショー               | |                                                             |                                                                   |
| 2008年6月25日  | ドロンボー伝説'08                                              | ドロンボー（小原乃梨子・八奈見乗児・たてかべ和也）、なげきブタ（山寺宏一） | 「ドロンボーのなげき唄'08」                                 | テレビアニメ『ヤッターマン』関連曲                                |
| 2009年10月28日 | ソクラの憂鬱 〜アニメ「セナトレックの盾」主題歌〜              | テクマクジャンクション（セリフ：ハル〈山寺宏一〉） | 「ソクラの憂鬱」 「永遠のシェルター」                       |                                                                   |

### その他参加楽曲
| 発売日         | 商品名                                                                         | 歌                                                                                           | 楽曲                                                                                     | 備考                                                |
| -------------- | ------------------------------------------------------------------------------ | -------------------------------------------------------------------------------------------- | ---------------------------------------------------------------------------------------- | --------------------------------------------------- |
| 1988年9月4日   | 超音戦士ボーグマンII/SONIC SOLDIER BORGMAN                                     | 山寺宏一                                                                                     | 「ボーグ・ゲット・オン」                                                                 | テレビアニメ『超音戦士ボーグマン』関連曲            |
| 1989年11月15日 | 朱鷺色怪魔3 〜怪魔再来編〜                                                     | 鈴宮和由、山寺宏一                                                                           | 「SECRET CITY」                                                                          | OVA『朱鷺色怪魔』主題歌                             |
| 1989年         | 朱鷺色怪魔4 〜終章〜龍王蒼雷編〜                                               | 鈴宮和由、山寺宏一                                                                           | 「蒼き聖者」                                                                             | OVA『朱鷺色怪魔』主題歌                             |
| 1989年1月11日  | 超音戦士ボーグマンIII THE LAST GIG OF THE WORLD                                | 山寺宏一                                                                                     | 「BATTLE FLOWER」                                                                        | テレビアニメ『超音戦士ボーグマン』関連曲            |
| 1990年1月25日  | 御先祖様万々歳！オリジナルサウンドトラック                                     | 山寺宏一、鷲尾真知子                                                                         | 「興信所は愛を信じない」                                                                 | OVA『御先祖様万々歳!』挿入歌                        |
| 1990年2月5日   | 『天空戦記シュラト 曼陀羅・華〜遥かなる国の者たちへ〜』                        | 水谷優子、林原めぐみ、井上和彦、島本須美、関俊彦、山寺宏一、堀内賢雄、子安武人               | 「光ある世界へ」                                                                         | テレビアニメ『天空戦記シュラト』関連曲              |
| 1990年2月5日   | 『天空戦記シュラト 曼陀羅・華〜遥かなる国の者たちへ〜』                        | 山寺宏一、堀内賢雄                                                                           | 「稲妻の友情」                                                                           | テレビアニメ『天空戦記シュラト』関連曲              |
| 1990年7月1日   | Message 声優コレクション Vol.1                                                 | 塩沢兼人、田中真弓、堀川亮、山口勝平、山寺宏一、GALLOP                                       | 「サマー・パラダイス」                                                                   |                                                     |
| 1990年7月1日   | Message 声優コレクション Vol.1                                                 | 山寺宏一                                                                                     | 「夏休みの図書館」                                                                       |                                                     |
| 1990年9月5日   | 『超音戦士ボーグマン A Midsummer Night's Dream』                               | 山寺宏一                                                                                     | 「シンデレラMy Girl」                                                                    | テレビアニメ『超音戦士ボーグマン』関連曲            |
| 1990年11月21日 | EVERYBODY'S CHRISTMAS                                                          | 山寺宏一                                                                                     | 「12月のまぼろし」                                                                       |                                                     |
| 1990年11月21日 | EVERYBODY'S CHRISTMAS                                                          | フューチャーランド・スパークリング・アーティスツ                                             | 「EVERYBODY'S CHRISTMAS」                                                                |                                                     |
| 1990年11月21日 | 魔神英雄伝ワタル2 超激闘編 音楽篇1                                             | 山寺宏一                                                                                     | 「野性の翼」                                                                             | テレビアニメ『魔神英雄伝ワタル2』関連曲             |
| 1990年12月5日  | 天空戦記シュラト 八部衆 THE WORLD                                              | 山寺宏一                                                                                     | 「Truth」                                                                                | テレビアニメ『天空戦記シュラト』関連曲              |
| 1990年12月21日 | キャッ党忍伝てやんでえ 猫座千秋楽公演                                          | 山寺宏一                                                                                     | 「BLACK FIGHT」                                                                          | テレビアニメ『キャッ党忍伝てやんでえ』関連曲        |
| 1991年2月25日  | おしゃれ(秘)指令 レッツゴー声優大作戦                                          | 山寺宏一                                                                                     | 「BROKEN TIME-BROKEN HEART」                                                             |                                                     |
| 1991年3月27日  | 『超音戦士ボーグマン/REALLY THE LAST GIG OF THE WORLD』                        | 山寺宏一                                                                                     | 「Traps In The Night」 「明日への誓い」 「二人だけの入り江」                             | テレビアニメ『超音戦士ボーグマン』関連曲            |
| 1991年3月27日  | 『超音戦士ボーグマン/REALLY THE LAST GIG OF THE WORLD』                        | 松本保典、鷹森淑乃、山寺宏一、松井菜桜子                                                     | 「青春のモニュメント」                                                                   | テレビアニメ『超音戦士ボーグマン』関連曲            |
| 1991年7月21日  | 20面相におねがい!!恋ほど素敵なミュージカルはない                               | 山寺宏一                                                                                     | 「言葉にしなくちゃ」                                                                     | ドラマCD『20面相におねがい!!』関連曲                |
| 1991年11月27日 | 今夜は絶対カーニバル!!                                                         | オルケスタテル パララ パラダイス                                                             | 「お好きにパラダイス」                                                                   | テレビアニメ『あしたへフリーキック』関連曲          |
| 1991年11月27日 | 今夜は絶対カーニバル!!                                                         | 山寺宏一                                                                                     | 「You don't know my feeling 〜もう一つのWedding night」                                  | テレビアニメ『あしたへフリーキック』関連曲          |
| 1992年5月21日  | もう一人のマリオネット オリジナル・アルバム                                    | 山寺宏一                                                                                     | 「COOL DOWN」 「喝采(Standing Ovation)」                                                 | ドラマCD『もう一人のマリオネット』関連曲            |
| 1992年5月21日  | もう一人のマリオネット オリジナル・アルバム                                    | 山寺宏一、鈴木香織                                                                           | 「えらばれた神話」                                                                       | ドラマCD『もう一人のマリオネット』関連曲            |
| 1992年9月25日  | 紅伝説                                                                         | 山寺宏一                                                                                     | 「風雲の悲劇〜風王早手のテーマ」                                                         | 漫画『紅伝説』イメージソング                        |
| 1993年9月21日  | Radioマガジン1 山寺宏一＆かないみか                                            | 山寺宏一＆かないみか                                                                         | 「LOVE IS EVERYTHING」                                                                   |                                                     |
| 1993年9月21日  | 天翔凰 輪廻転生篇1「再会」                                                     | 山寺宏一                                                                                     | 「If We Are 〜運命の扉〜」                                                               | CDコミックス『天翔凰』オープニングテーマ            |
| 1993年12月17日 | アラジン オリジナル・モーション・ピクチャー・サウンドトラック 日本語版         | 山寺宏一                                                                                     | 「フレンド・ライク・ミー(ボクは大親友)」 「アリ王子のお通り」                            | アニメ映画『アラジン』挿入歌                        |
| 1994年8月25日  | 幽幻怪社 音楽篇                                                                | 松本梨香、山寺宏一                                                                           | 「しあわせの絶頂」                                                                       | OVA『幽幻怪社』関連曲                               |
| 1994年11月30日 | 黒いチューリップ 恋の奴隷 試写会!                                              | 菊池正美、山寺宏一                                                                           | 「八王子決戦！」                                                                         | ドラマCD『黒いチューリップ 恋の奴隷 試写会!』関連曲 |
| 1994年11月30日 | 黒いチューリップ 恋の奴隷 試写会!                                              | 山寺宏一                                                                                     | 「八巻より愛をこめて」                                                                   | ドラマCD『黒いチューリップ 恋の奴隷 試写会!』関連曲 |
| 1995年3月1日   | 幸せはこんなカタチでやってくる                                                 | 山寺宏一                                                                                     | 「SNOW」 「WITH」                                                                        | ドラマCD『幸せはこんなカタチでやってくる』関連曲    |
| 1995年11月17日 | 東京ディズニーランド FEEL THE MAGIC                                            | 山寺宏一                                                                                     | 「ひとりぼっちの晩餐会」                                                                 |                                                     |
| 1995年12月21日 | とうきょうデンキKIRAKIRA合唱団 THE HEROS                                       | 山寺宏一                                                                                     | 「真っ赤なスカーフ」                                                                     |                                                     |
| 1995年12月21日 | とうきょうデンキKIRAKIRA合唱団 THE HEROS                                       | とうきょうデンキKIRA KIRA合唱団                                                              | 「WE ARE THE HEROS」                                                                     |                                                     |
| 1998年3月21日  | ジャバジャバモーニング/OHA OHA スターター                                      | やまちゃん & レイモンド                                                                      | 「ジャバジャバモーニング」 「ジャバジャバモーニング カメレオンバージョン」               | バラエティ番組『おはスタ』エンディングテーマ        |
| 1998年3月21日  | ジャバジャバモーニング/OHA OHA スターター                                      | やまちゃん & レイモンド                                                                      | 「OHA OHA スターター」                                                                   | バラエティ番組『おはスタ』オープニングテーマ        |
| 1998年6月24日  | I am You                                                                       | EARTH MUSIC MAGIC 97（山寺宏一、かないみか、黒夢他57名）                                     | 「I am You」                                                                             |                                                     |
| 1998年         | おはスタ ジムナスティック ミラクルモーニング                                   | やまちゃん                                                                                   | 「ミラクルモーニング」                                                                   | バラエティ番組『おはスタ』関連曲                    |
| 1998年12月2日  | グッドモーニング！サンタクロース                                               | やまちゃん&レイモンド with おはガールBANANA                                                  | 「グッドモーニング！サンタクロース」                                                     | バラエティ番組『おはスタ』関連曲                    |
| 1999年6月7日   | 九九完全暗記CD 天才バカボンの九九はこれでいいのだ！                            | 山寺宏一                                                                                     | 「天才バカボンの九九はこれでいいのだ！」                                                 |                                                     |
| 1999年7月28日  | 2000年は誰と？ EARTH MUSIC MAGIC 99                                            | 山寺宏一                                                                                     | 「CUBEの世界」                                                                           |                                                     |
| 1999年9月24日  | 最遊記 CDドラマコレクション2                                                   | 山寺宏一                                                                                     | 「ワインレッドの心」                                                                     | ドラマCD『最遊記』関連曲                            |
| 1999年10月6日  | 毒気                                                                           | 愛河里花子（セリフ：飯塚雅弓、岩田光央、かないみか、宮村優子、MUGUME、山寺宏一）             | 「救世主」                                                                               |                                                     |
| 2000年2月2日   | サヨナラのかわりに                                                             | おはぐみ                                                                                     | 「サヨナラのかわりに」                                                                   | バラエティ番組『おはスタ』関連曲                    |
| 2000年3月16日  | おはスタベスト2                                                                | やまちゃんwithジムナスひかる                                                                 | 「HAPPY GO LUCKY」                                                                       | バラエティ番組『おはスタ』関連曲                    |
| 2000年8月9日   | 美女と野獣 O.S.T 日本語版                                                      | 伊東恵里、山寺宏一                                                                           | 「愛の芽生え」                                                                           | アニメ映画『美女と野獣』劇中歌                      |
| 2000年8月23日  | リトルマーメイド2 RETURN TO THE SEA & MORE                                     | すずきまゆみ、井上和彦、八奈見乗児、山寺宏一                                                 | 「なつかしい海へ」                                                                       | OVA『リトル・マーメイドII Return to The Sea』挿入歌 |
| 2000年8月23日  | リトルマーメイド2 RETURN TO THE SEA & MORE                                     | 山寺宏一、安田恵、すずきまゆみ                                                               | 「陸と海で〜フィナーレ」                                                                 | OVA『リトル・マーメイドII Return to The Sea』挿入歌 |
| 2000年10月18日 | 20thセンチュリーズ・ベスト〜東京ディズニーランド                               | 山寺宏一                                                                                     | 「アラジンの大冒険」                                                                     | 東京ディズニーランド関連曲                          |
| 2000年12月16日 | ミレニアム・シリーズ タイムカプセルVol.10〜Eternal Songs〜                     | 山寺宏一                                                                                     | 「恋しくて」 「THE REAL FOLK BLUES」 「古い日記」 「Missing」 「天使達の歌」             |                                                     |
| 2001年7月11日  | 『東京ディズニーランド Music Album 2001』                                      | 山寺宏一                                                                                     | 「ロジャーラビットのカートゥーンスピン」 「ミッキーの留守番電話」 「ミニーの留守番電話」 | 東京ディズニーランド関連曲                          |
| 2002年1月1日   | 美女と野獣 O.S.T 日本語版（スペシャル・エディション）                          | 山寺宏一                                                                                     | 「人間に戻りたい」                                                                       |                                                     |
| 2002年6月21日  | COWBOY BEBOP CDBOX がっくりおまけシングル                                      | 山寺宏一                                                                                     | 「さすらいのカウボーイ＜カウボーイビパップのテーマ＞」                                   | テレビアニメ『カウボーイビバップ』関連曲            |
| 2004年1月28日  | 東京ディズニーランド 20thアニバーサリー ベスト・アルバム                       | 山寺宏一                                                                                     |                                                                                          |                                                     |
| 2006年1月25日  | Kingdom Hearts II O.S.T                                                        | 山寺宏一                                                                                     | 「Swim This Way」 「Under The Sea」 「A New Day is Dawning」                             | ゲーム『キングダムハーツII』挿入歌                  |
| 2009年11月6日  | 1:25 PM                                                                        | 坂本サトル（ゲストボーカル：山寺宏一）                                                       | 「1日に例えるなら」 「気にしないぜ(Ver.2)」                                              |                                                     |
| 2010年3月3日   | 2010 うんどう会(5) 火炎太鼓〜The・祭り〜                                       | 山寺宏一（津軽三味線:山口ひろし、E.ギター:小堀浩）                                           | 「火炎太鼓〜The・祭り〜」                                                                |                                                     |
| 2011年         | 復興支援ソング 虹を架けよう                                                    | Bikkis（さとう宗幸、小川もこ、遊佐未森、かの香織、山寺宏一、東野ひろあき、小柴大造）         | 「虹を架けよう」                                                                         |                                                     |
| 2011年7月27日  | やなせたかし＋いずみ たく 生きているから歌うんだ! 手のひらを太陽に50周年記念CD | 山寺宏一                                                                                     | 「犬が自分のしっぽをみてうたう歌」 「さすらいのブラックキャット」                        |                                                     |
| 2012年2月22日  | ディズニー・デート 声の王子様                                                  | 山寺宏一                                                                                     | 「サークル・オブ・ライフ」                                                               |                                                     |
| 2012年2月22日  | ディズニー・デート 声の王子様 Standard Edition                                 | 山寺宏一                                                                                     | 「ミッキーマウス・マーチ」                                                               |                                                     |
| 2012年2月22日  | ディズニー・デート 声の王子様 Deluxe Edition                                   | 神谷浩史、鈴村健一、福山潤、櫻井孝宏、杉田智和、緑川光、森川智之、関智一、入野自由、山寺宏一 | 「ディズニー・デートストーリー」                                                         |                                                     |
| 2012年9月19日  | Disney 声の王子様 第2章〜Love Stories〜                                        | 山寺宏一                                                                                     | 「グレイト・スピリット」 「塔の上のラプンツェル ―朗読―」                                 |                                                     |
| 2012年9月19日  | Disney 声の王子様 第2章〜Love Stories〜 Standard Edition                       | 石田彰、神谷浩史、下野紘、関智一、櫻井孝宏、緑川光、置鮎龍太郎、岡本信彦、山寺宏一           | 「小さな世界」                                                                           |                                                     |
| 2013年3月27日  | Disney 声の王子様〜東京ディズニーリゾート 30周年記念盤                         | 山寺宏一                                                                                     | 「シンデレラ ―朗読―」                                                                    |                                                     |
| 2014年4月23日  | Disney 声のドリームデュエット                                                  | 山寺宏一&田中理恵                                                                            | 「右から2番目の星」                                                                      |                                                     |
| 2016年10月5日  | 花は咲く〜アニメスター・バージョン〜                                           | 山寺宏一&水樹奈々                                                                            | 「花は咲く〜アニメスター・バージョン〜」                                                 |                                                     |
| 2016年10月5日  | 花は咲く〜アニメスター・バージョン〜                                           | 山寺宏一                                                                                     | 「花は咲く〜アニメスター・バージョン〜」                                                 |                                                     |
| 2019年5月22日  | ネヴァーランド/Voice Actor×売野雅勇                                            | 山寺宏一                                                                                     | 「東京PARADISE」                                                                         |                                                     |
| 2019年5月22日  | ネヴァーランド/Voice Actor×売野雅勇                                            | 山寺宏一、内田彩                                                                             | 「男と女は十時半」                                                                       |                                                     |
| 2020年9月23日  | 明日をつくろう                                                                 | おはスタALLSTARS                                                                             | 「明日をつくろう」                                                                       | バラエティ番組『おはスタ』関連曲                    |
| 2020年9月23日  | 明日をつくろう                                                                 | 花江夏樹、アイクぬわら、木村昴、岩井勇気、小川桜花、原田都愛、山寺宏一                       | 「明日をつくろう」                                                                       | バラエティ番組『おはスタ』関連曲                    |
| 2020年9月23日  | 明日をつくろう                                                                 | 花江夏樹、アイクぬわら、松丸亮吾、Masuo、増田來亜、山口綺羅、山寺宏一                        | 「明日をつくろう」                                                                       | バラエティ番組『おはスタ』関連曲                    |
| 2020年9月23日  | 明日をつくろう                                                                 | 花江夏樹、アイクぬわら、ミキ、チョコレートプラネット、井上咲楽、鶴屋美咲、山寺宏一           | 「明日をつくろう」                                                                       | バラエティ番組『おはスタ』関連曲                    |
| 2020年9月23日  | 明日をつくろう                                                                 | 花江夏樹、アイクぬわら、カミナリ、あばれる君、池田直人、小田柚葉、石井蘭、山寺宏一           | 「明日をつくろう」                                                                       | バラエティ番組『おはスタ』関連曲                    |
| 2020年9月23日  | 明日をつくろう                                                                 | 花江夏樹、アイクぬわら、山本博、サンシャイン池崎、隅谷百花、菱田未渚美、山寺宏一             | 「明日をつくろう」                                                                       | バラエティ番組『おはスタ』関連曲                    |

## ライブ・イベント
- BORGMAN LIVE（1989年4月2日、TAKE OFF 7）
- 今夜は絶対カーニバル!! 明日はフリーキック（1991年12月25日、東京 日比谷公開堂）
- バナナフリッターズ LIVE'92 〜プラトニックじゃ我慢できない〜
- 魔神英雄伝ワタル W復活祭 60分間世界一周（1993年8月29日、新宿文化センター）
- LIVE A COMBINATION（1994年9月17日 - 19日、シアターVアカサカ）（ゲスト 出演）
- LIVE A COMBINATION Vol.5（1999年12月22日 - 25日 in space 107）（ゲスト 出演）
- 山寺宏一 ミニコンサート（1999年8月28日 in よみうりランド プールサイド）
- 東京俳優生活協同組合 設立45周年記念イベント「Party Live!」（2006年2月）
- 80's〜90'sトークライブ「R33〜アニメ〜」（2012年1月16日、新宿ネイキッドロフト、ゲスト）
- 小堺一機のおすましでおすましでSHOW25（声の出演）
- 小堺一機のおすましでSHOW26〜プリズン・ブラザーズ〜（4日ゲスト）
  - 2011年9月2日 - 11日、東京グローブ座
- 第19回こどもたちの国際映画祭 キンダー・フィルム・フェスティバル（2011年8月12日、オープニングスペシャルプログラム）
- Dolly&Tanny Live Act III（18日ゲスト）
  - 2011年10月18日 - 20日、新宿SOMEDAY
- 遊佐未森ライブ Cafe mimo Vol.12（2012年4月29日、東京草月ホール、ゲスト）

チャリティーライブ
- READING FOR THE TIES 2008 チャリティイベント（2008年6月28日、東京都文京区のJCBホール）
- 『みやぎびっきの会』の関連公演
  - Dream Chain 2006 〜子ども達に夢を〜（2006年12月14日、宮城県民会館）
  - Dream Chain 2008 〜子ども達に夢を〜 supported by MJQ WEDDING（2008年1月26日、石巻市民会館）
  - 岩手・宮城内陸地震緊急支援ライブ 「頑張れ！花山・栗駒」（2008年8月21日、Zepp Sendai）
  - チャリティーコンサート Dream Chain 2009 〜子ども達に夢を〜〜 supported by MJQ WEDDING（2009年2月21日、仙台サンプラザホール）
  - チャリティーコンサート Dream Chain 2010 〜子ども達に夢を〜（2010年2月28日、仙台サンプラザホール）
  - チャリティーコンサート Dream Chain 2011 〜子ども達に夢を〜（2011年3月19日、仙台サンプラザホール） ※東日本大震災の影響により一旦延期。2012年2月25日、同会場にて延期公演「Dream Chain Vol.6」として開催。
  - みやぎびっきの会 東日本大震災復興支援ライブ（2011年6月7日、東京・渋谷、C.C.Lemonホール）
  - チャリティーコンサート Dream Chain Vol.6（2012年2月25日、仙台サンプラザホール）
- LIVE SDD 2011（2011年2月20日、大阪城ホール）
- LIVE SDD 2012（2012年2月19日、ストーリーテラー）
- 第1回 東日本大震災チャリティーライブ（2011年4月17日、みやぎびっきの会）
- やっぺし大槌再興祭り in 岩手（2011年6月4日、大槌町立大槌中学校）
- 被災地激励ライブ in 宮城（2011年6月5日、フレスコキクチ亘理店駐車場）
- 被災地激励ライブ in 福島（2011年6月5日、フレスコキクチ東原町店駐車場）
- 復興ライブ 復興!全国「塩」サミットin 宮城 塩竈（2011年9月25日、エスプホール&エスプ空中庭園、山寺宏一、小柴大造）
- 小高区復興のために小高へ帰ろう!の集い（2011年11月6日、さくらホール駐車場石野田奈津代、坂本サトル、山寺宏一、他）
- 第9回 東日本大震災チャリティーライブ（2011年12月5日、六本木、みやぎびっきの会）
- 宮城県警察音楽隊復興応援コンサート（2012年2月11日、七ヶ浜国際村ホール、司会）
- 東日本大震災復興支援・きやっせ物産展（2012年3月25日）
- 東日本復興支援イベント believe nippon サクラと海、そしてラーメン（2012年4月1日、葛西臨海公園、みやぎびっきの会）
- 高畠ワイナリー2012スプリングフェスタ第2回チャリティーコンサート（2012年5月3日 - 5日、山寺宏一&小柴大造&師岡貴文）
- 山寺祈りの芸術際 音フェス 楽日前夜（2011年8月20日 - 9月4日、面白山高原特設ステージ、9月3日ゲスト、山寺宏一、小柴大造、他）

### その他
- カントリーベア・シアター（シェーカー、ゼブ）
- キング・トリトンのコンサート（セバスチャン）
- スカイ・Aスポーツプラスの局名告知
- ディズニー・オン・アイス（ドナルドダック 他）
- 東京ディズニーランドスペシャルイベント『ドナルドのスーパースプラッシュ』2002年（MC役）
- 東京ディズニーランドスペシャルイベント『ミッキーのギフト・オブ・ドリームズ』2003年（バッグ・オブ・ドリームズ役）
- 東京ディズニーランドスペシャルイベント『ディズニー・ハロウィーン』2003年 - 2007年（ナレーション）
- 美女と野獣“魔法のものがたり”（野獣）
- ミッキーのフィルハーマジック（ドナルドダック）
- 魅惑のチキルーム（スティッチ）
- ロジャーラビットのカートゥーンスピン（ロジャー・ラビット、ドナルドダック、トゥーンタウン・ニュースのアナウンサー）
- アラジンのホールニューワールド（ジーニー）
- マジックランプシアター（ジーニー）
- マーメイドラグーンシアター（セバスチャン）
- シュレック4-Dアドベンチャー（ドンキー）
- スペース・ファンタジー・ザ・ライド（ジーボット）
- バック・トゥ・ザ・フューチャー・ザ・ライド（マーティ・マクフライ）
- ヤッターマン×トウシバ（ナレーター、ヤッターワン、ヤッターペリカン、おだてブタ）[485]
- 西武ライオンズ対千葉ロッテマリーンズ 始球式（2002年7月27日）（MC）
- シャーロック ホームズ年末SP「シャーロック ホームズ・アワード」（声の出演、Mr.マウント・テンプル役）
- SEKAI NO OWARI ドーム・スタジアムツアー「タルカス」2017年（声の出演、グリモン役）
- SEKAI NO OWARI ドームツアー「Du Gara Di Du」2022年（声の出演、ガルル役）

### BD・DVD
2015年
- 東京ディズニーリゾート ドリームフォースマイルII《ダイジェスト版》スペシャルイベント編　ショー&パレード編（ブルーレイ/DVD、2015年2月4日発売）（ドナルドダックの声、ロジャーラビットの声）

玩具
- CHATTA チャッタクッキー（声：山寺宏一）
- CHATTA チャッタキャンディ（声：山寺宏一）

DVD・VHS
- Tokyo Cityめるへんシリーズ
  - Tokyo Cityめるへん・2（VHS 1990年9月25日）
  - Tokyo Cityめるへん・3 チャンプ/SHOUT篇（VHS 1990年12月21日）
  - Tokyo Cityめるへん・3 チャンプ/FLASH篇（VHS 1991年1月10日）
- スパークリング＆ハートフル・プレゼント〜EVERYBODY'S CHRISTMAS〜（VHS 1990年12月12日）
- 今夜は絶対カーニバル〜明日は“フリーキック”（VHS 1992年3月25日）
- 魔神英雄伝ワタル3 メモリアル・ライブ See You Again（VHS 1992年6月21日 ビクターエンタテインメント）
- 魔神英雄伝ワタル W復活祭 60分間世界一周（VHS 1993年12月1日 バップ）
- シング アロング ソング ディズニー ミュージカル ワールド Vol.9（VHS 1994年7月21日）（ドナルドダックの声、ロジャーラビットの声）
- ヴォイスアクター 30 Vol.1（VHS 1994年12月17日）
- ヴォイスアクター SUPER Vol.2（VHS 1995年8月21日）
- ヴォイスアクター POWER Special
- 声優ボイスマガジンシリーズ
  - It's say you!! LD版 Vol.2 「眠れぬ森の美女姉妹」（LD 1996年3月20日）
  - It's say you!! Vol.4 「眠れぬ森の美女姉妹(2)〜金万福お食事会!?の巻〜」（VHS 1996年5月21日/LD 1996年8月21日）
  - It's say you!! Vol.5 「居酒屋やおちゃん(2)〜流しの山ちゃん登場!!の巻〜」（VHS 1996年7月20日/LD 1996年10月19日）
  - It's say you!! Vol.6 「私立・聖アニメ学園大学(2)〜ライバル（アニメ研究会）との対決の巻〜」（VHS 1996年9月21日/LD 1996年12月21日）
- 声・優倶楽部＋α?! テレビじゃ見れないスペシャル版 Vol.1 - Vol.6
- 天才バカボンの九九はこれでいいのだ!!（VHS 1999年4月21日）
- Sound Theatre（新感覚•音楽朗読劇）HYPNAGOGIA

## 書籍
- やまちゃんの語ってくだけろ!―山寺宏一対談集（主婦の友社 ISBN 4-07-232992-4）
- 山寺宏一のだから声優やめられない! 声優・山寺宏一と30人の声の役者たち（主婦の友社 ISBN 4-07-229270-2）
- とり・みきの映画吹替王（とり・みきと山寺宏一の対談収録 洋泉社 ISBN 4-89691-837-1）
- かいけつゾロリ ゆめのハッスル歌謡ショー（CD付き絵本）（収録されたCDのゾロリの声を担当。ポプラ社 ISBN 4-591-09316-6）
- WALKING TOUR（CD付き絵本）（CDに収録されたflashのナレーションを担当。絵・文 / sapara 音楽 / 黒石ひとみ 学習研究社 ISBN 4-05-403214-1）